# Edvard Munch

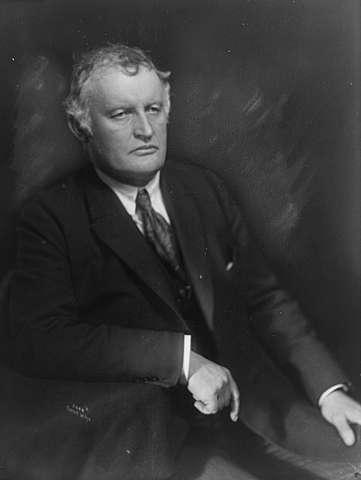
Edvard Munch 1921, Fotografie von Anders Beer Wilse

Edvard Munch [ˈɛdvɒ:rt muŋk] ⓘ (* 12. Dezember 1863 in Løten, Hedmark, Norwegen; † 23. Januar 1944 auf Ekely in Oslo) war ein norwegischer Maler und Grafiker. Neben über 1700 Gemälden (siehe die Liste der Gemälde von Edvard Munch) fertigte er zahlreiche Grafiken (siehe die Liste der Druckgrafik von Edvard Munch) und Zeichnungen an. Munch gilt als Bahnbrecher für die expressionistische Richtung in der Malerei der Moderne. Seine erste Ausstellung in Deutschland sorgte für einen Skandal („Fall Munch“). In der Folge genoss er in Mitteleuropa früh den Ruf eines epochemachenden Neuschöpfers. Heute sind seine Eigenart und sein Status auch im übrigen Europa und in der Welt anerkannt.
Munchs Bilder stellen den Menschen und seine wesentlichen emotionalen Erfahrungen von Liebe, Angst bis Trauer und Tod in den Mittelpunkt. In ihnen verarbeitete Munch vor allem autobiografische Erlebnisse. Wichtige Motive malte der Künstler immer wieder neu in unterschiedlichen Versionen, so auch viele seiner Hauptwerke wie Der Schrei, Madonna, Vampir, Melancholie, Der Tod im Krankenzimmer oder Der Tanz des Lebens, die im so genannten Lebensfries zusammengefasst sind.
Munchs umfangreicher Nachlass wird im Munch-Museum Oslo beherbergt. Weitere bedeutende Sammlungen von Munchs Werken befinden sich in der Norwegischen Nationalgalerie in Oslo, im Stenersen-Museum in Oslo und im Kunstmuseum in Bergen. Auch viele Museen in deutschsprachigen Ländern zeigen Gemälde oder Grafiken von Munch.

## Leben

### Herkunft

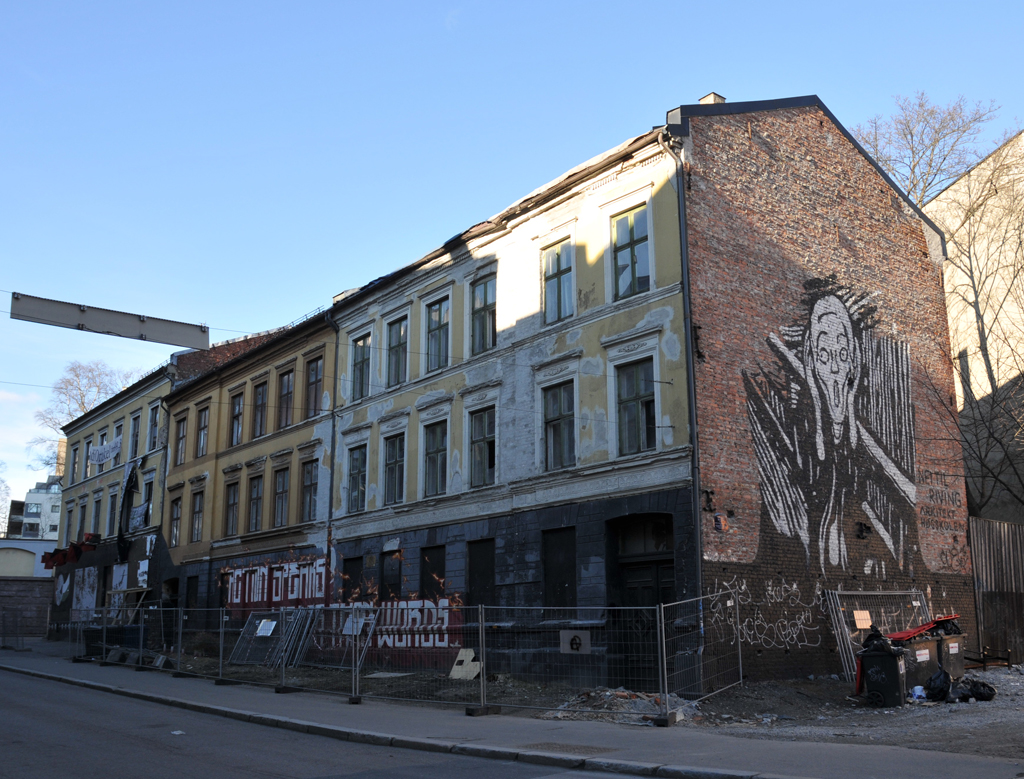
Pilestredet 30 in Oslo. Von 1868 bis 1873 lebte die Familie Munch im Haus 30A, später bis 1875 in 30B (im Vordergrund)

Edvard Munch wuchs in der norwegischen Hauptstadt Oslo auf, die zu dieser Zeit Christiania (ab 1877 Kristiania) hieß. Sein Vater Christian Munch war ein tief religiöser Militärarzt mit bescheidenem Einkommen. Der Historiker Peter Andreas Munch war Edvard Munchs Onkel.
Munchs Vater Christian heiratete mit 44 Jahren die zwanzig Jahre jüngere Kaufmannstochter Laura Catherine Bjølstad. Die junge Ehefrau gebar ihren Sohn Edvard mit 27 Jahren und starb mit 33 Jahren an Tuberkulose, als Edvard fünf Jahre alt war. Edvard selbst war von schwacher Gesundheit, aber nicht er, sondern seine ältere Schwester Sophie war das nächste Opfer der Schwindsucht. Seine jüngere Schwester Laura war wegen „Melancholie“ (nach heutiger Klassifikation Depression) in ärztlicher Behandlung. Postum stellten Mediziner auch bezüglich Edvard Munch die Hypothese einer Borderline-Persönlichkeitsstörung (emotional instabile Persönlichkeitsstörung) auf, zum Teil in Verbindung mit einer bipolaren Störung (manisch-depressive Erkrankung). Von den fünf Geschwistern (Edvard eingeschlossen) heiratete nur sein Bruder Andreas, starb aber schon wenige Monate nach der Hochzeit.
Das Elternhaus war kulturell anregend – es waren jedoch die Eindrücke von Krankheit, Tod und Trauer, zu denen Munch in seiner Kunst hauptsächlich zurückkehrte.

### Realismus

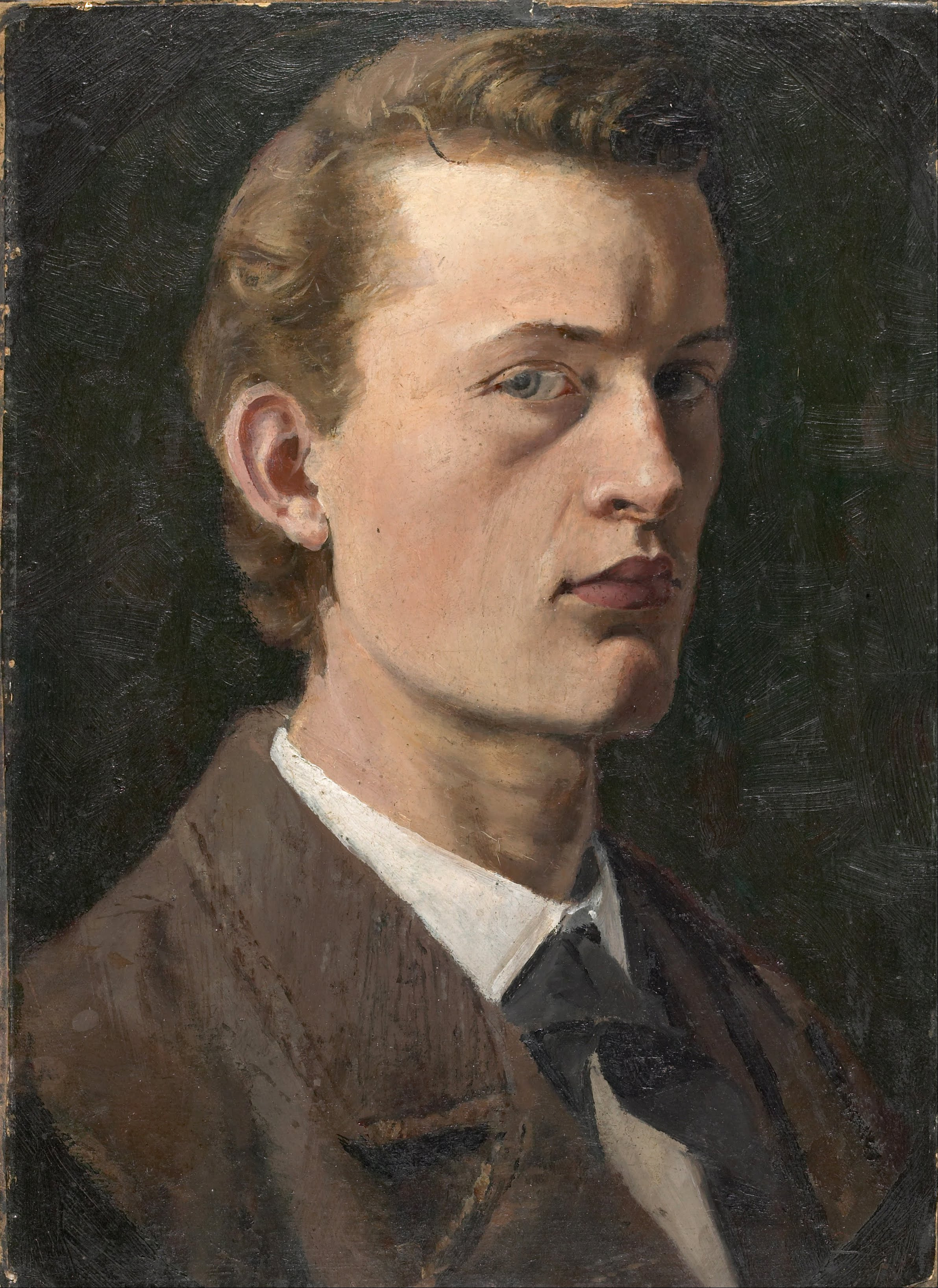
Selbstbildnis (1882)

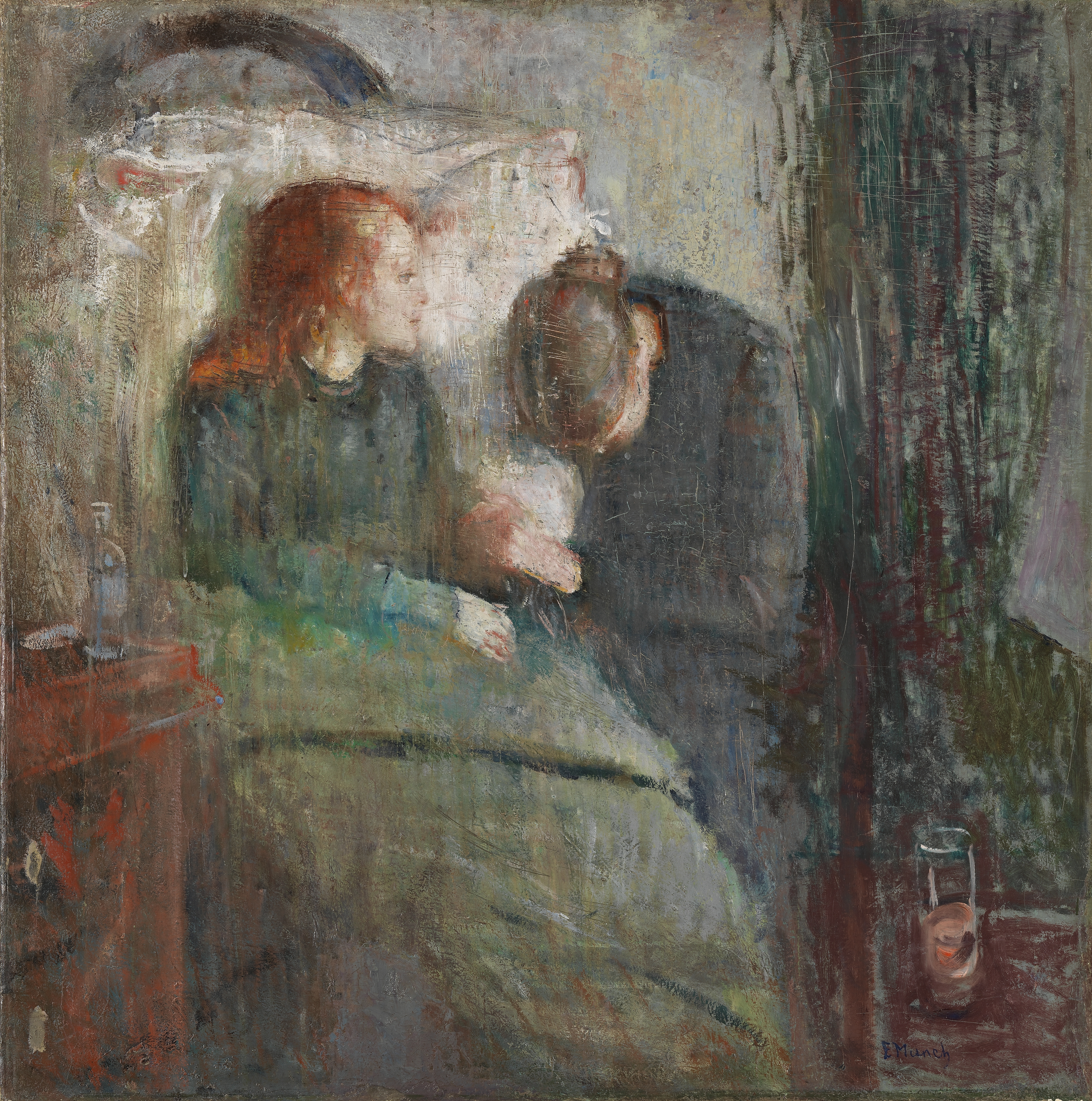
Das kranke Kind (1885/86)

Auf Wunsch des Vaters durchlief Munch ein Jahr auf der technischen Schule und wandte sich dann, unterstützt von seiner Tante Karen, mit großem Ernst der Kunst zu. Er studierte die Alten Meister, folgte dem Unterricht in Aktzeichnen an der königlichen Zeichenschule und erhielt eine Zeit lang Korrektur vom führenden Naturalisten Norwegens, Christian Krohg. Seine frühen Arbeiten prägte ein vom französischen inspirierter Realismus, und bald schon fiel er als großes Talent auf.
1885 war Munch während eines kurzen Studienaufenthaltes in Paris. Im selben Jahr begann er die Arbeit an seinem entscheidenden Werk Das kranke Kind. Hier brach er radikal mit dem Realismus, in dem etwa Christian Krohg fünf Jahre zuvor ein ähnliches Motiv gemalt hatte. Munch arbeitete lange an dem Gemälde auf der Suche nach dem ersten Eindruck und einem gültigen malerischen Ausdruck für ein schmerzliches persönliches Erlebnis, dem Tod seiner Schwester Sophie. Er verzichtete auf Raum und plastische Form und stieß zu einer ikonenartigen Komposition vor. Die grobe Stofflichkeit der Oberfläche wies Spuren des mühsamen schöpferischen Prozesses auf. Die Kritik war sehr negativ. Munch griff dieses Motiv trotzdem zeit seines Lebens immer wieder auf.
Die Hauptwerke der folgenden Jahre sind von der Form her weniger provozierend. Inger am Strand aus dem Jahr 1889 zeugt von Munchs Fähigkeit zur lyrischen Stimmungsschilderung im Einklang mit der neoromantischen Strömung jener Zeit. Dieses Bild malte er in Åsgårdstrand, einer kleinen Küstenstadt in der Nähe von Horten. Die für diese Gegend so charakteristische, an Windungen reiche Küstenlinie findet sich als sinntragendes Leitmotiv in vielen Kompositionen von Munch.

### Kristiania-Bohème

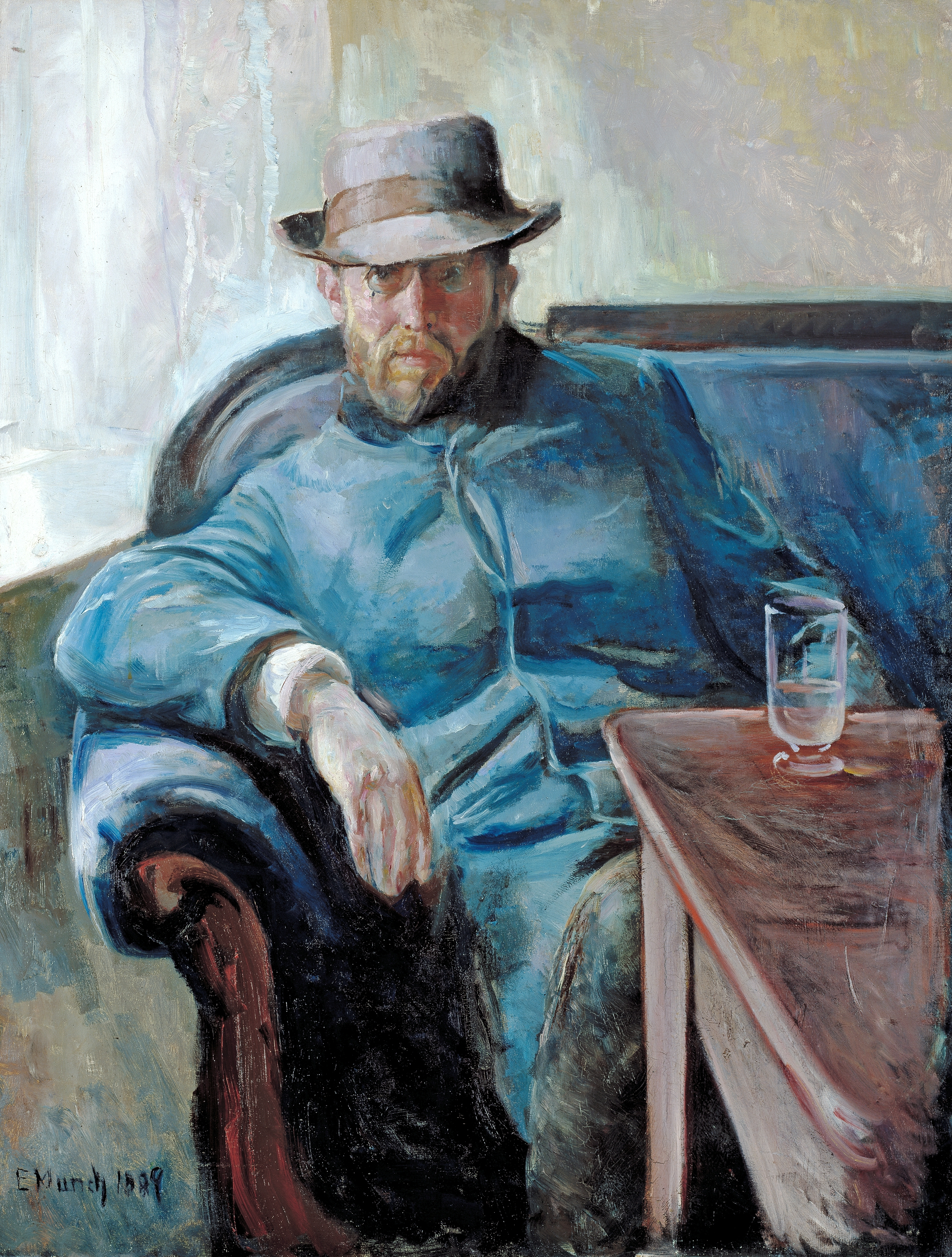
Hans Jæger (1889)

1889 malte Munch außerdem ein Porträt des Kopfes der Bohème von Kristiania, Hans Jæger. Munchs Umgang mit Jæger und seinem Kreis von radikalen Anarchisten in der zweiten Hälfte der 1880er Jahre wurde zum entscheidenden Wendepunkt in seinem Leben und zur Quelle einer inneren Gärung und eines inneren Konflikts. Zu dieser Zeit begann seine umfassende biografisch-literarische Produktion, die er in verschiedenen Phasen seines Lebens immer wieder aufnahm. Diese frühen Aufzeichnungen fungierten als „Nachschlagewerk“ zu mehreren der zentralen Motive aus den 1890er Jahren. Im Einklang mit Jægers Ideen wollte er wahrheitsgetreue „Nahaufnahmen“ von den Sehnsüchten und Qualen des modernen Lebens vermitteln – er wollte „sein Leben malen“.

### Frankreich

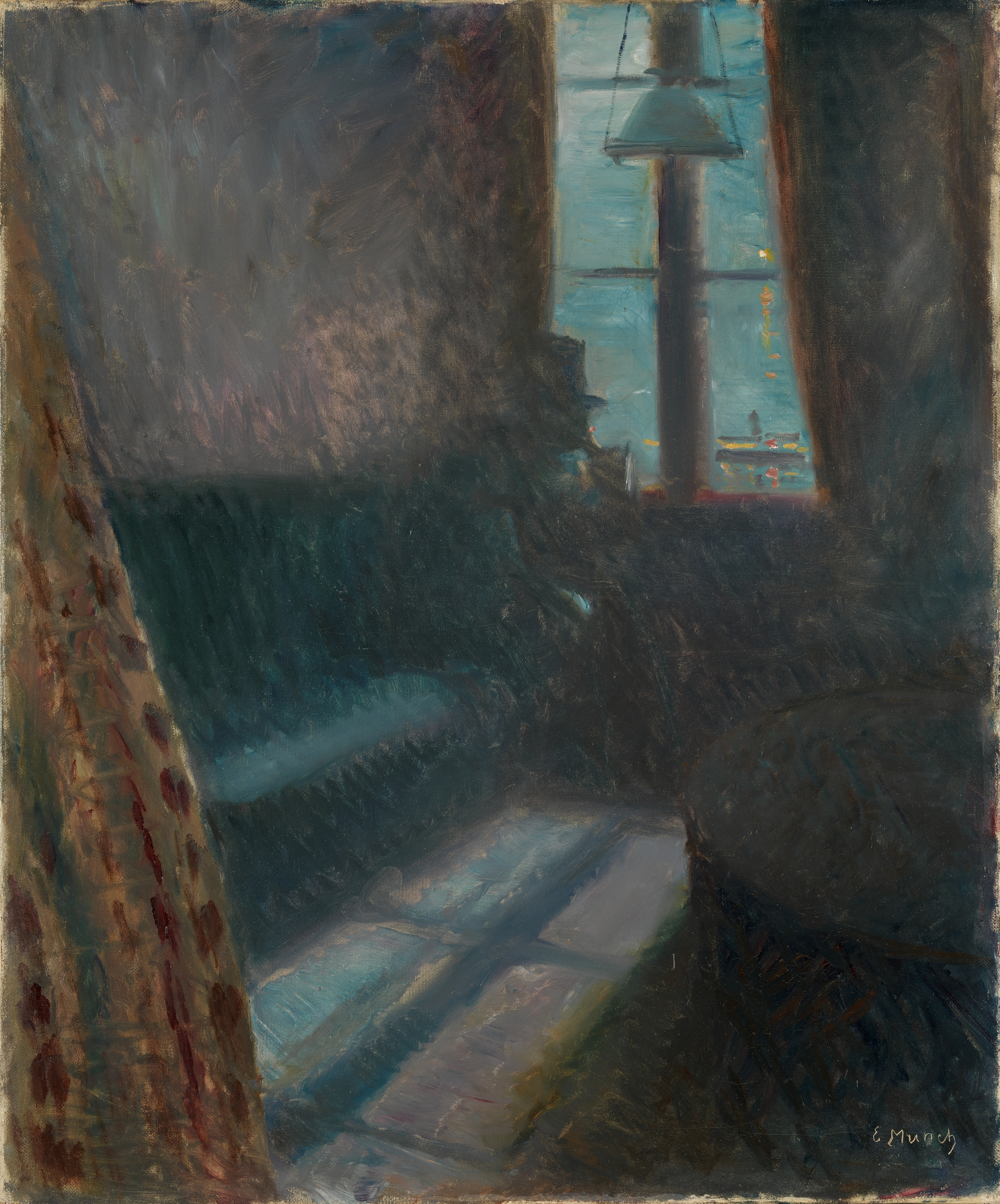
Nacht in Saint-Cloud (1890)

Im Herbst 1889 hatte Munch eine große Einzelausstellung in Kristiania, woraufhin ihm der Staat für drei aufeinanderfolgende Jahre ein Künstlerstipendium gewährte. Paris war das natürliche Ziel, wo er für kurze Zeit – gemeinsam mit seinem Freund Kalle Løchen – Schüler von Léon Bonnat war. Die wichtigeren Impulse aber empfing er, indem er sich am künstlerischen Leben der Stadt orientierte. Hier fand zu jener Zeit ein postimpressionistischer Durchbruch mit verschiedenen antinaturalistischen Experimenten statt, die auf Munch befreiend wirkten.
Kurz nachdem Munch in diesem ersten Herbst nach Frankreich gekommen war, erreichte ihn die Nachricht vom Tod seines Vaters. Die Einsamkeit und die Melancholie in seinem Bild Nacht in Saint-Cloud (1890) werden oft vor diesem Hintergrund gesehen. Das dunkle Interieur mit der einsamen Gestalt am Fenster ist völlig von Blautönen beherrscht – eine Valeurmalerei, die an Whistlers nächtliche Farbenakkorde erinnert, aber auch auf eine eigenständige, moderne Art die „Dekadenz“ des letzten Jahrzehnts des 19. Jahrhunderts einfängt.
Auf der Herbstausstellung 1891 in Kristiania zeigte Munch unter anderem Melancholie. Hier dominieren große, geschwungene Linien und homogenere Farbflächen – eine mit Paul Gauguin und französischen Synthetisten verwandte Vereinfachung und Stilisierung des Motivs. „Symbolismus – die Natur wird von einer Gemütsstimmung geformt“, schrieb Munch dazu.
Zu dieser Zeit fertigte er die ersten Skizzen zu seinem bekanntesten Werk Der Schrei an. Auch malte er eine Reihe von Bildern in einem impressionistischen und nahezu pointillistischen Stil, mit Motiven von der Seine, Pariser Straßenzügen und der Paradestraße Kristianias Karl Johans gate. Hauptinteresse Munchs waren jedoch die Eindrücke der Seele und nicht die des Auges.

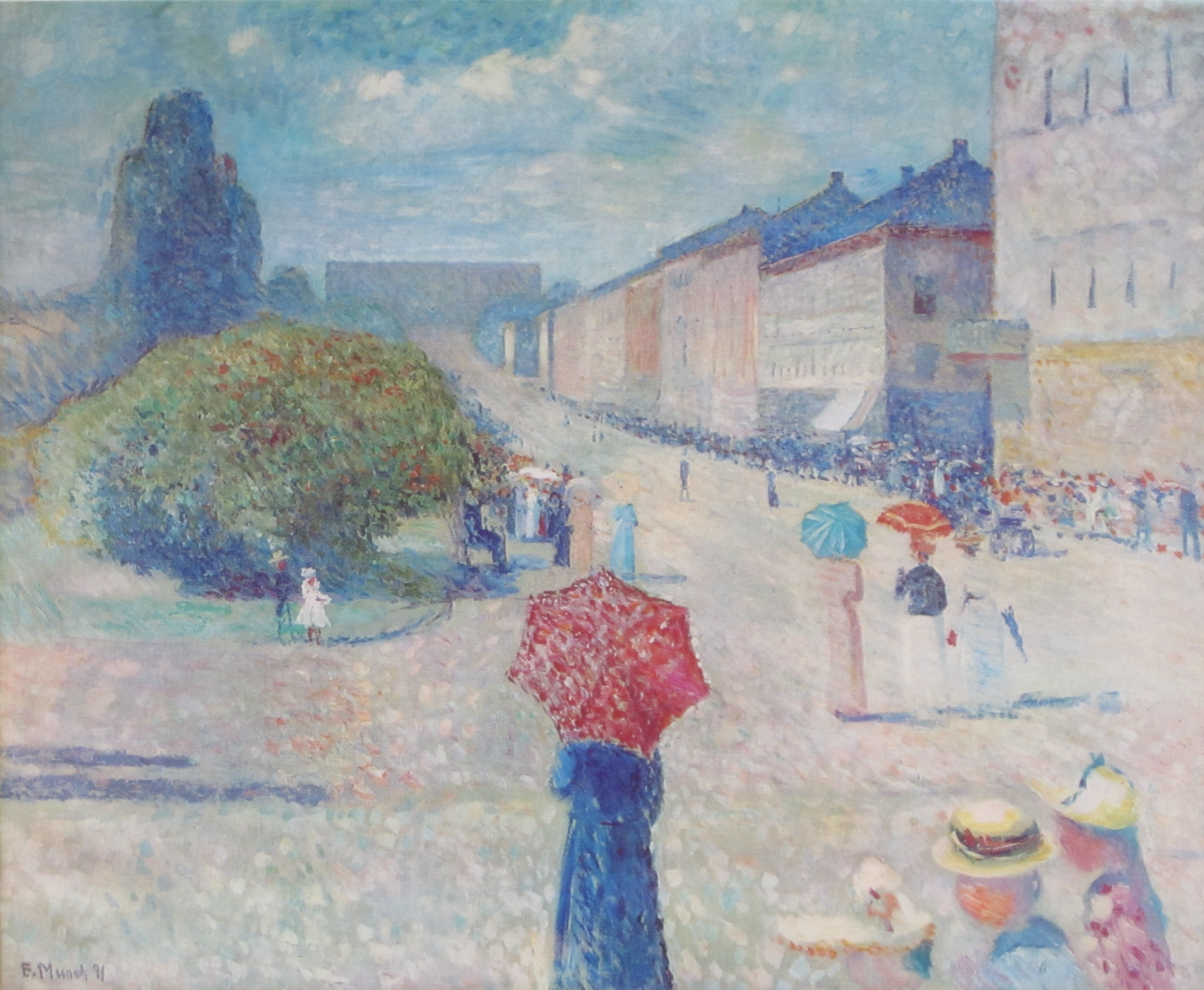
Frühling auf der Karl Johans gate (1890)
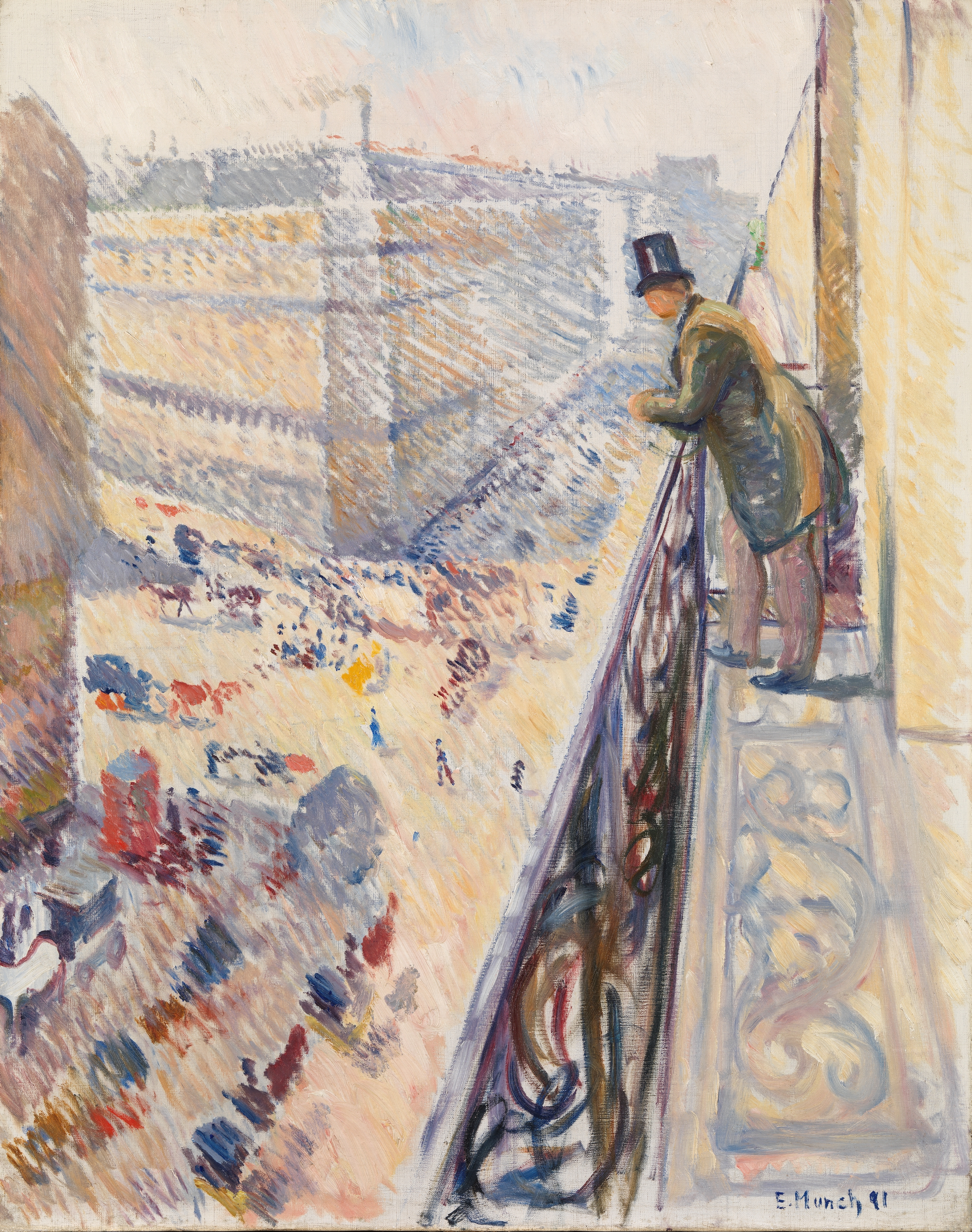
Rue Lafayette (1891)
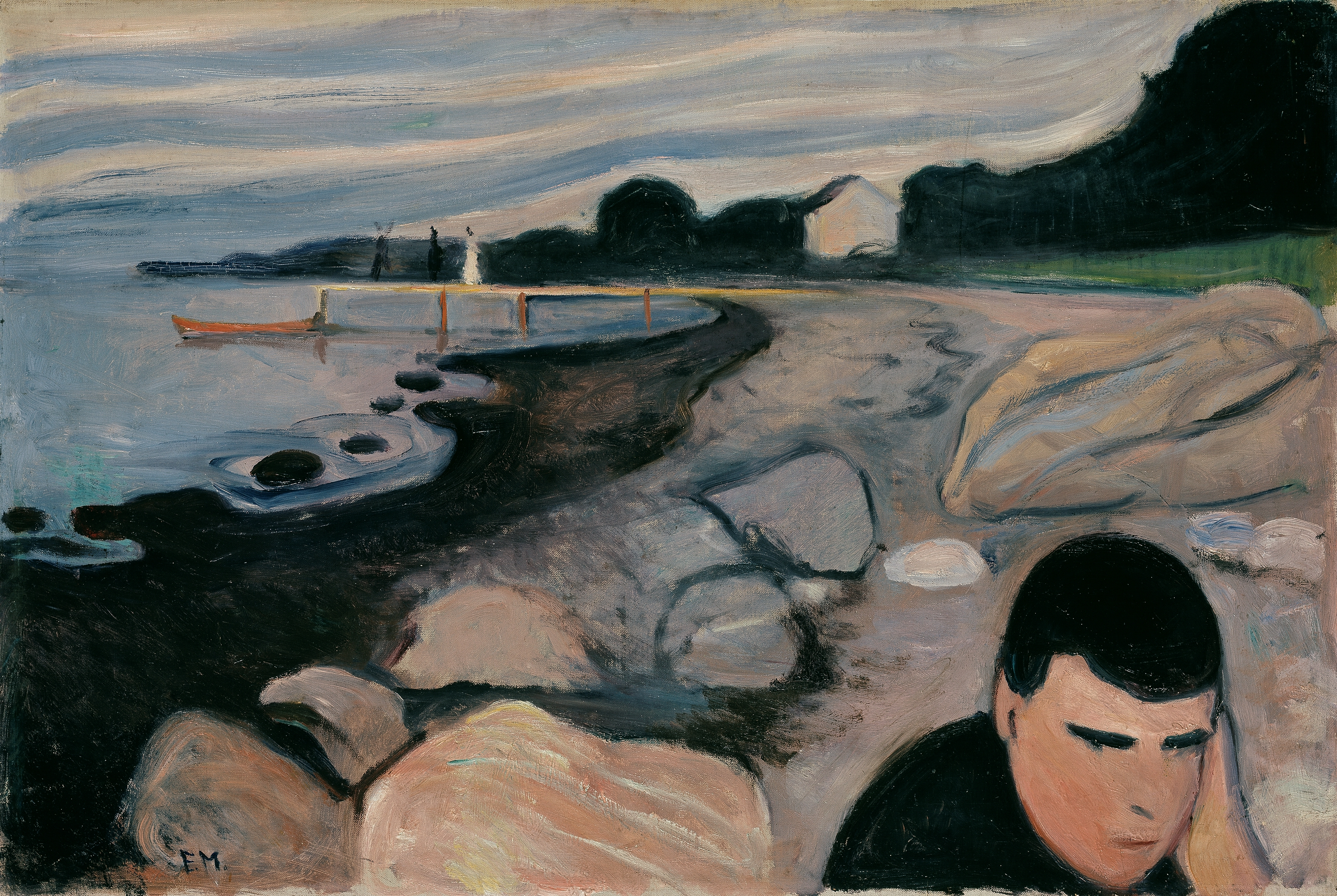
Melancholie (1892)
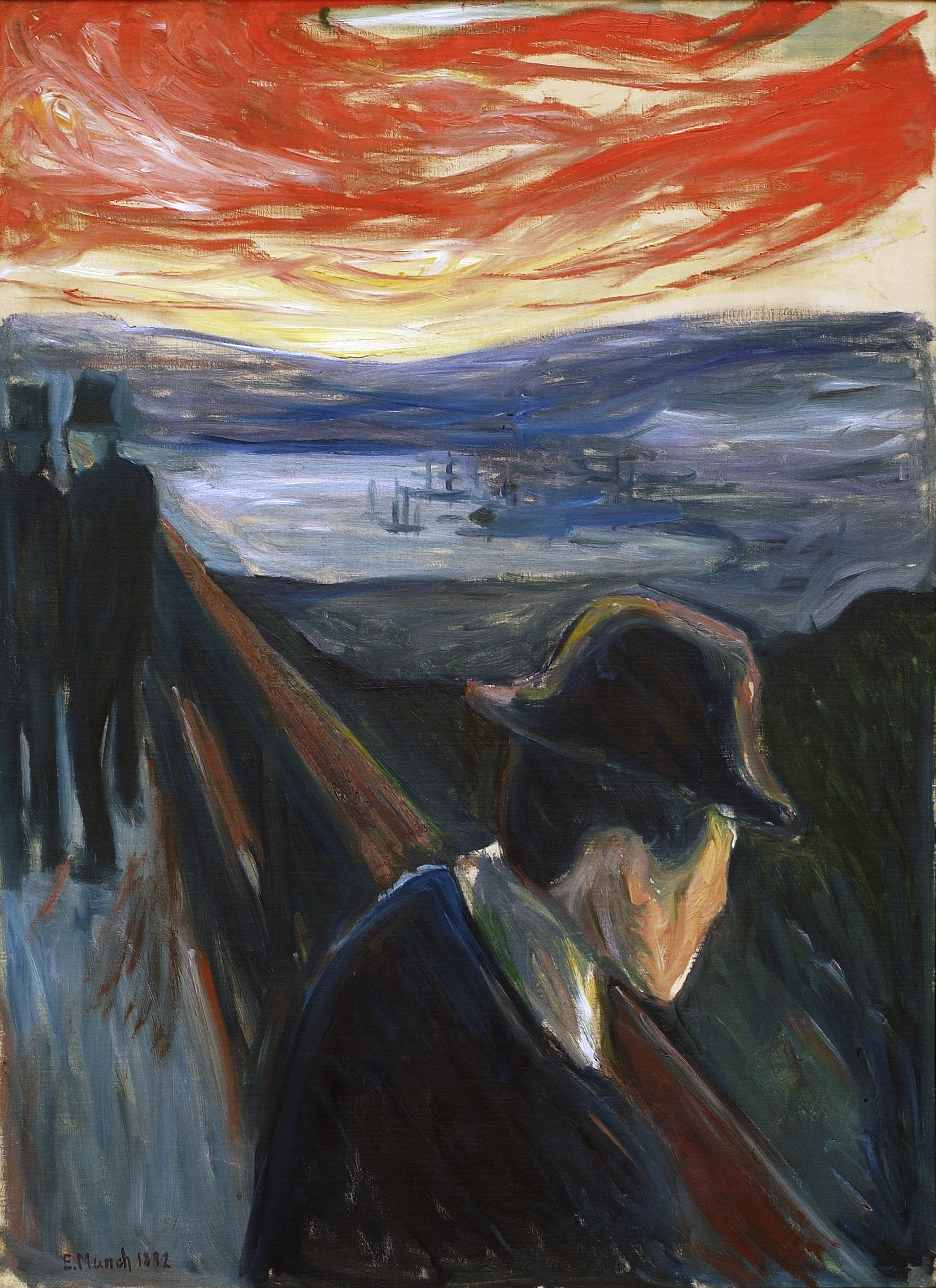
Verzweiflung (1892)
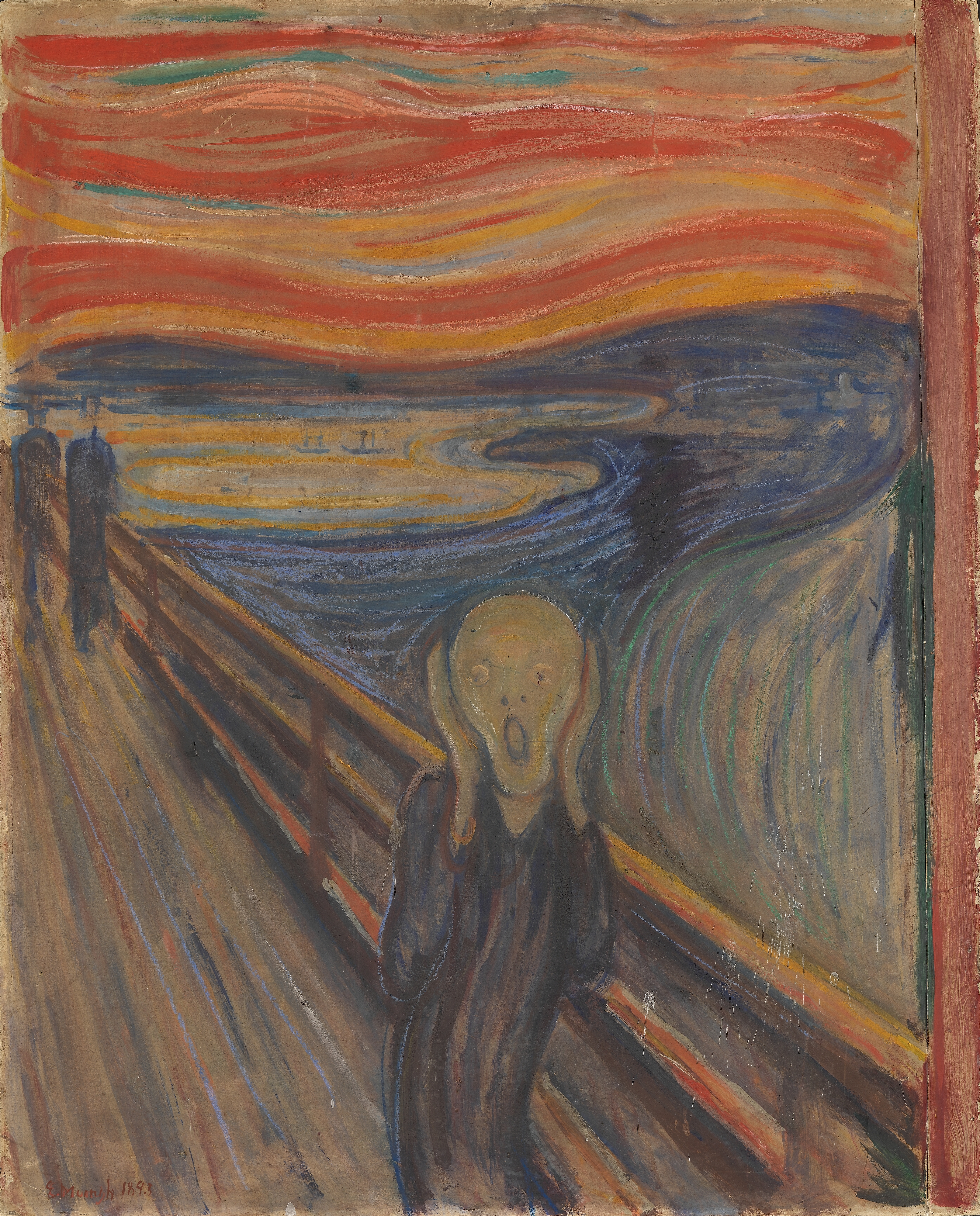
Der Schrei (1893)

### Deutschland

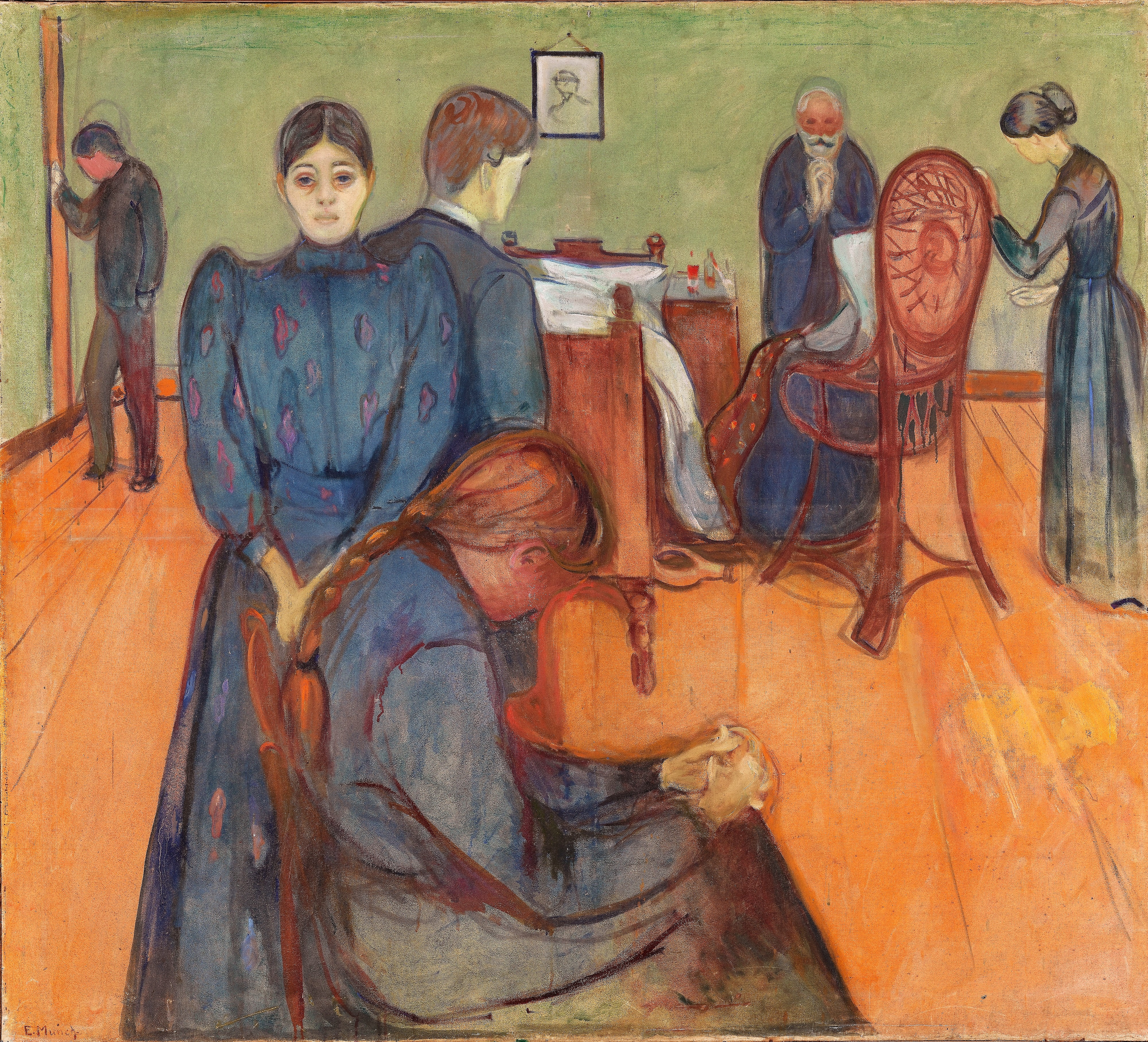
Der Tod im Krankenzimmer (1893)

Im Herbst 1892 stellte Munch in Kristiania die Ergebnisse seiner Frankreichaufenthalte vor. Der norwegische Landschaftsmaler Adelsteen Normann sah diese Ausstellung und verhalf dem damals noch unbekannten Munch zu einer Einladung des Berliner Kunstvereins. Munchs erste Ausstellung in Berlin fand im „Architektenhaus“ in der Wilhelmstraße 92 statt. Sie wurde mit 55 Bildern am 5. November 1892 eröffnet und endete mit einem großen Skandal. Das Publikum und die älteren Maler fassten Munchs Bilder als anarchistische Provokation auf, und die Ausstellung wurde auf Betreiben von Anton von Werner, dem Direktor der Königlichen Hochschule der bildenden Künste, schon am 12. November 1892 im Protest geschlossen.
Dadurch wurde Munchs Name plötzlich in Berlin bekannt und er entschloss sich, in der Stadt zu bleiben. Er kam in einen Kreis von Literaten, Künstlern und Intellektuellen, in dem Skandinavier stark vertreten waren. Zu dem Kreis gehörten unter anderem der schwedische Dramatiker August Strindberg, der polnische Dichter Stanisław Przybyszewski, der norwegische Bildhauer Gustav Vigeland, der dänische Schriftsteller Holger Drachmann und der deutsche Kunsthistoriker Julius Meier-Graefe. Man traf sich im Gasthaus Zum schwarzen Ferkel Unter den Linden/Ecke Neue Wilhelmstraße und diskutierte Friedrich Nietzsches Philosophie, Okkultismus, Psychologie und die dunklen Seiten der Sexualität.
Im Dezember 1893 stellte Munch Unter den Linden aus und zeigte unter anderem sechs Gemälde unter der Überschrift Studie zu einer Serie: Die Liebe. Das war der Anfang zu dem, was sich später zum Lebensfries entwickelte, „ein Gedicht über das Leben, die Liebe, den Tod“. In diesem Bilderzyklus finden sich stimmungsgesättigte Motive wie Der Sturm, Mondschein und Sternennacht, wo man eine Beeinflussung durch den schweizerisch-deutschen Arnold Böcklin ahnen kann. Andere Motive wie Rose und Amalie oder Vampir beleuchten die Nachtseite der Liebe. Mehrere Bilder haben den Tod zum Thema, und am meisten Aufmerksamkeit erregte Der Tod im Krankenzimmer, eine Komposition, die besonders die Einflüsse durch den französischen Synthetismus und Symbolismus aufzeigt. In grellen und gleichzeitig fahlen Farben zeigt das Bild eine festgefrorene Szene, vergleichbar einem tragischen Schlusstableau in einem Ibsen-Schauspiel. Auch dieses Motiv geht auf die Erinnerung an den Tod der Schwester Sophie zurück und zeigt Munchs gesamte Familie. Die im Stuhl sitzende Sterbende kehrt dem Betrachter den Rücken zu, wird aber von der Gestalt, die Munch selbst darstellt, in den Blick gerückt. Im Jahr darauf erweiterte Munch den Fries um Motive wie Angst, Asche, Madonna und Sphinx (Die Frau in drei Stadien). Letzteres ist ein vollständig im Geiste des Symbolismus gehaltenes, monumentales Motiv.
Gemeinsam mit Meier-Graefe gab neben anderen Przybyszewski 1894 die erste Publikation über Munchs Kunst heraus. Er charakterisierte sie als „psychischen Realismus“.

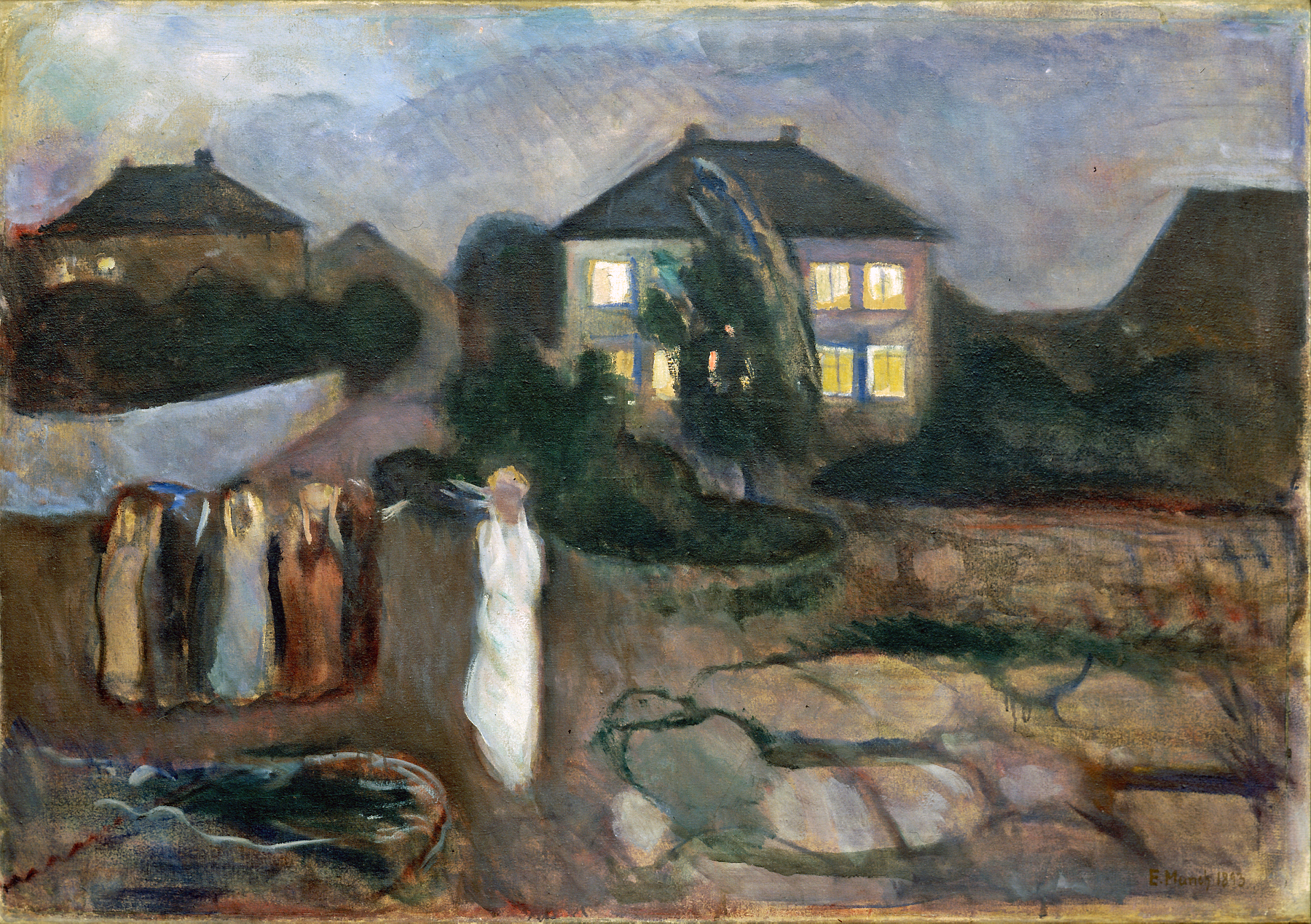
Der Sturm (1893)
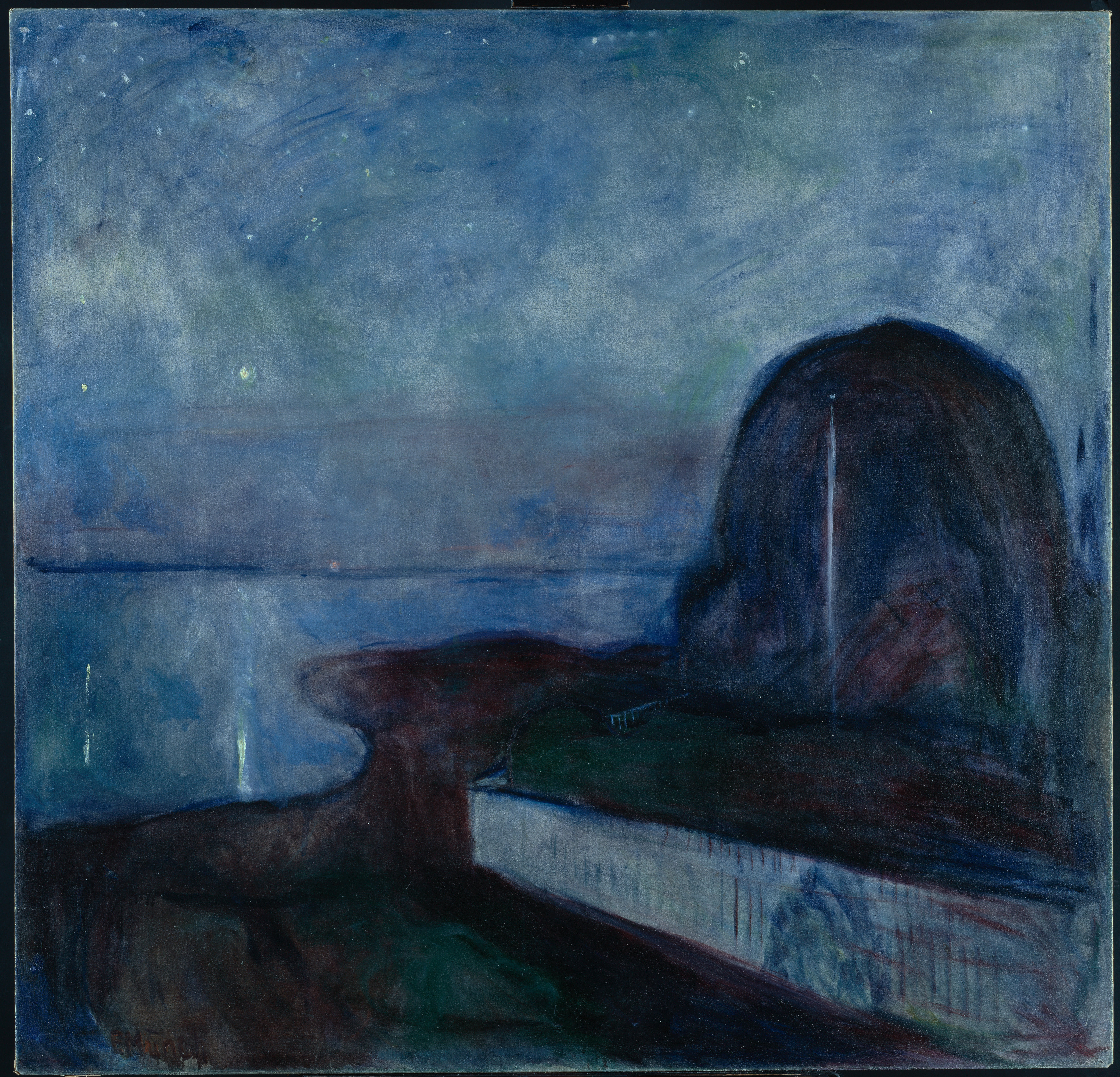
Sternennacht (1893)
Vampir (1893)
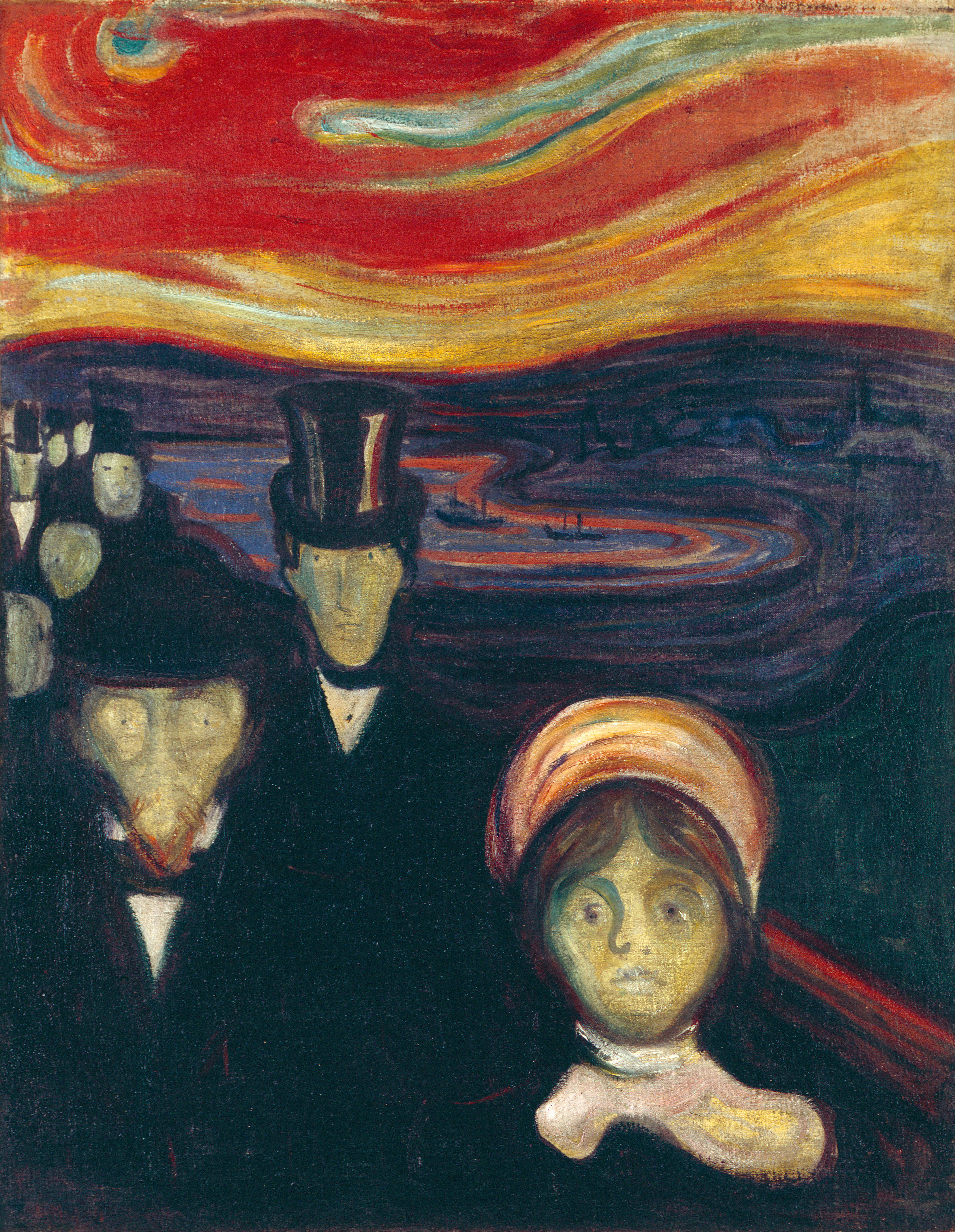
Angst (1894)
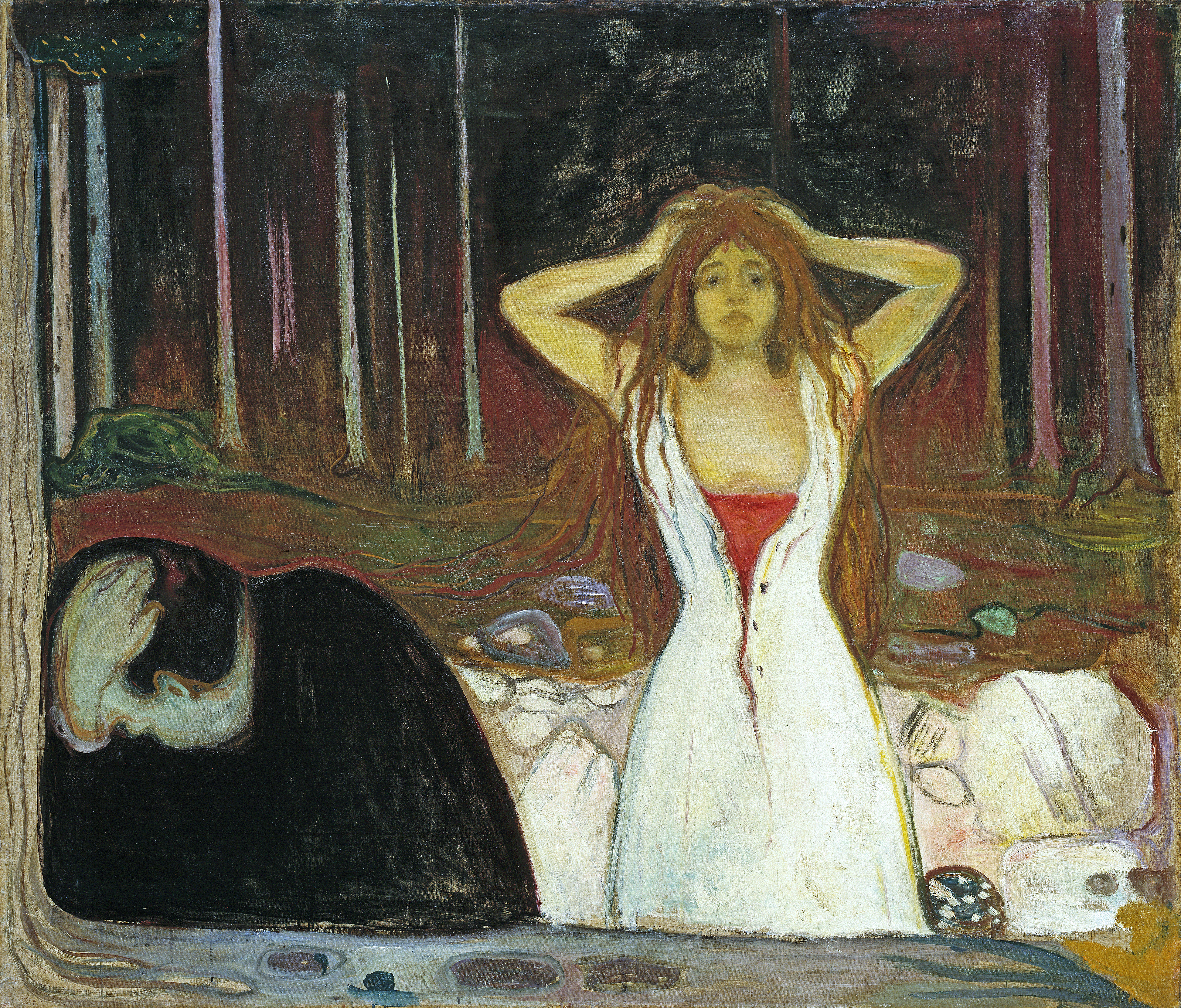
Asche (1895)
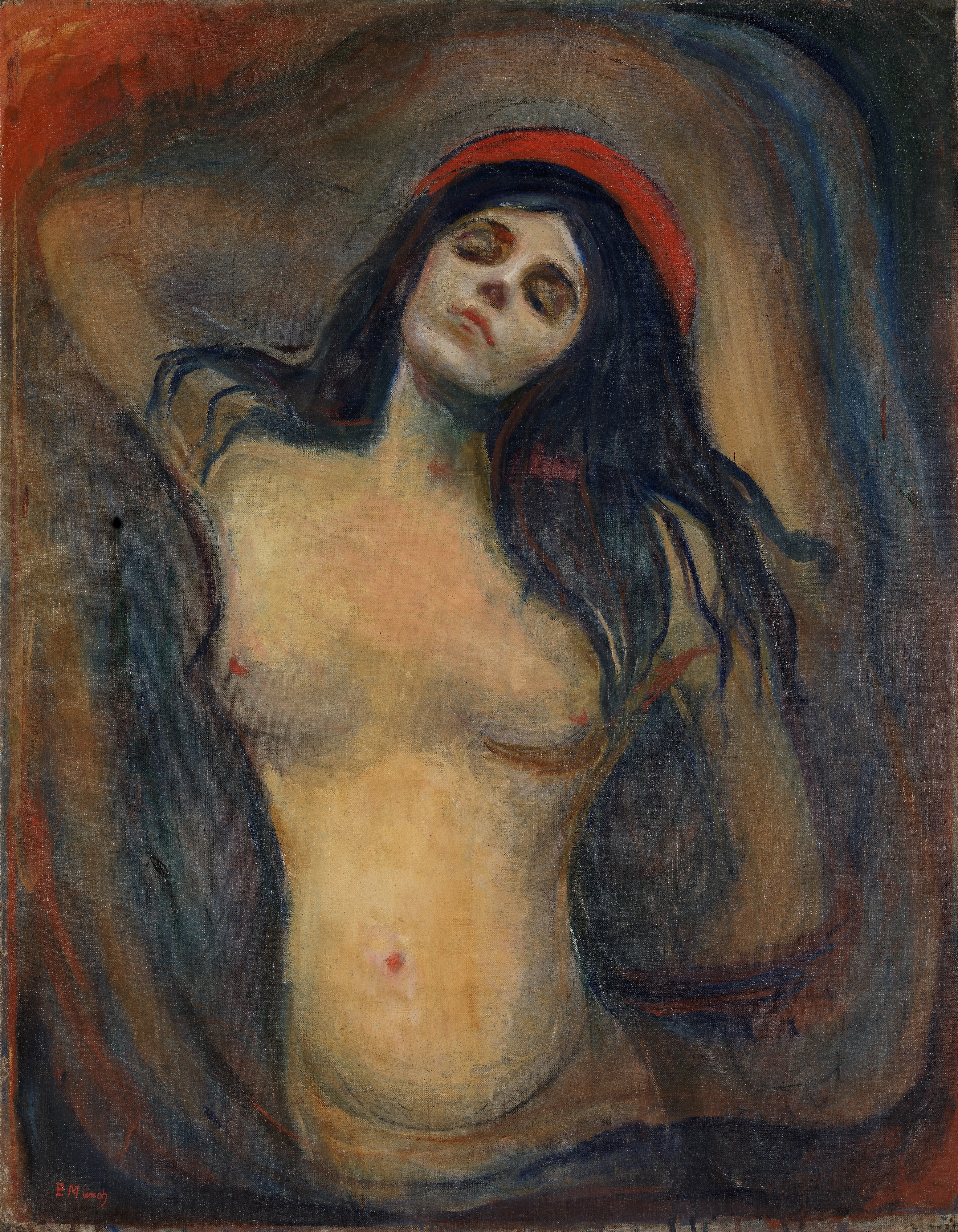
Madonna (1894/95)
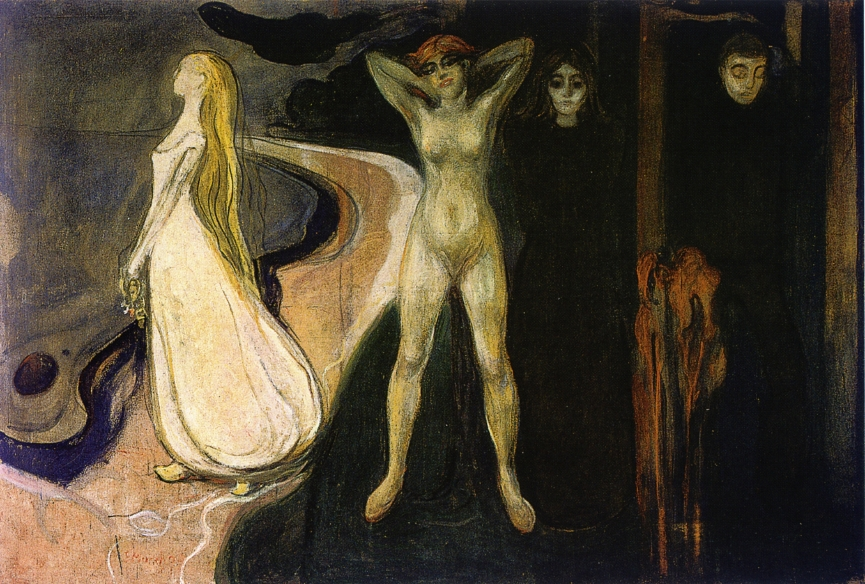
Die Frau in drei Stadien (1894)

### Zurück in Frankreich 1896
Munch verließ Berlin 1896 und ließ sich in Paris nieder, wo sich unter anderen Strindberg und Meier-Graefe aufhielten. Hier widmete er grafischen Mitteln immer mehr Aufmerksamkeit. Schon in Berlin hatte er mit Radierung und Lithografie begonnen, jetzt schuf er in Zusammenarbeit mit dem berühmten Drucker Auguste Clot erlesene Farblithografien und seine ersten Holzschnitte. Auch plante Munch die Herausgabe einer Mappe mit dem Titel „Der Spiegel“, ein grafischer „Fries“. Dank seiner souveränen Beherrschung der Mittel und seiner großen künstlerischen Originalität genießt Munch in unserer Zeit den Ruf eines Klassikers der Grafik.
In Paris fertigte er auch Programmplakate für zwei Ibsen-Vorstellungen des Théâtre de L’Œuvre an, während der Auftrag, Baudelaires Les Fleurs du Mal zu illustrieren, in den Anfängen stecken blieb.

### Die Jahrhundertwende

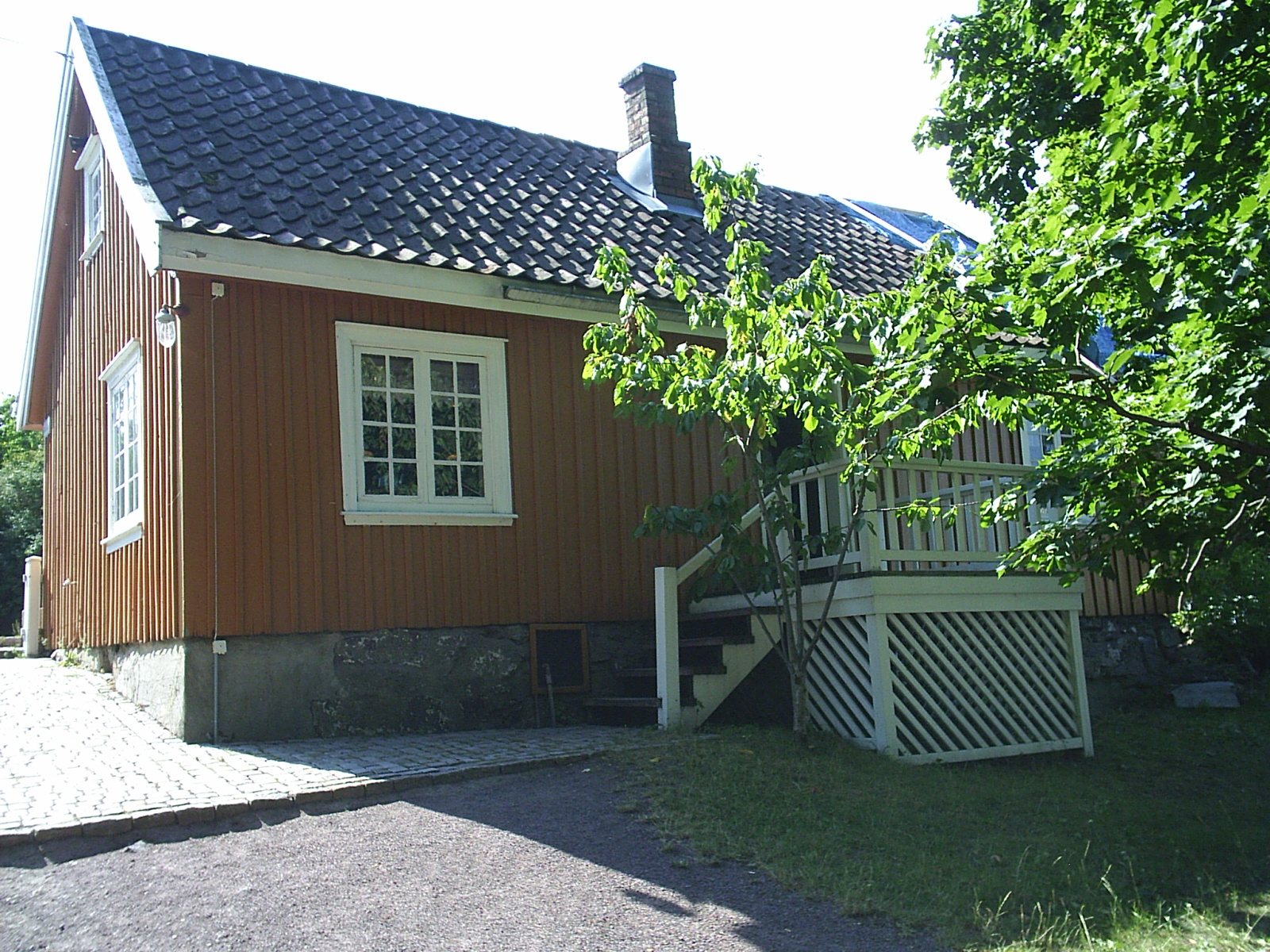
Munchs Haus (heute Museum) in Åsgårdstrand

1898 nach Norwegen zurückgekehrt, schuf Munch die Illustrationen zu einer Spezialausgabe der deutschen Zeitschrift Quickborn zu Texten von August Strindberg.
Um die Jahrhundertwende versuchte Munch, den Fries zu vollenden. Er malte eine Reihe von neuen Bildern, einige in größerem Format und teils geprägt von der Jugendstilästhetik. Zu dem großen Bild Stoffwechsel/Metabolismus (1898) stellte er einen Holzrahmen mit geschnitzten Reliefs her. Es bekam zunächst den Titel Adam und Eva und enthüllt den zentralen Platz, den der Sündenfallmythos in Munchs pessimistischer Liebesphilosophie einnahm. Motive wie Das leere Kreuz und Golgatha (beide um 1900) spiegeln eine metaphysische Orientierung in Munchs eigener Zeit wider und sind außerdem ein Echo von Munchs Kindheit und Jugend in einem pietistischen Milieu.
Eine aufreibende Liebesbeziehung zu Tulla Larsen in jener Zeit bestärkte Munch, die Kunst als Berufung zu erleben.
Die Zeit um die Jahrhundertwende war eine Phase rastlosen Experimentierens. Ein farbenfroher und dekorativer Stil manifestierte sich, beeinflusst von der Kunst der Nabis und besonders eines Maurice Denis. 1899 malte Munch Der Tanz des Lebens, das als kühne und persönliche Monumentalisierung dieses dekorativen Flächenstils aufgefasst werden kann.
Eine Serie von Landschaftsbildern haben den Kristiania-Fjord zum Thema. Diese dekorativen und feinfühligen Naturstudien werden als Höhepunkte des nordischen Symbolismus betrachtet. Das klassische stimmungsgeladene Gemälde Die Mädchen auf der Brücke entstand im Sommer 1901 in Åsgårdstrand.

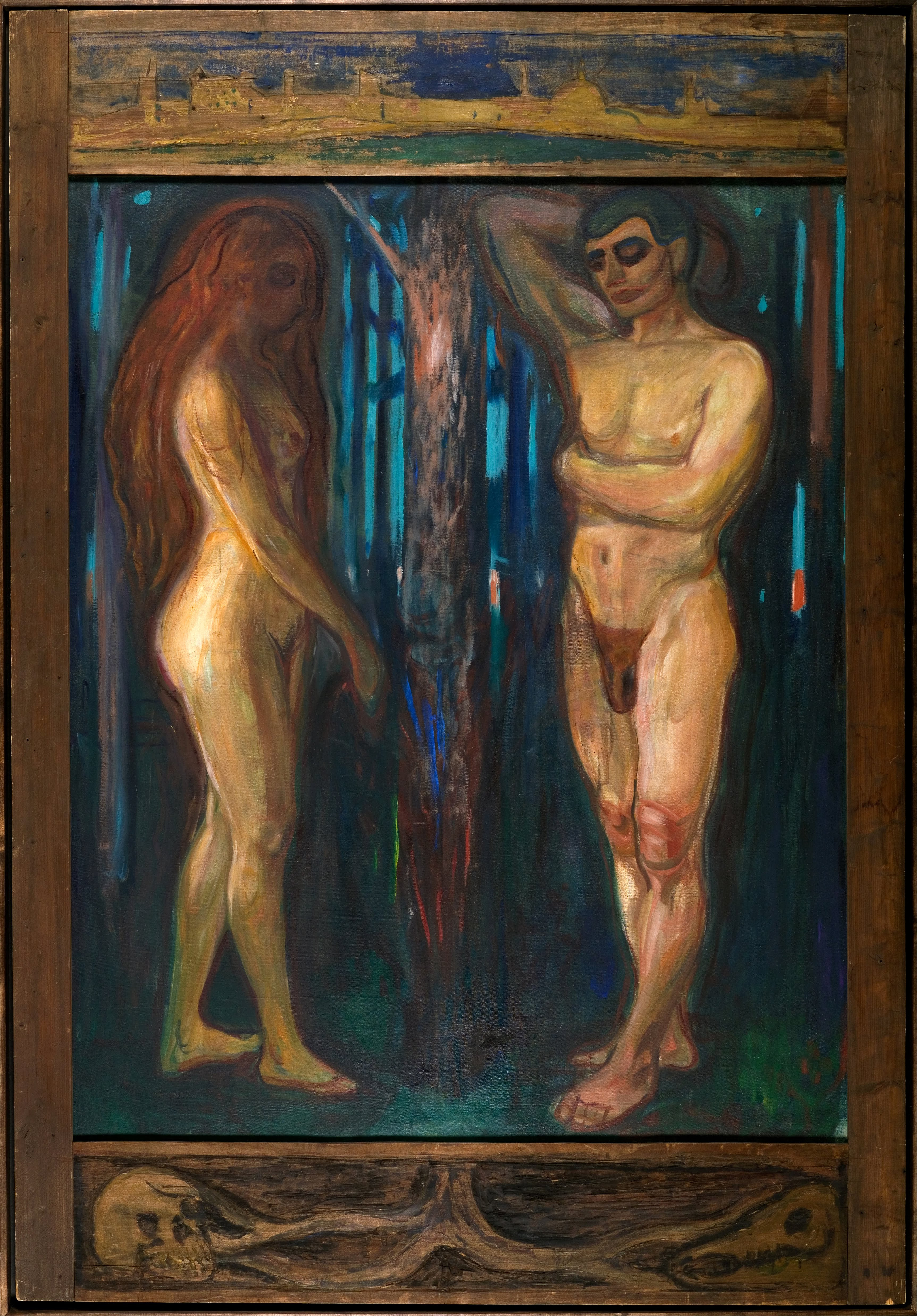
Metabolismus (1898/99)
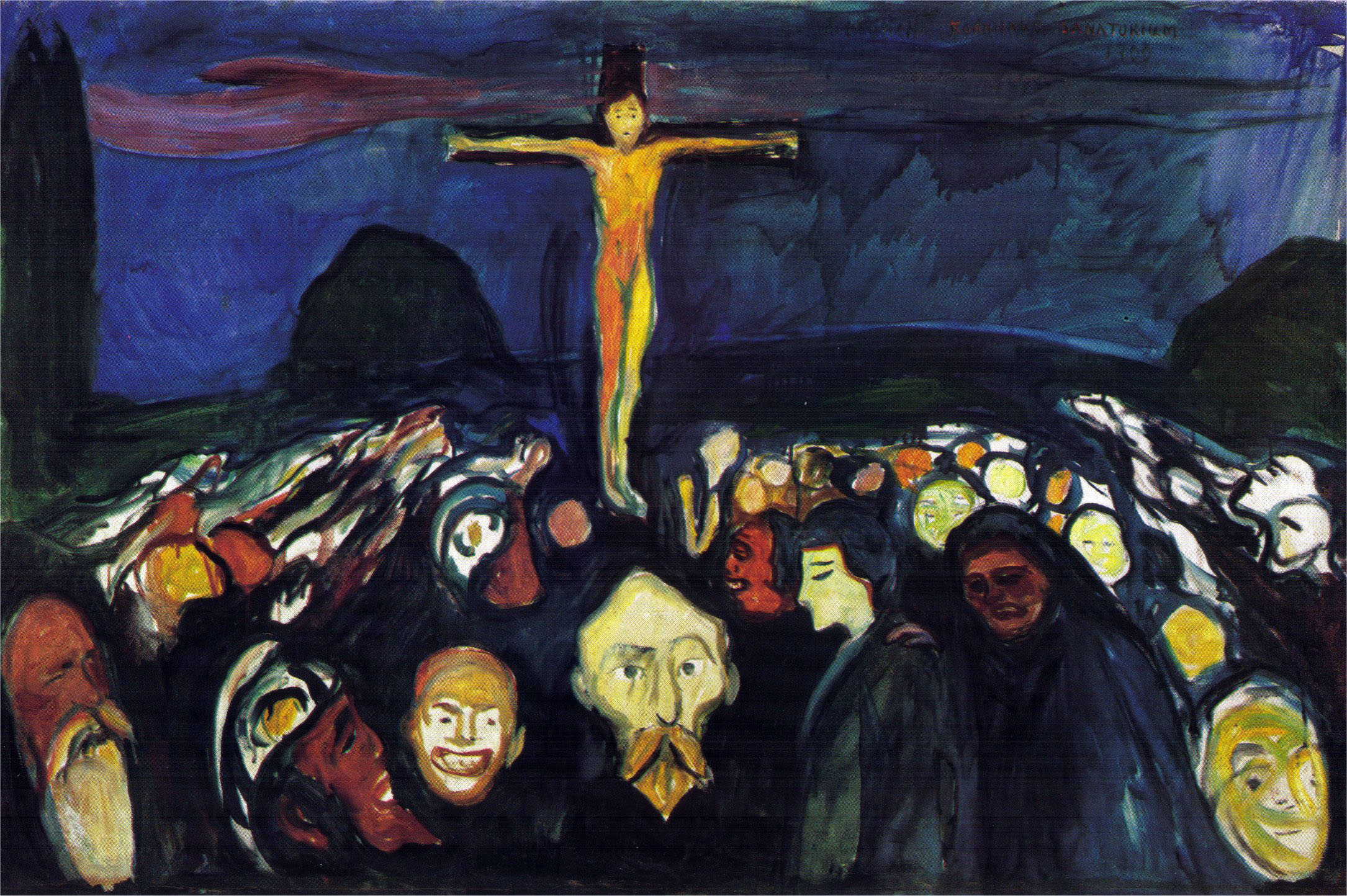
Golgatha (1900)
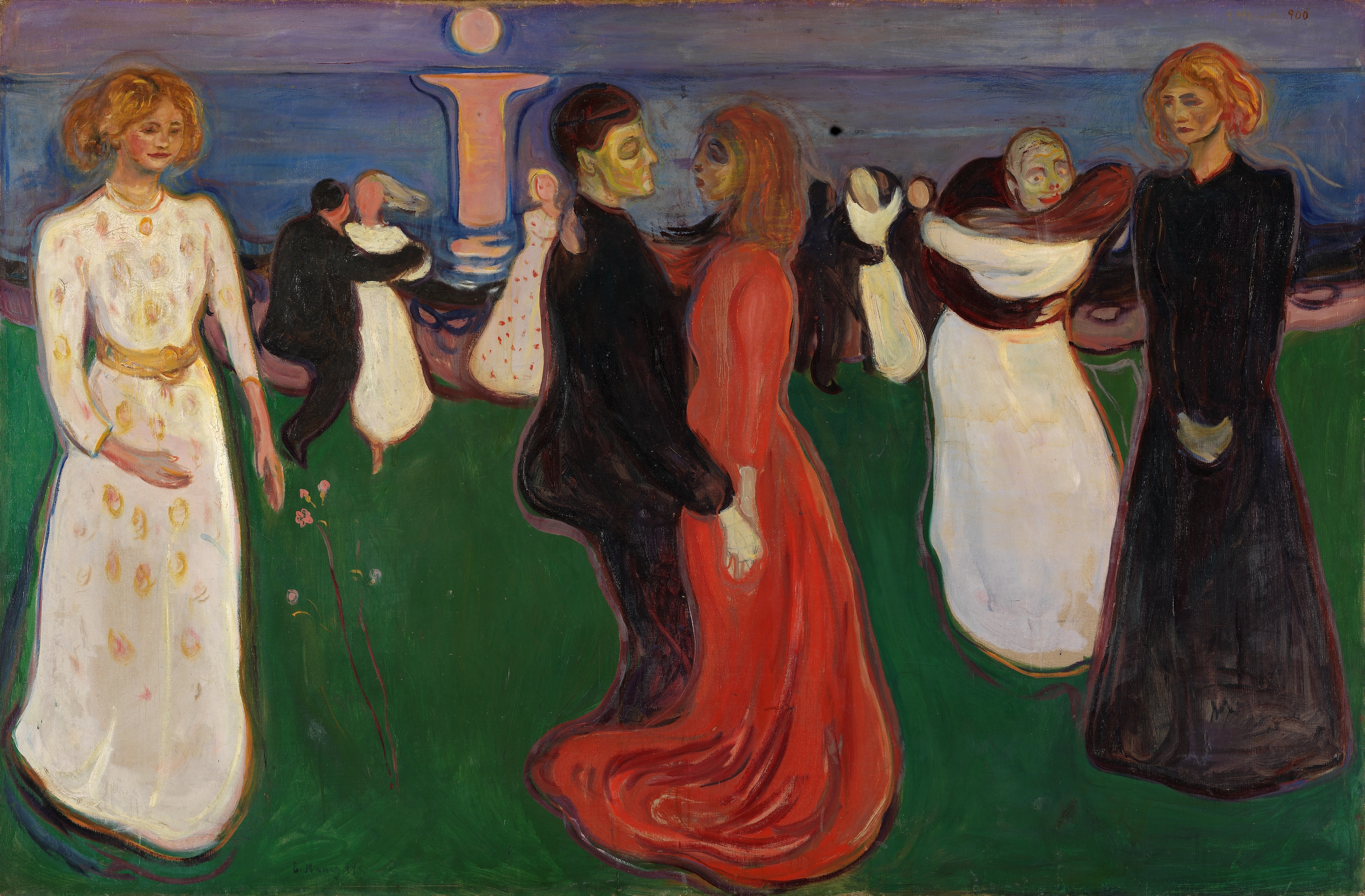
Der Tanz des Lebens (1899/1900)
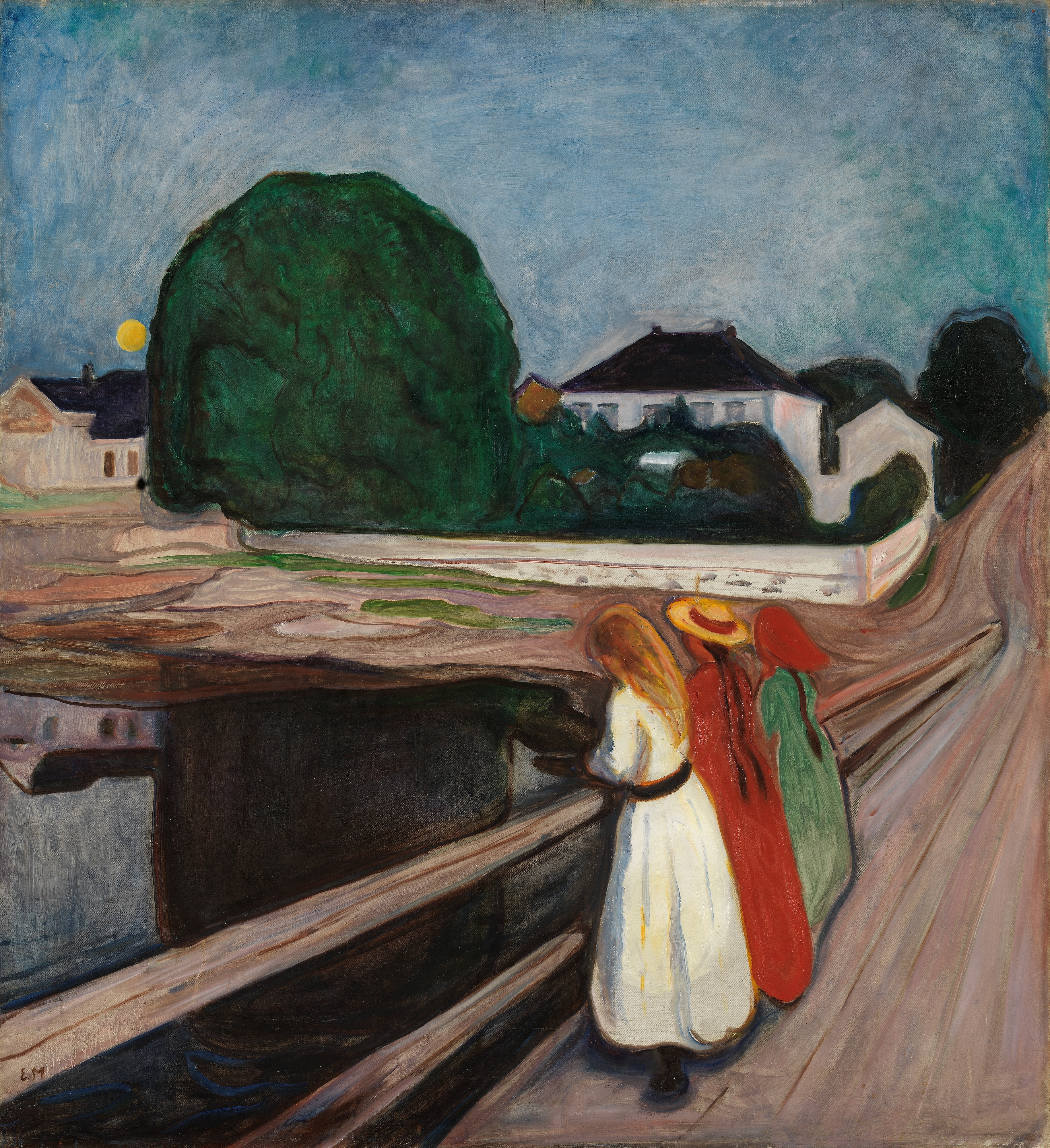
Die Mädchen auf der Brücke (1901)

### Erfolg und Krise

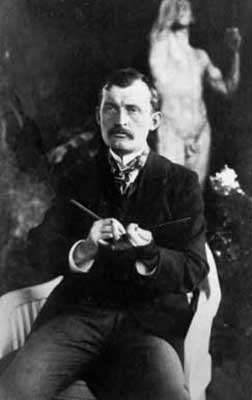
Edvard Munch 1902 im Garten der Lindeschen Villa in Lübeck. Im Hintergrund Das Eherne Zeitalter von Auguste Rodin.

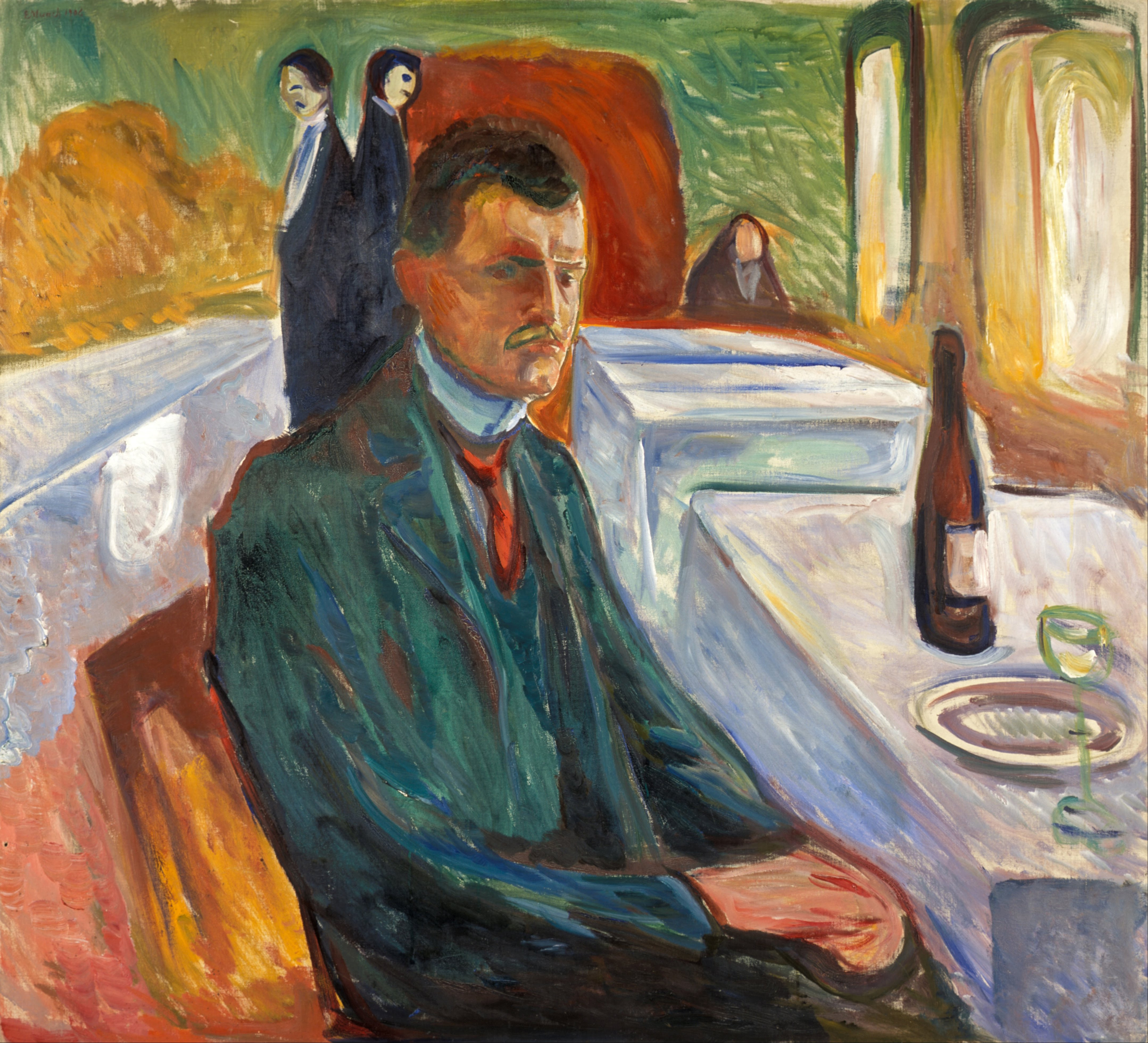
Selbstbildnis mit Weinflasche (1906)

Anfang des neuen Jahrhunderts nahm Munchs Künstlerkarriere einen weiteren Aufschwung. 1902 zeigte er auf der Ausstellung der Berliner Secession zum ersten Mal den ganzen Fries. Eine Munch-Ausstellung in Prag bekam Bedeutung für mehrere tschechische Künstler. Porträts, häufig in Ganzfigur, wurden nach und nach zu einem wichtigen Bestandteil seines Werks. Das Gruppenporträt Die vier Söhne des Dr. Max Linde (1903, Museum Behnhaus, Lübeck) wird als ein Hauptwerk der modernen Porträtmalerei eingestuft. Erholung suchte er zu dieser Zeit oft in Travemünde und schenkte dem Behnhaus das gleichnamige Gemälde aus Verbundenheit.
Die Fauvisten mit Matisse an der Spitze teilten mit Munch zahlreiche seiner künstlerischen Bestrebungen. Die Künstlergruppe Brücke in Dresden zeigte Interesse für Munch, aber es gelang ihr nicht, ihn für ihre Ausstellungen zu gewinnen.
Der künstlerische Erfolg war von Konflikten auf persönlicher Ebene begleitet. Der Alkohol war zum Problem geworden, und Munch war psychisch im Ungleichgewicht. Er quälte sich mit Erinnerungen an seine tragische Liebesgeschichte. Die Beziehung zu Tulla hatte 1902 mit einer Revolverszene geendet, bei der Munchs linke Hand angeschossen worden war und er das oberste Glied seines linken Mittelfingers verloren hatte. Zu diesem Vorfall werden unterschiedliche Versionen verbreitet. Es ist nicht geklärt, in wessen Hand sich der Revolver befand, als sich der Schuss löste. Zwar sollte er die Schmach nie verwinden; in diesen Jahren aber wurde sie zur Besessenheit. Tullas Züge lassen sich unter anderem in Marats Tod aufspüren (zwei Versionen von 1907), ein Motiv, von dem sich allgemeiner sagen lässt, es schildere „den Kampf zwischen Mann und Frau, den man Liebe nennen kann“.
Im Mai 1906 starb Henrik Ibsen, und im Herbst fertigte Munch Bühnenbildentwürfe für Max Reinhardts Aufführung der Gespenster im kleinen Saal des Deutschen Theaters Berlin an. Für das Foyer des Theaters schuf er auch eine neue Fassung seines Lebensfrieses, den Reinhardt-Fries, der heute in der Berliner Nationalgalerie zu sehen ist. Seither nahm Ibsen in Munchs Bewusstsein einen immer größeren Raum ein: das Selbstbildnis mit Weinflasche von 1906 zeigt eine kraftlos zusammengesunkene Gestalt, allein an einem Tisch in einem klaustrophobisch anmutenden Café sitzend; eine tragische Erscheinung, geistig eng verwandt mit Oswald in Ibsens Drama.
Auf Bestellung führte Munch ein monumentales Phantasieporträt von Friedrich Nietzsche aus, und während mehrerer Besuche in Weimar porträtierte er die Schwester des verstorbenen Philosophen, Elisabeth Förster-Nietzsche. Das Nietzsche-Porträt war das einzige Bildnis, das Munch nach einer Fotografie und nicht nach lebendem Modell schuf. In dieser Zeit porträtierte Munch auch Harry Graf Kessler und Henry van de Velde.
Zwischen 1902 und 1908 hielt sich Munch überwiegend in Deutschland auf. Malaufträge führten ihn mehrfach nach Berlin, Lübeck (1903), Weimar (1904) und Chemnitz (1905). Danach wurden Thüringen mit Elgersburg, Weimar, Ilmenau und Bad Kösen (1905/1906) und schließlich Warnemünde (1907/1908) seine festeren Domizile. Warnemünde sollte die letzte Station des selbst gewählten deutschen Exils sein und bot dem Künstler für kurze Zeit die gesuchte körperliche und seelische Erholung.
Neue Motive zeugen von einer extravertierteren Orientierung. Badende Männer (1907/1908) huldigt auf muntere Weise vitaler Männlichkeit. Alkohol- und Nervenprobleme erreichten dennoch einen kritischen Punkt, und Munch entschied sich für einen achtmonatigen Aufenthalt in einer Kopenhagener Nervenklinik unter der Betreuung von Daniel Jacobson. In Norwegen erkannte man endlich seine künstlerische Leistung, und während er sich in der Klinik befand, wurde ihm der norwegische Sankt-Olav-Orden verliehen.

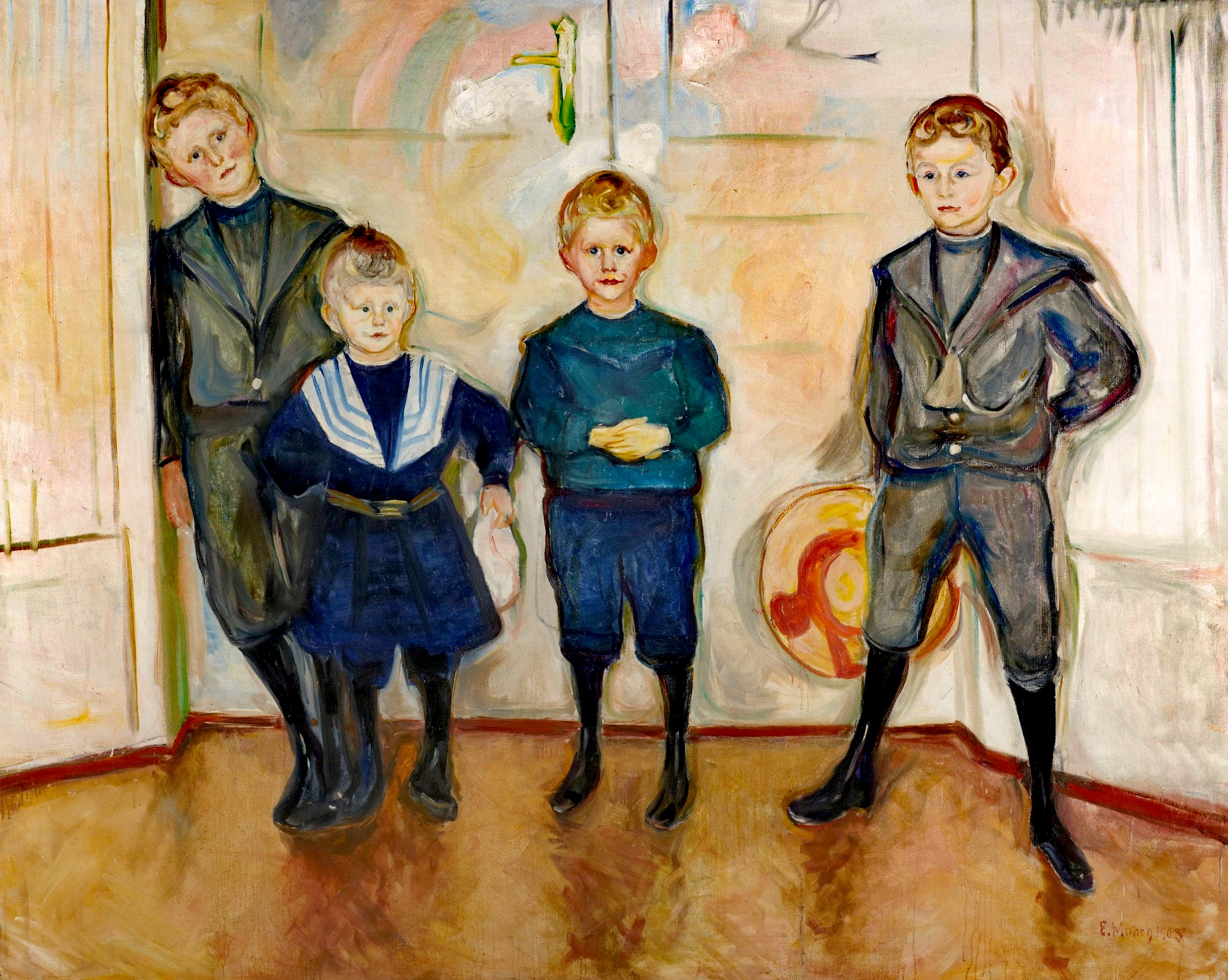
Die vier Söhne des Dr. Max Linde (1903)
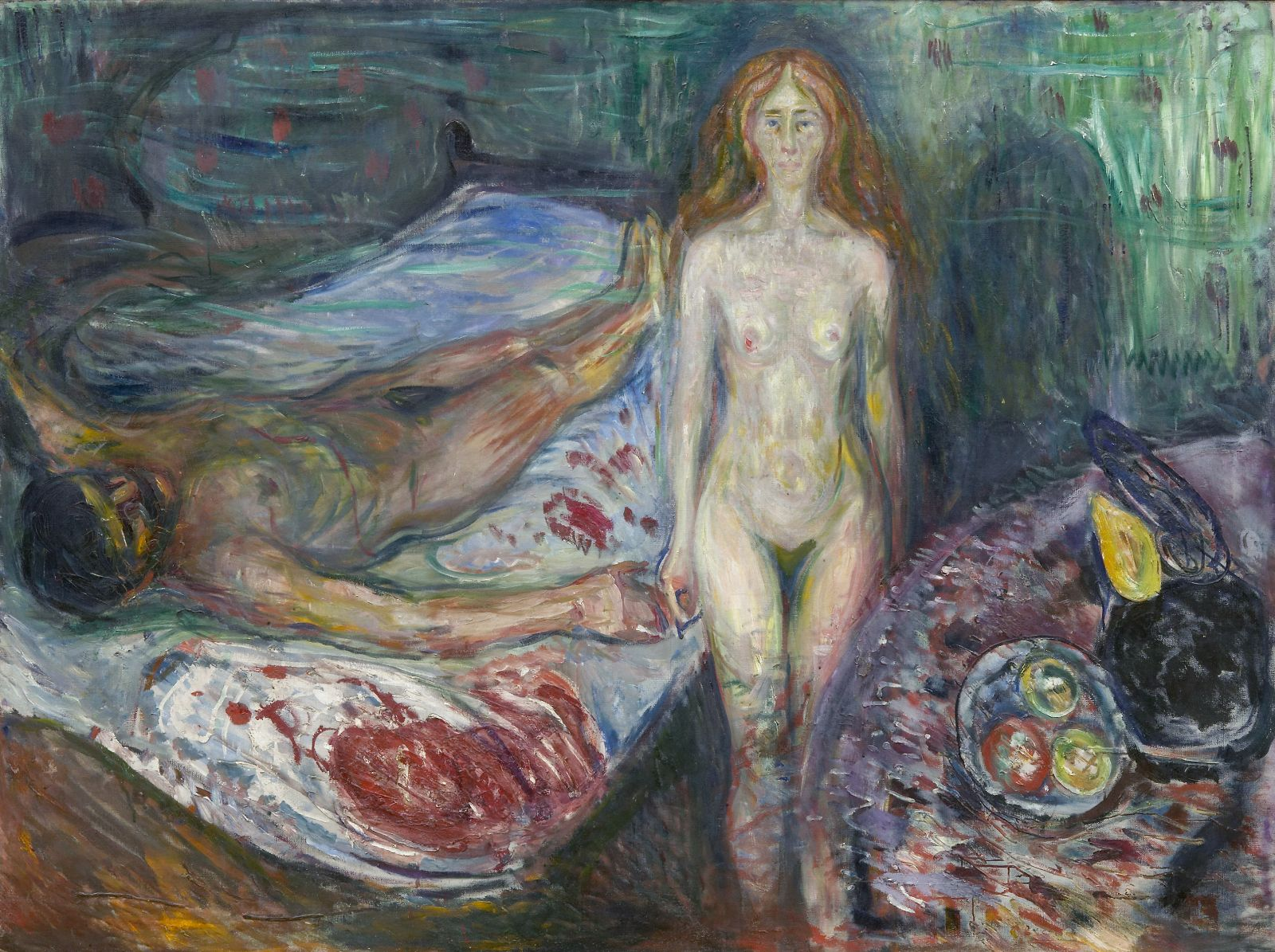
Marats Tod I (1907)
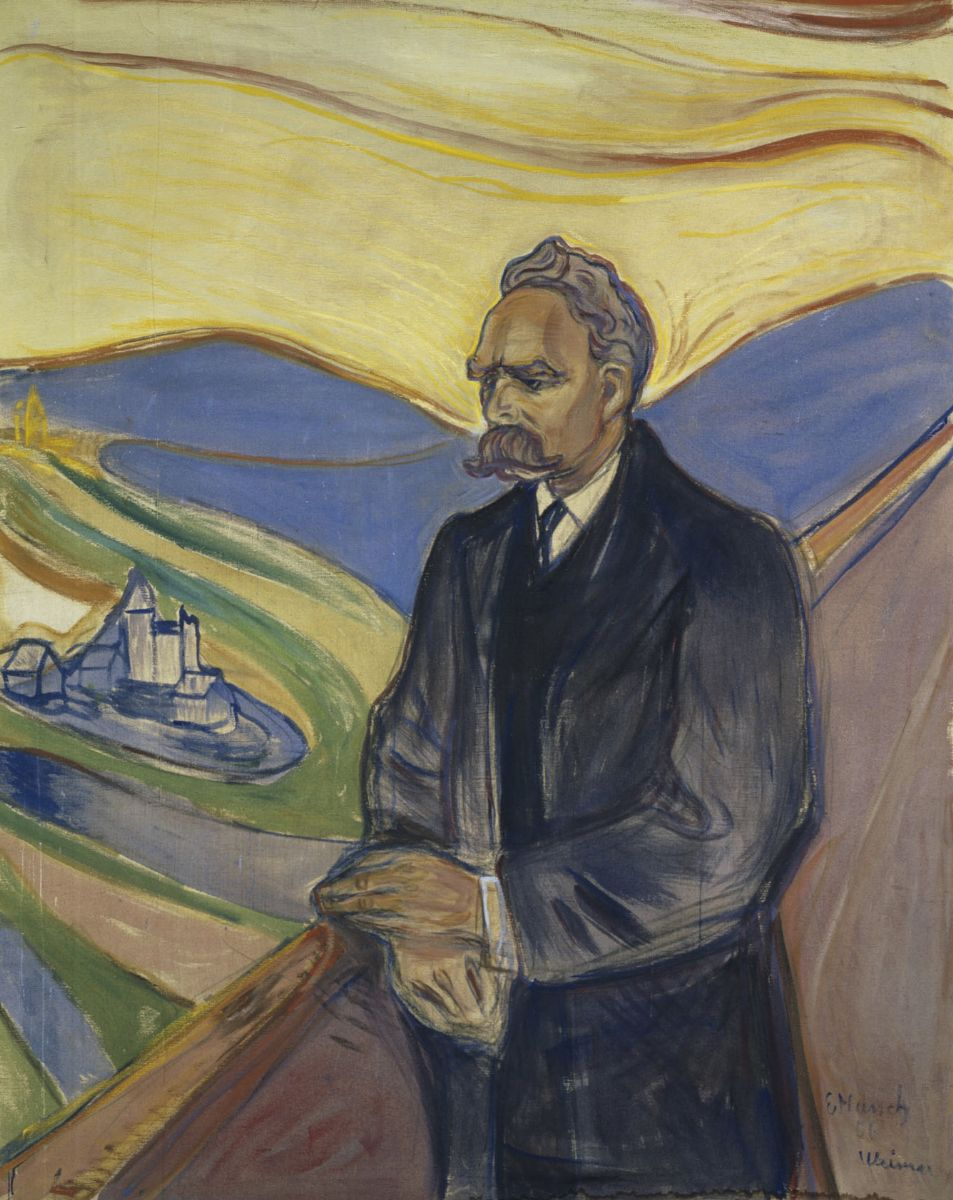
Friedrich Nietzsche (1906)
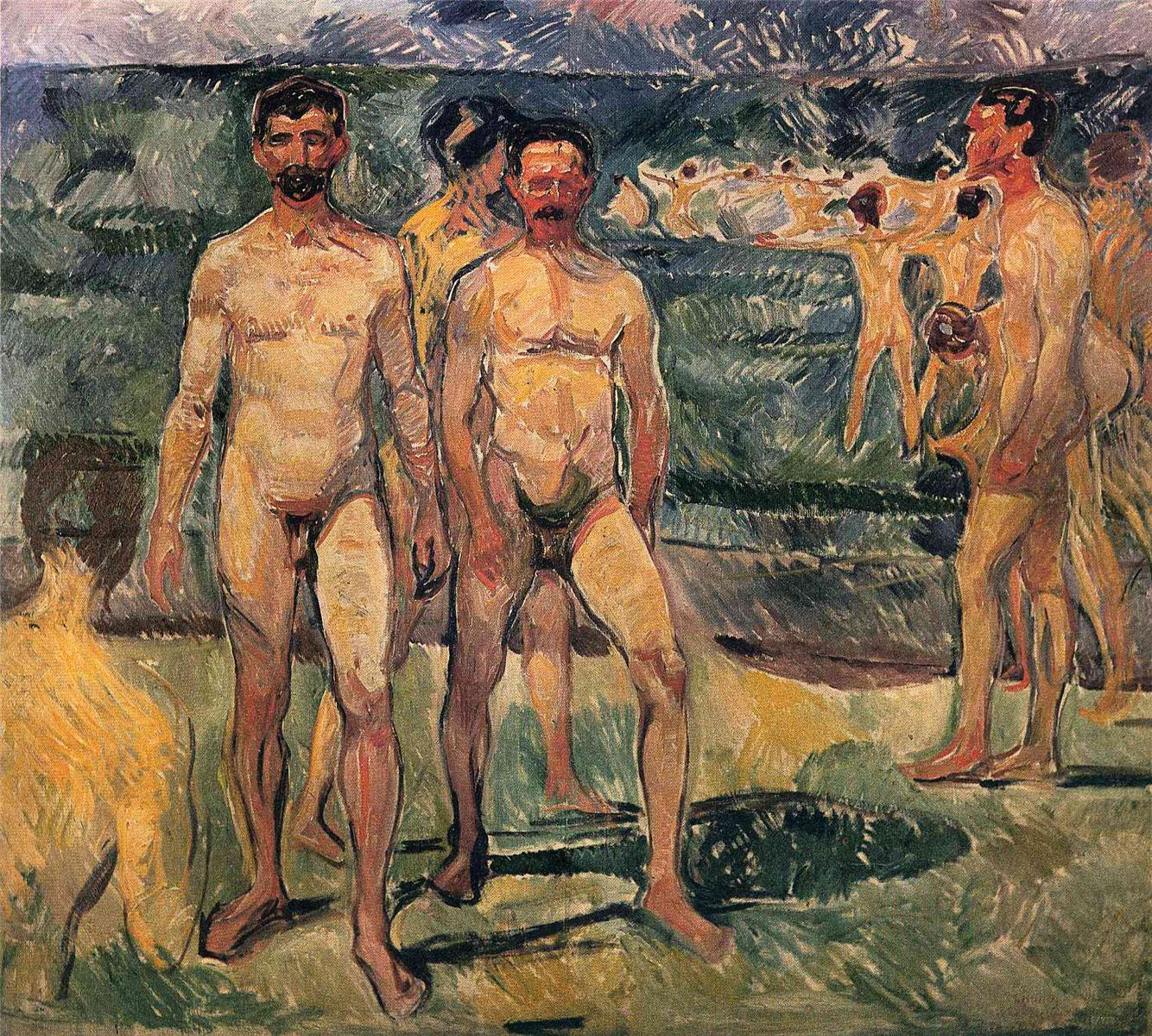
Badende Männer (1907)
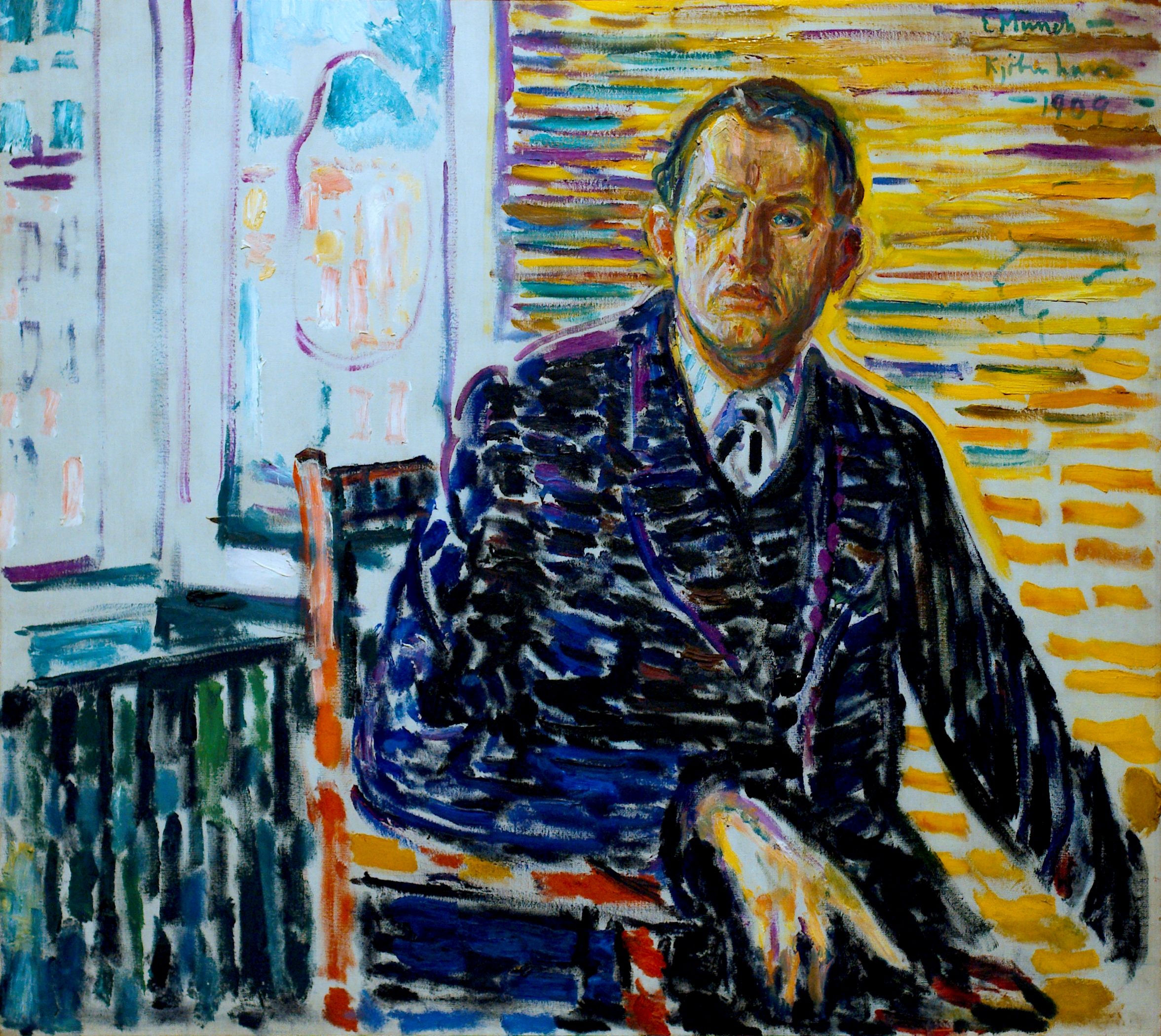
Selbstporträt in der Klinik (1909)

### Zurück in Norwegen

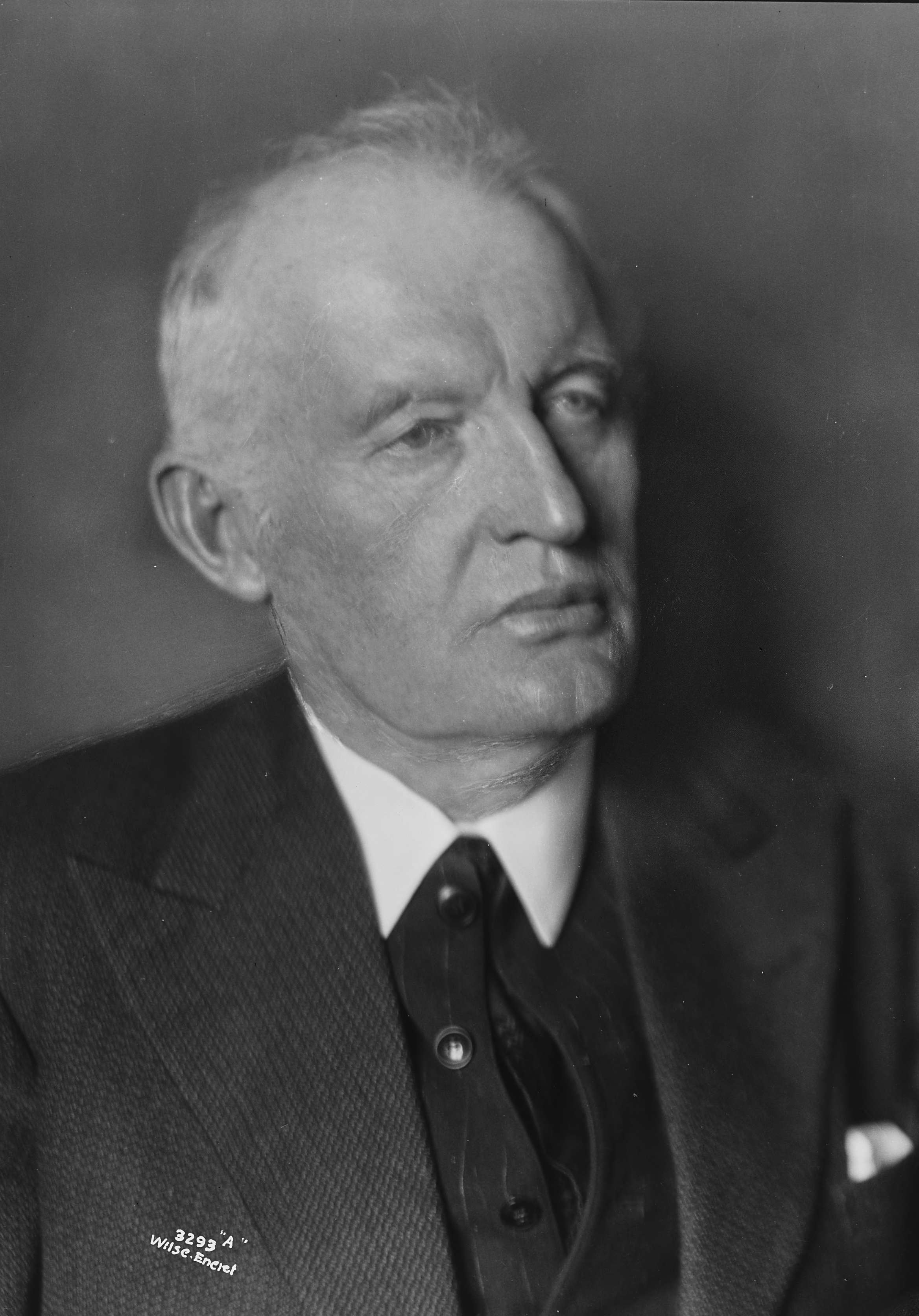
Munch 1933, Fotografie von Anders Beer Wilse

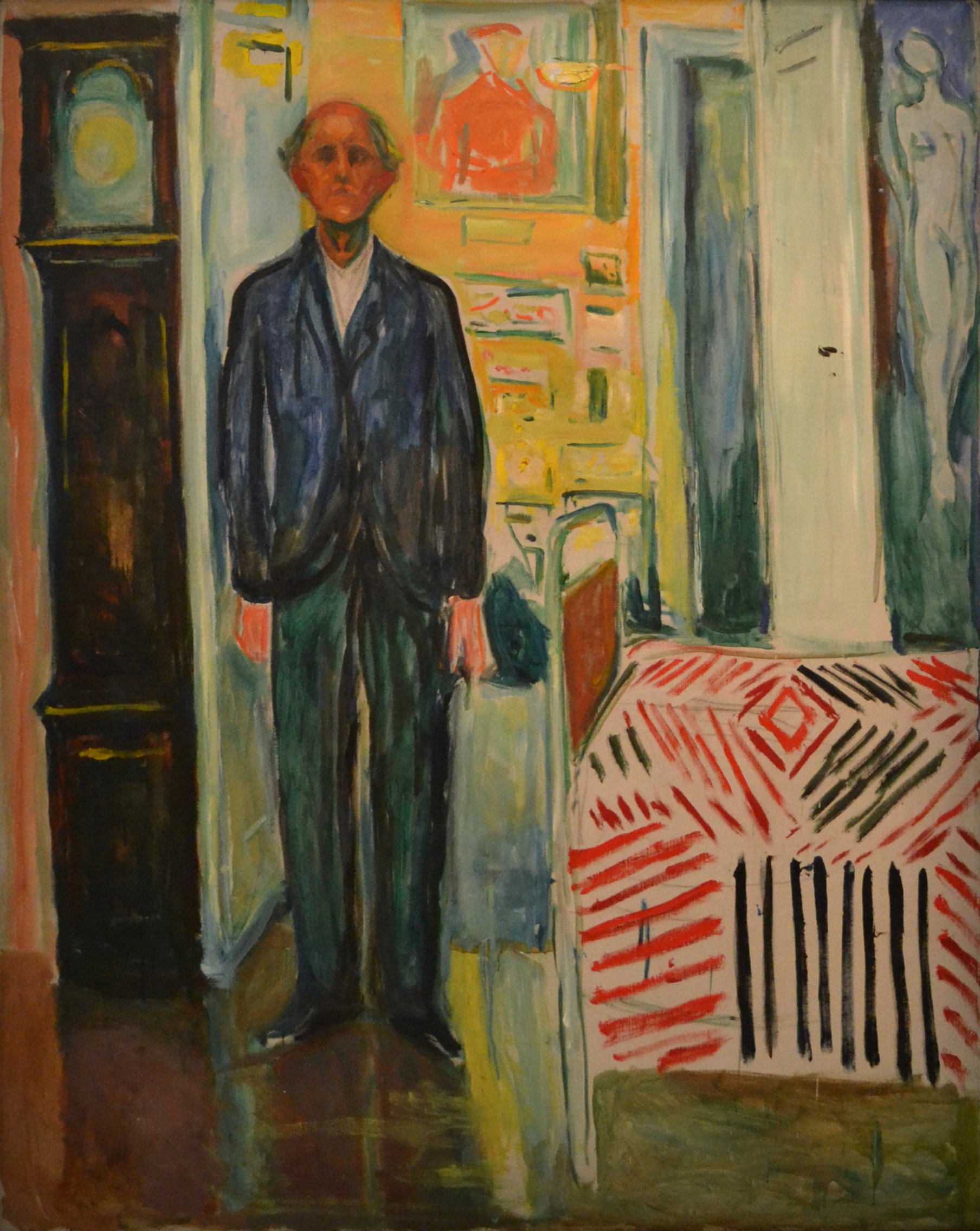
Selbstbildnis zwischen Uhr und Bett (1940–43)

Von 1909 bis zu seinem Lebensende lebte Munch in Norwegen. Zunächst ließ er sich in Kragerø nieder, einer Küstenstadt im Süden des Landes. Hier malte er unter anderem mehrere klassische Winterlandschaften und stürzte sich mit Eifer in den Wettbewerb um die Ausschmückung des neuen Festsaals der Osloer Universität, der Aula.
1912 räumte man Munch auf der großen Sonderbund-Ausstellung in Köln unter den Pionieren der modernen Kunst einen bedeutenden Platz ein.
In Kragerø ließ er geräumige Außenateliers bauen, wo er mehrere Jahre lang an den Entwürfen für die Universitätsaula arbeitete. Nach langwierigen Auseinandersetzungen wurde Munch schließlich angenommen und sein Werk 1916 an Ort und Stelle montiert.
Mit Munchs eigenen Worten huldigen die Motive „den ewigen Kräften des Lebens“. Das Hintergrundmotiv, genannt Die Sonne, ist ein Sonnenaufgang über dem Fjord, inspiriert von der Aussicht, die Munch von seinem in Kragerø gemieteten Besitz hatte. Gleichzeitig nutzte er hier das symbolische Potential des Lichts. Pendants in der Aula sind die großen Leinwände Die Geschichte und Alma Mater. Unter einer mächtigen Eiche in einer kargen, rauen Landschaft sitzt ein alter Mann und erzählt einem kleinen Jungen die Sage von den Menschen. In einer wilden, üppigen Landschaft sitzt eine Frau mit einem Säugling am Strand, während größere Kinder die Natur auskundschaften. Abgesehen davon, dass die beiden „archetypischen“ Motive auf Geisteswissenschaft und Naturwissenschaft anspielen, sind sie Ausdruck des männlichen und weiblichen Prinzips, das in Munchs Bilderwelt einen zentralen Gegensatz darstellt.
Der aufkommenden Arbeiterbewegung widmete sich Munch in mehreren Motiven aus jener Zeit, teils in monumentaler Form. Das Bild Arbeiter auf dem Heimweg (1913–15) ist darüber hinaus eine dynamische Studie in Perspektive und Bewegung. 1916 erwarb Munch den Besitz Ekely bei Kristiania. Landschaft, Menschen im Einklang mit der Natur, pflügende Pferde sind Motive, die jetzt in klaren, kräftigen Farben geschildert werden. Eine frische, spontane Pinselführung vermittelt den Eindruck einer sinnlichen Huldigung an Sonne, Luft und Erde.
Auf Ekely lebte Munch in zunehmend selbst gewählter Isolation, spartanisch, nur von seinen Bildern umgeben. Er war überaus produktiv. Obwohl er sich nur widerwillig von „seinen Kindern“ trennte, wurden die Bilder einer Reihe von Ausstellungen im In- und Ausland ausgeliehen.
In späteren Jahren malte Munch häufig Studien und Kompositionen nach Modell. Unter ihnen gibt es einige, die lebhafter und lebensbejahender sind als frühere Werke. Und doch widmete er sich auch jetzt noch der Erforschung der konfliktgeladenen Themen aus den 1890er Jahren. Seine grafische Produktion war weiterhin beachtlich, darunter eine Reihe von lithografischen Porträts. Edvard Munch starb im Januar 1944. Sein Grab befindet sich auf dem Friedhof Vår Frelsers Gravlund in Oslo.

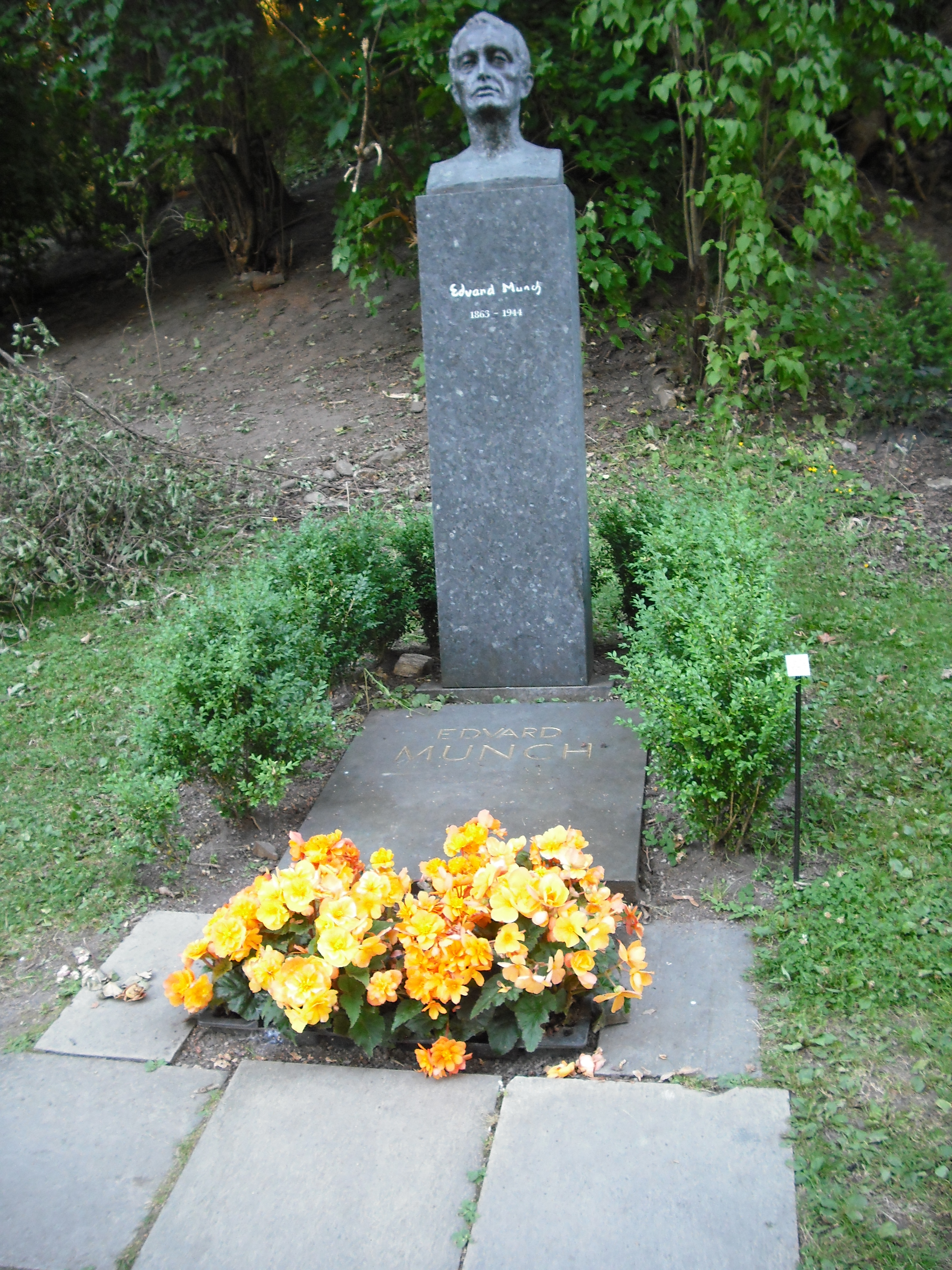
Grab Munchs in Oslo

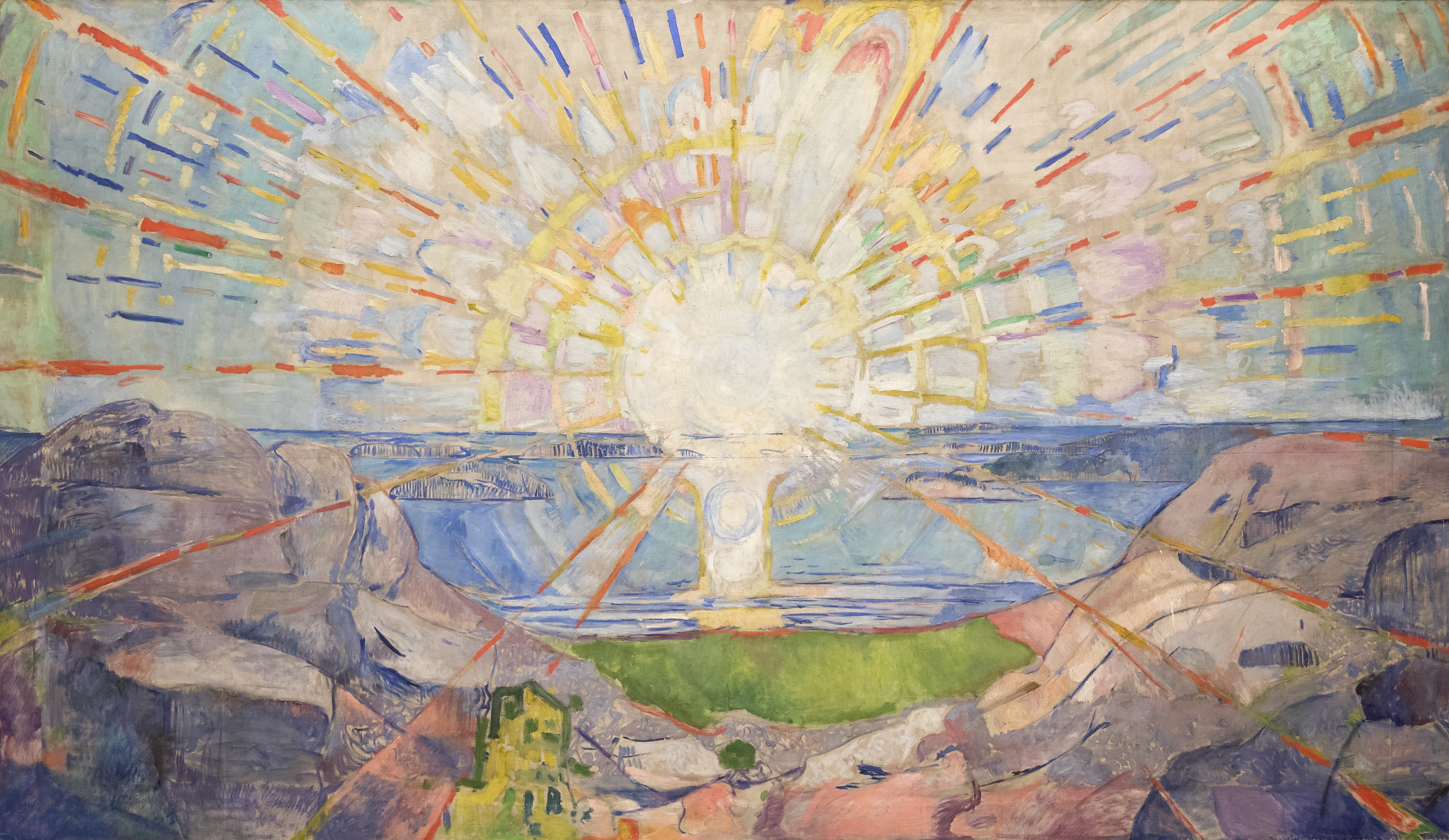
Die Sonne (1911)
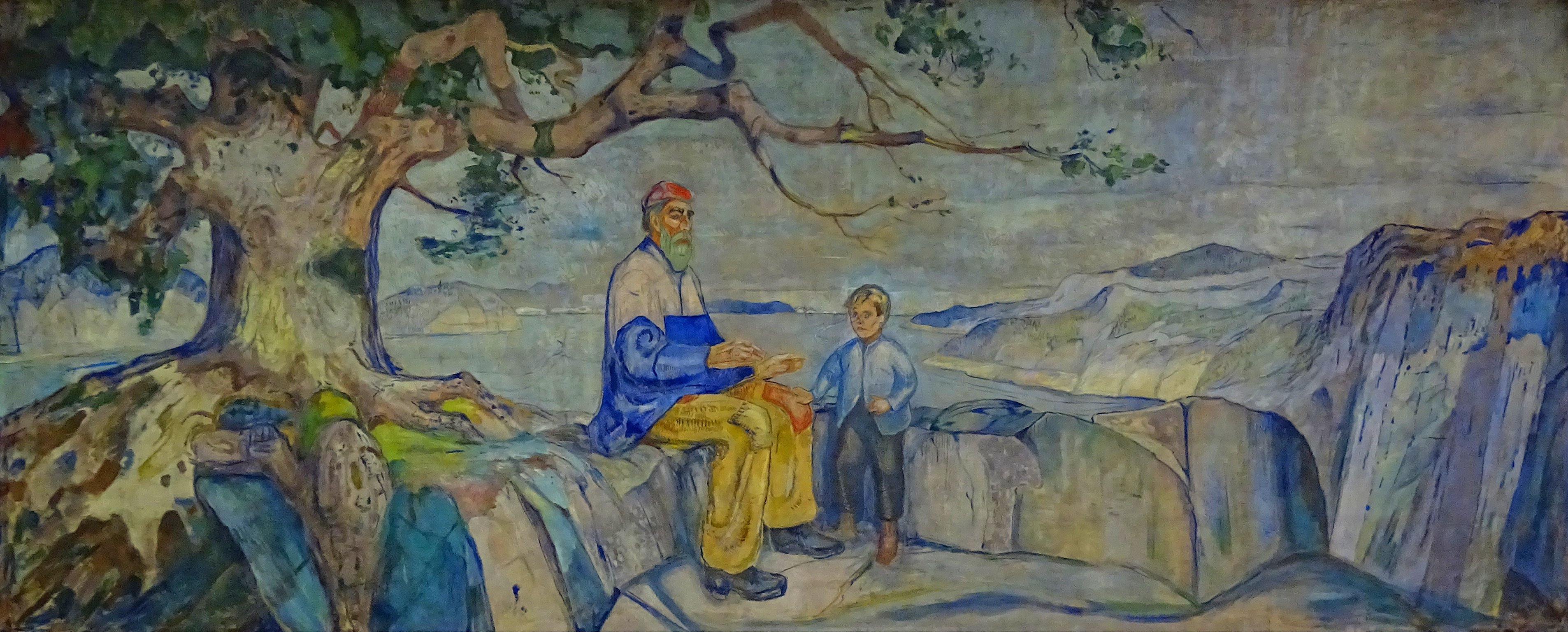
Die Geschichte (1911, 1914–16)
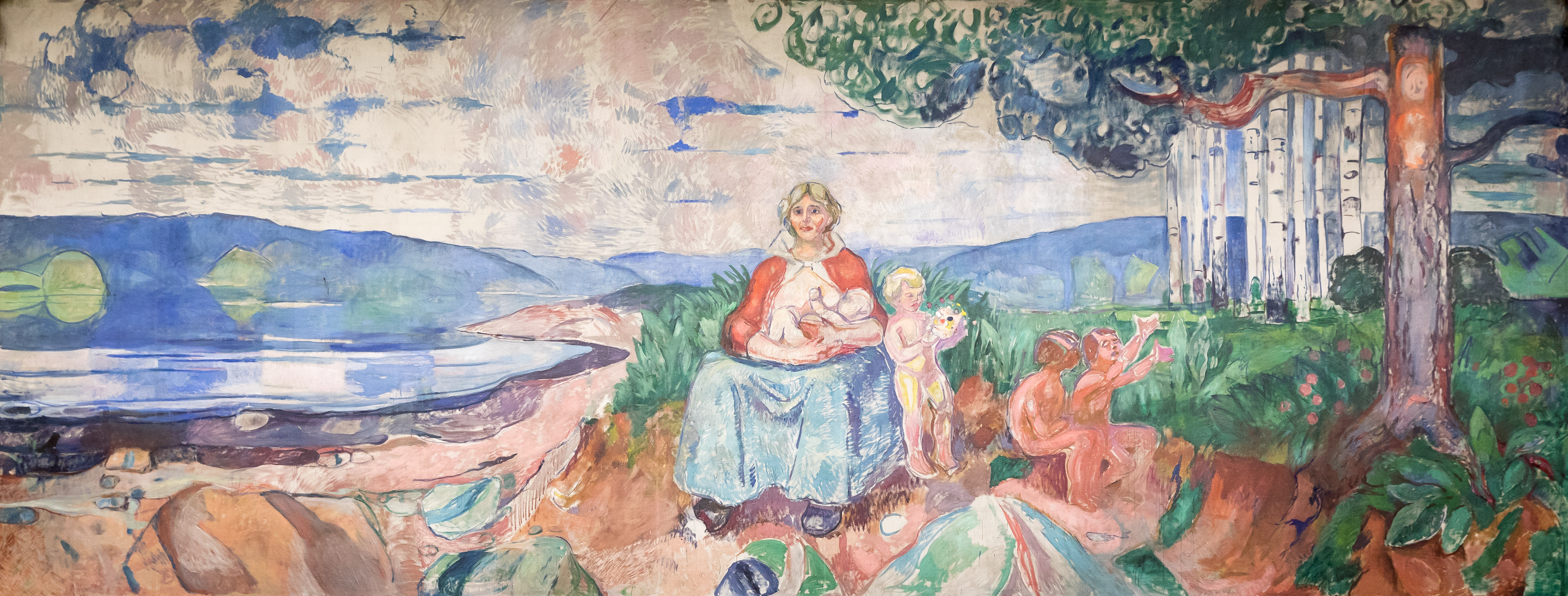
Alma Mater (1916)
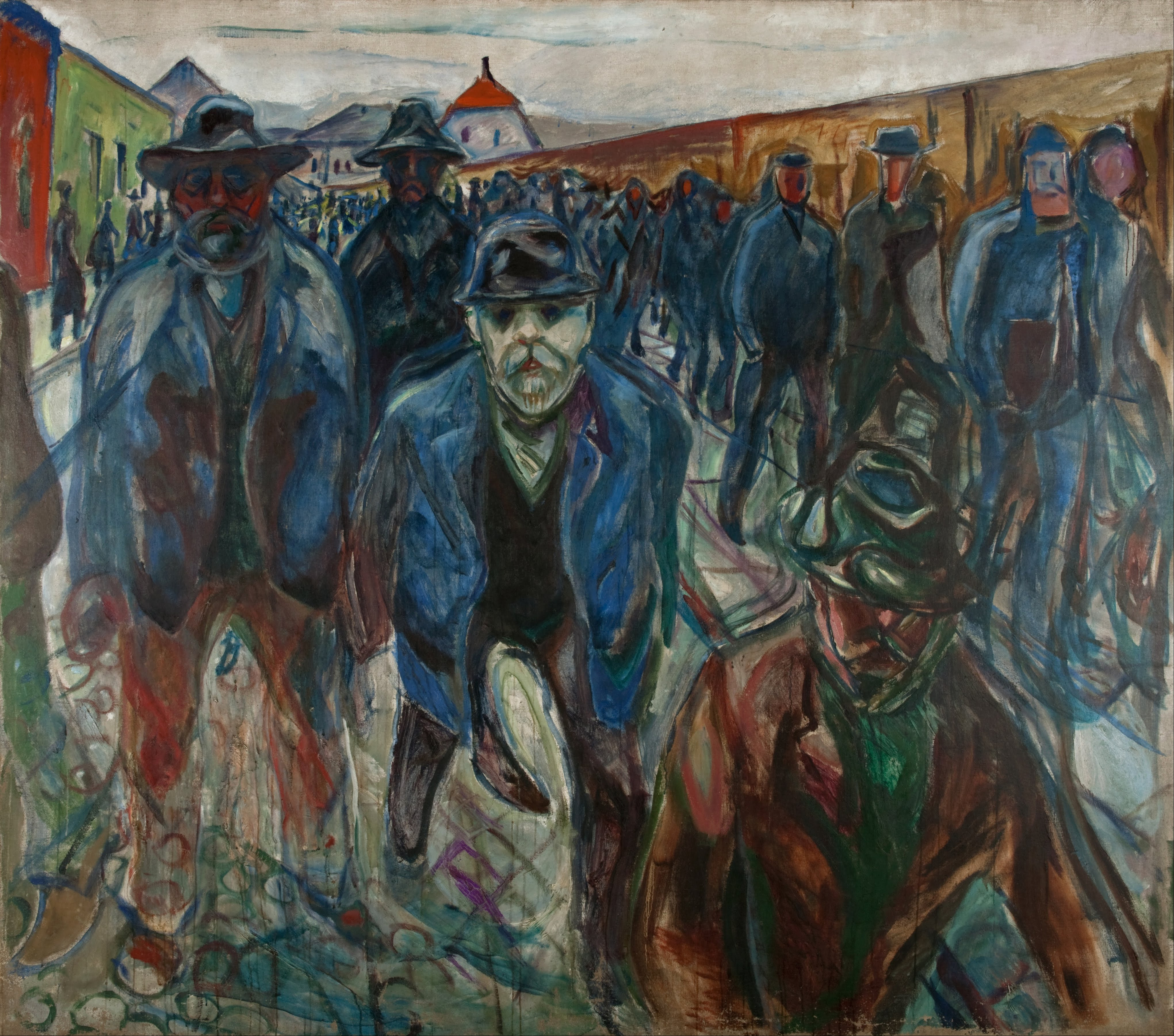
Arbeiter auf dem Heimweg (1913/14)

## Werk

### Stil und Malweise

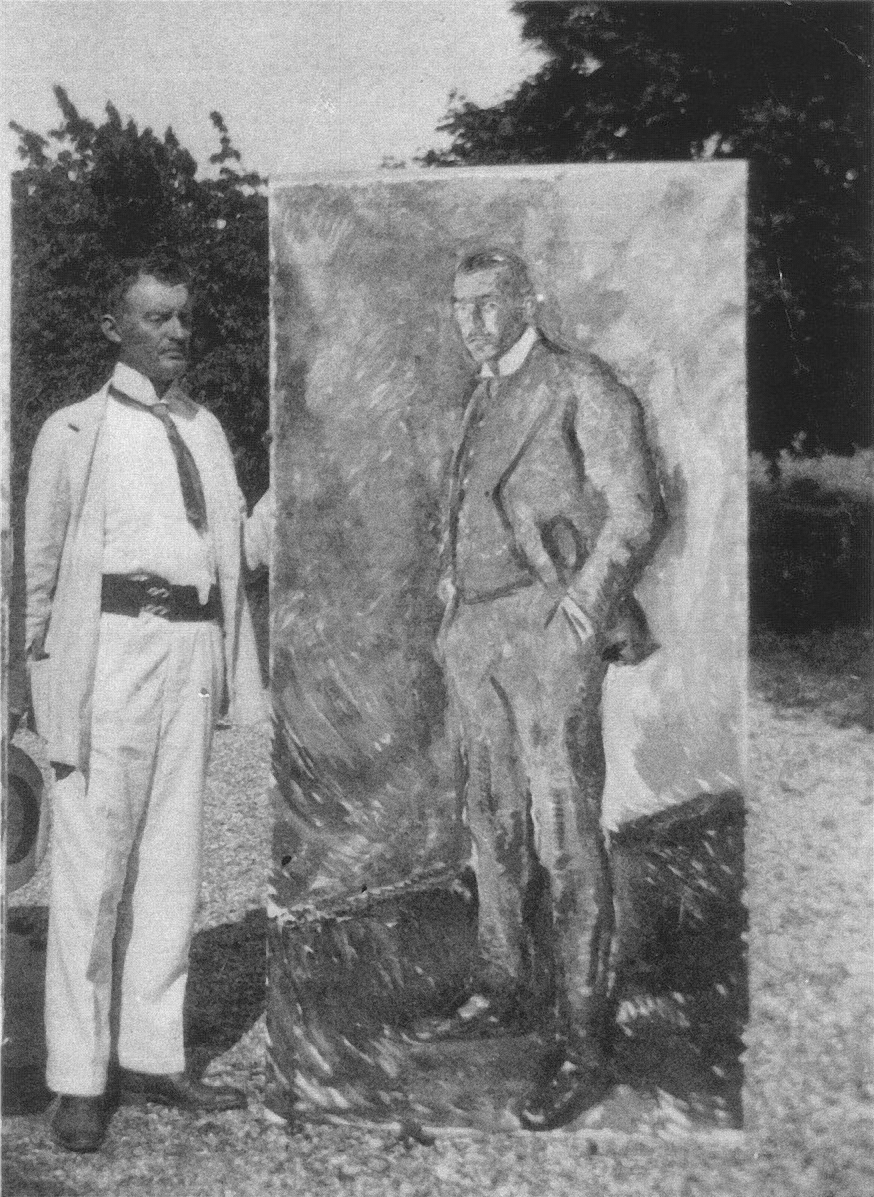
Edvard Munch mit dem Porträt von Jappe Nilssen, 1909, Gemälde von Aksel Waldemar Johannessen

Munch wird – oft in Verbindung mit van Gogh, Gauguin, Ensor oder Hodler – zu den „Frühexpressionisten“ gerechnet, den Vorläufern des Fauvismus und des Expressionismus. Gemeinsam ist ihnen eine „Ausdruckskunst“ und die große Farbigkeit ihrer Werke, aber auch ihr Einzelgängertum. Ohne oder mit geringer akademischer Ausbildung und ebenso ohne nachfolgende Schüler kündet ihr Werk vor allem von einer starken Subjektivität und dem Bezug auf die eigene Biografie. So haben alle genannten Künstler auch bedeutende Selbstbildnisse geschaffen.
Munchs frühe Werke standen noch in der Tradition des norwegischen Naturalismus und des Realismus. In Paris lernte er den Pointillismus und Synthetismus kennen. Sein malerisches Temperament und die Freizügigkeit seiner Technik blieben von diesen Stilrichtungen jedoch weitgehend unbeeinflusst. Laut Tone Skedsmo experimentierte Munch lediglich mit den technischen Möglichkeiten, die ihm etwa der Impressionismus bot, und verwarf alles, was ihn auf der Suche nach einer ihm gemäßen Ausdrucksform nicht weiterbrachte. Auch als sich im 20. Jahrhundert mit Kubismus, Futurismus und Konstruktivismus neue avantgardistische Stilrichtungen herausbildeten, hielt Munch in seinem Alterswerk an der gegenständlichen, figurativen Malerei fest und grenzte sich bewusst vom „modernen Stil“ der abstrakten Malerei ab.
Munch malte aus dem Arm heraus mit großer Impulsivität. Er kämpfte häufig regelrecht mit der Leinwand, attackierte sie wie einen Widersacher, kratzte, schabte, stach und schnitt, arbeitete mit Übermalungen und transparenter Durchlässigkeit. Auch vor der Einbeziehung von Naturelementen – „Rosskur“ genannt – scheute er nicht zurück, um den natürlichen Zerfall zu forcieren – unter dem Risiko der völligen Zerstörung der Werke. Munchs Zeitgenosse Rolf Stenersen beschrieb eine solche Begegnung: „Es kam vor, daß Munch einfach mit den Bildern kämpfte, er griff sie wütend an, zerriß sie und trat sie mit den Füßen. ‚Das verfluchte Bild geht mir auf die Nerven, jetzt hat es eine Roßkur nach der anderen durchgemacht und wird nur immer schlechter. Bitte seien Sie so gut und tragen Sie es auf den Boden hinauf, werfen Sie es nur hinein, so weit wie möglich.‘“

### Bezug auf persönliche Erfahrungen
Laut Arne Eggum stellte Munch den Menschen und sein Lebensgefühl in den Mittelpunkt seiner Kunst. Dabei griff er auf eigene Erlebnisse und traumatische Erfahrungen zurück und verwandelte diese zu archetypischen Bildern, die sich aus seiner privaten Symbolik zusammensetzten. Der Expressionismus, wie Munch ihn verstand, sei somit „eine extrem subjektive Kunst unter Beibehaltung von etwas Ursprünglichem und Primitiven“. Wo etwa Gauguin in Tahiti das Primitive in der menschlichen Natur erforschte, fand Munch „sein eigenes Tahiti in sich“. Munch griff damit Positionen des Subjektivismus auf, die sich in Skandinavien zu seiner Zeit in den literarischen Werken Ibsens und Strindbergs sowie in der Philosophie Kierkegaards manifestierten.

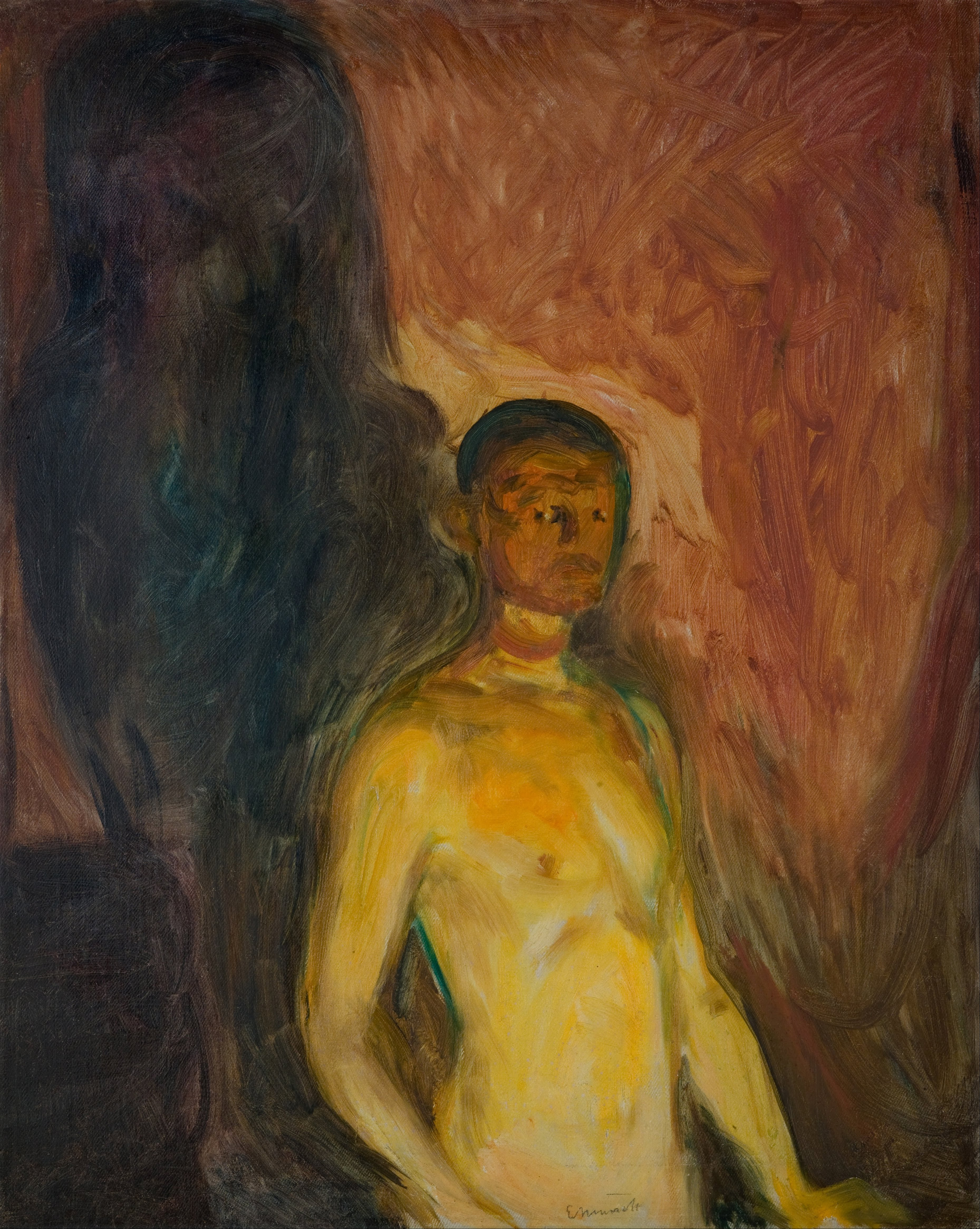
Selbstbildnis in der Hölle (1903)

Munch strebte kein Abbild der Natur an, sondern ein Sinnbild seiner Gemütsverfassung. Er beschrieb: „Ich male nicht nach der Natur – ich nehme meine Motive aus ihr – oder schöpfe aus ihrer Fülle. Ich male nicht das, was ich sehe, sondern das, was ich sah. Der Fotoapparat kann nicht mit Pinsel und Palette konkurrieren – so lange er nicht in der Hölle oder im Himmel benutzt werden kann.“ Dabei schloss Munch bewusst auch die „Hölle“ eigener traumatischer Erlebnisse ein. Über seine sowohl in physischer als auch in psychischer Hinsicht labile Verfassung schrieb er: „Ich möchte meine Krankheit nicht ablehnen, denn meine Kunst schuldet ihr viel.“ Er zog sogar den Vergleich: „Malen ist für mich eine Krankheit, ein Rausch. Eine Krankheit, die ich nicht loswerden will. Ein Rausch, den ich brauche.“
Die Kunst bot Munch die Möglichkeit der Auseinandersetzung mit sich selbst aber auch der Vermittlung seiner Erfahrungen an andere: „Durch meine Kunst habe ich probiert, mir das Leben und seine Bedeutung zu erklären. Dabei wollte ich auch anderen helfen, sich mit dem Leben auseinanderzusetzen.“ Weiter schrieb er: „Meine Kunst hatte ihre Wurzel in der Reflexion, in der ich nach der Erklärung dieses Mißverhältnisses zum Leben suchte – Warum war ich nicht wie die anderen? Warum geboren – etwas, um das ich nicht gebeten hatte. Der Fluch und die Reflexion darüber wurde der Unterton in meiner Kunst. Ihr stärkster Unterton, und ohne ihn wäre meine Kunst eine andere – Aber in der Reflexion darüber und in der Auslösung in meiner Kunst lag ein Drang und der Wunsch danach, daß meine Kunst mir Licht – Dunkelheit und auch Licht für die Menschen bringe.“

### Lebensfries und Bilderzyklen
Seine wichtigsten Werke der frühen Schaffensperiode – Bilder wie Der Schrei, Madonna, Vampir, Melancholie, Der Tod im Krankenzimmer oder Der Tanz des Lebens – stellte Munch im so genannten Lebensfries zusammen, den er definierte als: „Der Fries ist eine Dichtung über Leben, Liebe und Tod.“ Munchs Kunst wurde vor allem in Frankreich häufig als „literarisch“ bezeichnet. Der Maler selbst wies diesen Begriff, den er als Vorwurf verstand, von sich, ebenso wie er sich gegen das abschätzige Etikett „Gedankenmalerei“ verwahrte. Kunst war für ihn aber auch nie bloß dekorativ. So zog er etwa einen Vergleich mit Cézanne: „Ich habe ein Stilleben genauso gemalt wie Cézanne, nur daß ich im Hintergrund eine Mörderin und ihr Opfer malte.“ An anderer Stelle verglich er sich mit da Vinci: „So wie Leonardo da Vinci das Innere des menschlichen Körpers studierte und Leichen sezierte – so versuche ich, die Seele zu sezieren.“ Während zu da Vincis Zeiten die Obduktion von Leichen strafbar gewesen sei, wären es in Munchs Gegenwart „die seelischen Phänomene, die zu sezieren beinahe als unsittlich und leichtfertig gilt.“

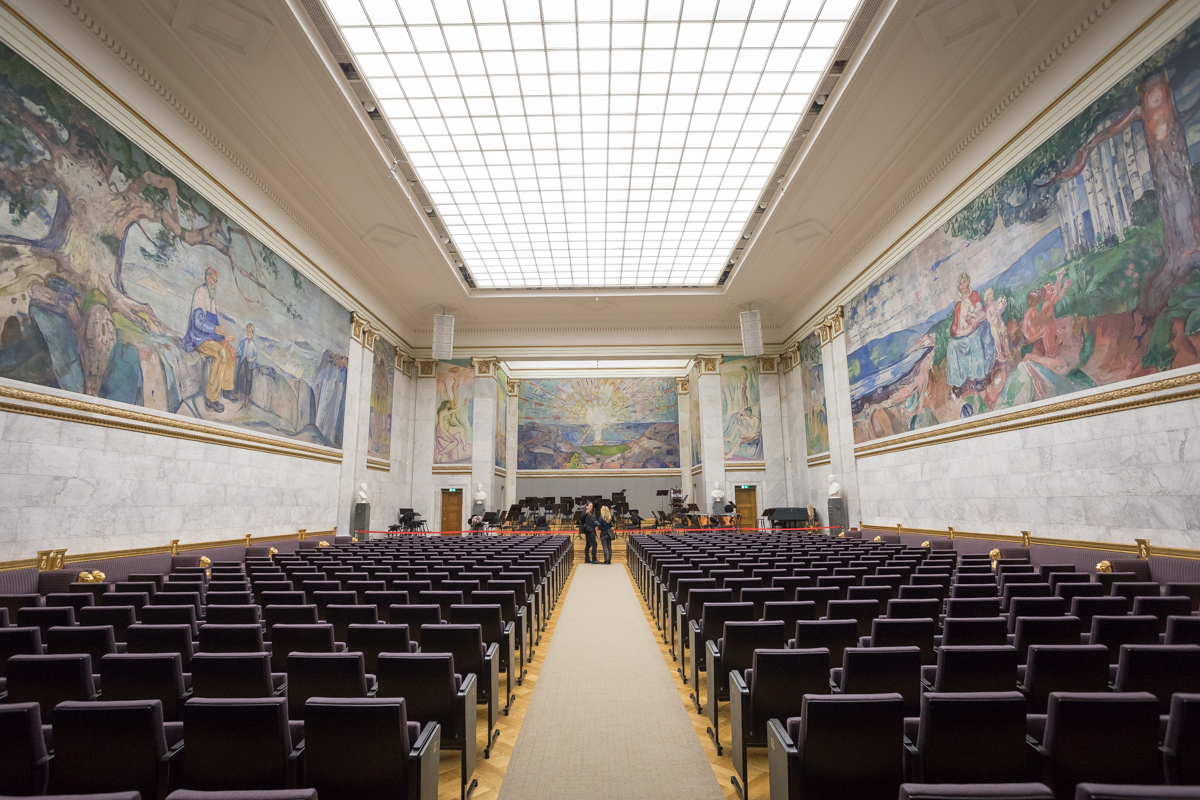
Aula der Universität Oslo

Der Lebensfries griff die von anderen zeitgenössischen Künstlern wie Van Gogh, Klinger oder Klimt vertretene Idee eines Bilderzyklus auf. Er war jedoch auch Munchs Versuch, aus den Einzelaspekten seiner Kunst einen künstlerischen Gesamtentwurf „des modernen Seelenlebens“, wie er es ausdrückte, zu schaffen und damit seine persönliche Erinnerungsarbeit zu transzendieren und künstlerische Autonomie zu erlangen. Auch in seinem späteren Werk hielt er an der Idee eines Bilderzyklus fest und schuf als Auftragsarbeiten den Linde-Fries (1904 für Max Linde), den Reinhardt-Fries (1907 für Max Reinhardt), den Freia-Fries (1922 für die Freia-Schokoladenfabrik) sowie die 1916 enthüllte Dekoration der Aula der Universität von Kristiania mit ihrem zentralen Kopfbild Die Sonne.

### Serialität, Grafik und Fotografie
Gemeinsam mit Monet ist Munch auch ein Begründer der seriellen Kunst. Monet ging es hierbei um den äußeren Eindruck eines Motivs, den er in unterschiedlichen Darstellungen einfing, Munch um die wiederholte Beschäftigung mit grundlegenden Erinnerungen und Erfahrungen. Viele seiner zentralen Bildmotive setzte Munch in mehreren Gemälden oder Druckgrafiken um, er rang oft über viele Jahre mit ein und demselben Motiv, für das er immer neue, gültigere Darstellungen suchte. Sein letztliches Scheitern an der abschließenden Vollendung eines Motivs weist auf ein Paradigma der modernen Kunst voraus: die Abkehr vom Ideal eines gültigen Unikats.
Ein wichtiger Schritt hin zur Serialität war Munchs im Jahr 1894 einsetzende Beschäftigung mit der Grafik, die in diesem Jahrzehnt in Frankreich zu neuer Popularität gelangte. Sie nahm bald neben der Malerei einen wichtigen Platz in Munchs Œuvre ein. Munch probierte sich in den unterschiedlichsten Techniken von der Kaltnadelradierung zur Lithografie und dem Holzschnitt. Dabei ähnelte sein Umgang mit dem neuen Medium dem mit der Leinwand: Er bearbeitete die Druckplatten intensiv, änderte sie immer wieder ab, fügte neue Elemente hinzu, schliff andere Partien ab und kolorierte die Drucke in unterschiedlichen Variationen von Hand nach. Laut Hans Dieter Huber behandelte Munch die Druckplatte „wie eine Art Skizzenpapier“ und suchte wie in seinen Gemälden und Notizbüchern nach immer wieder neuen Ausdrucksmöglichkeiten desselben Motivs.

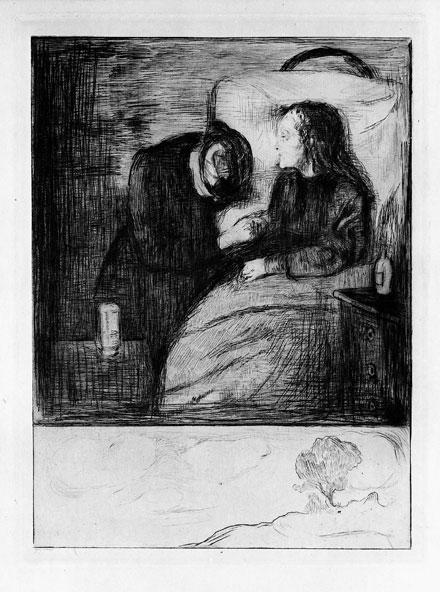
Das kranke Kind (Kaltnadelradierung, 1894)
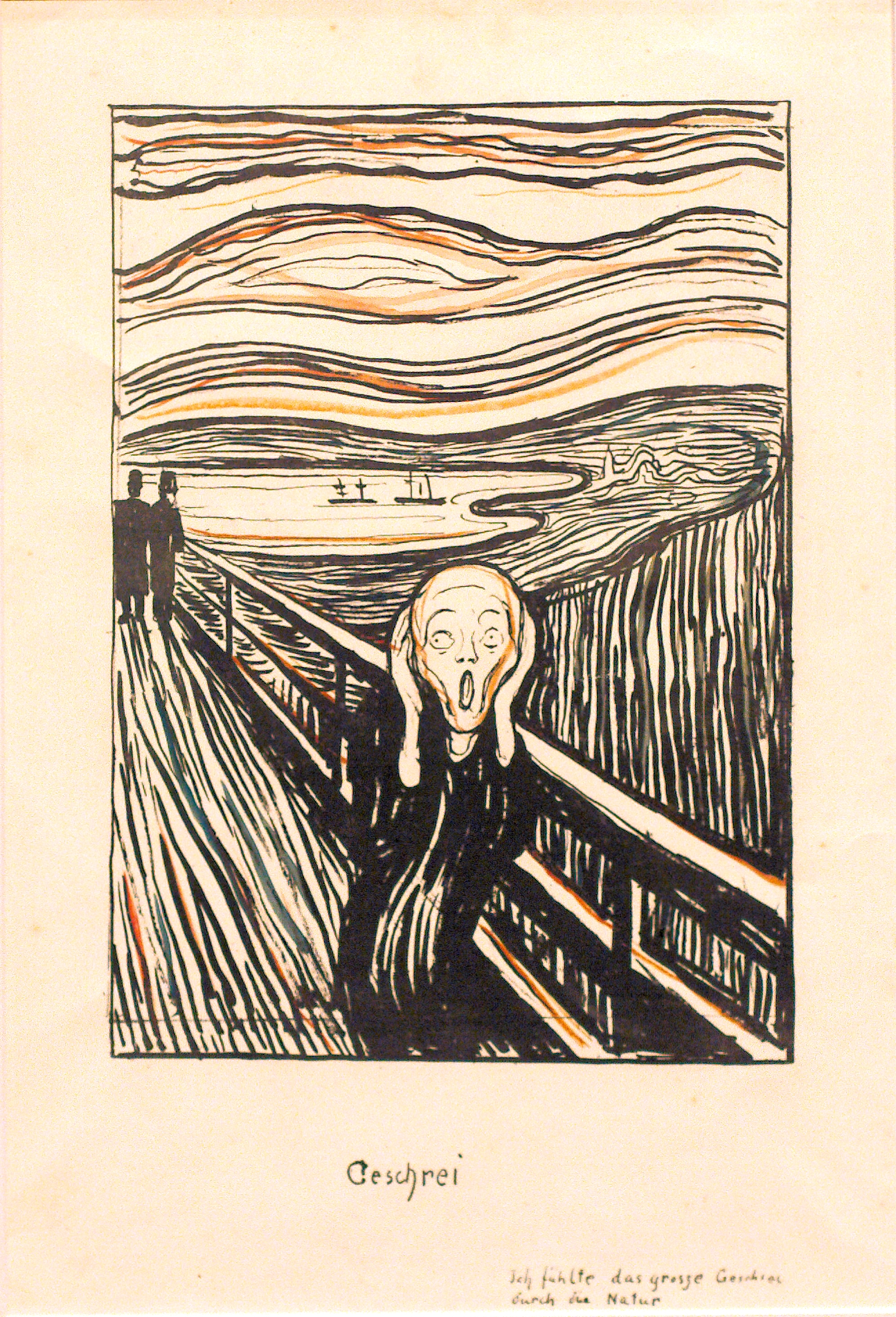
Der Schrei (Lithografie, 1895)
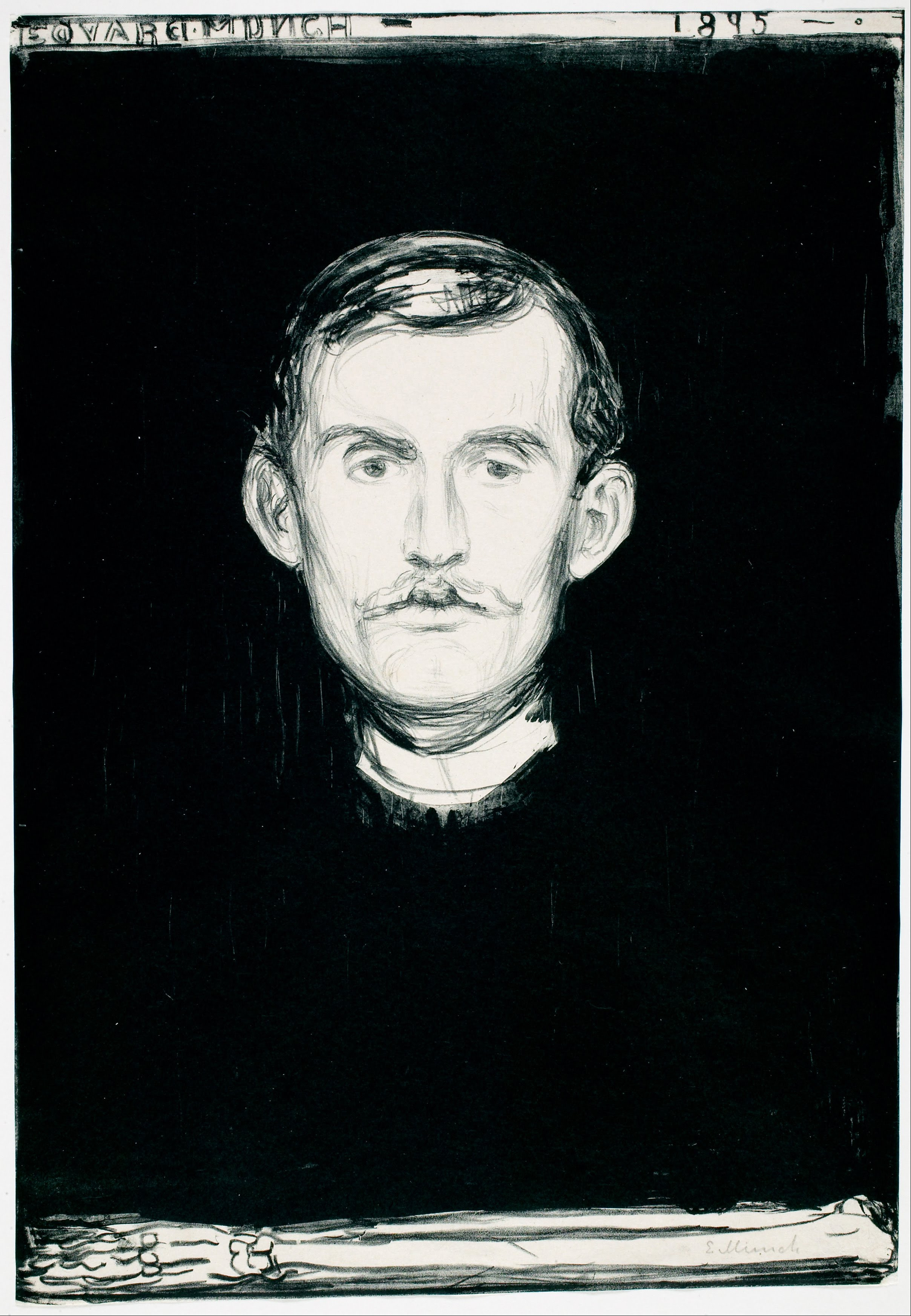
Selbstbildnis mit Skelettarm (Lithografie, 1895)
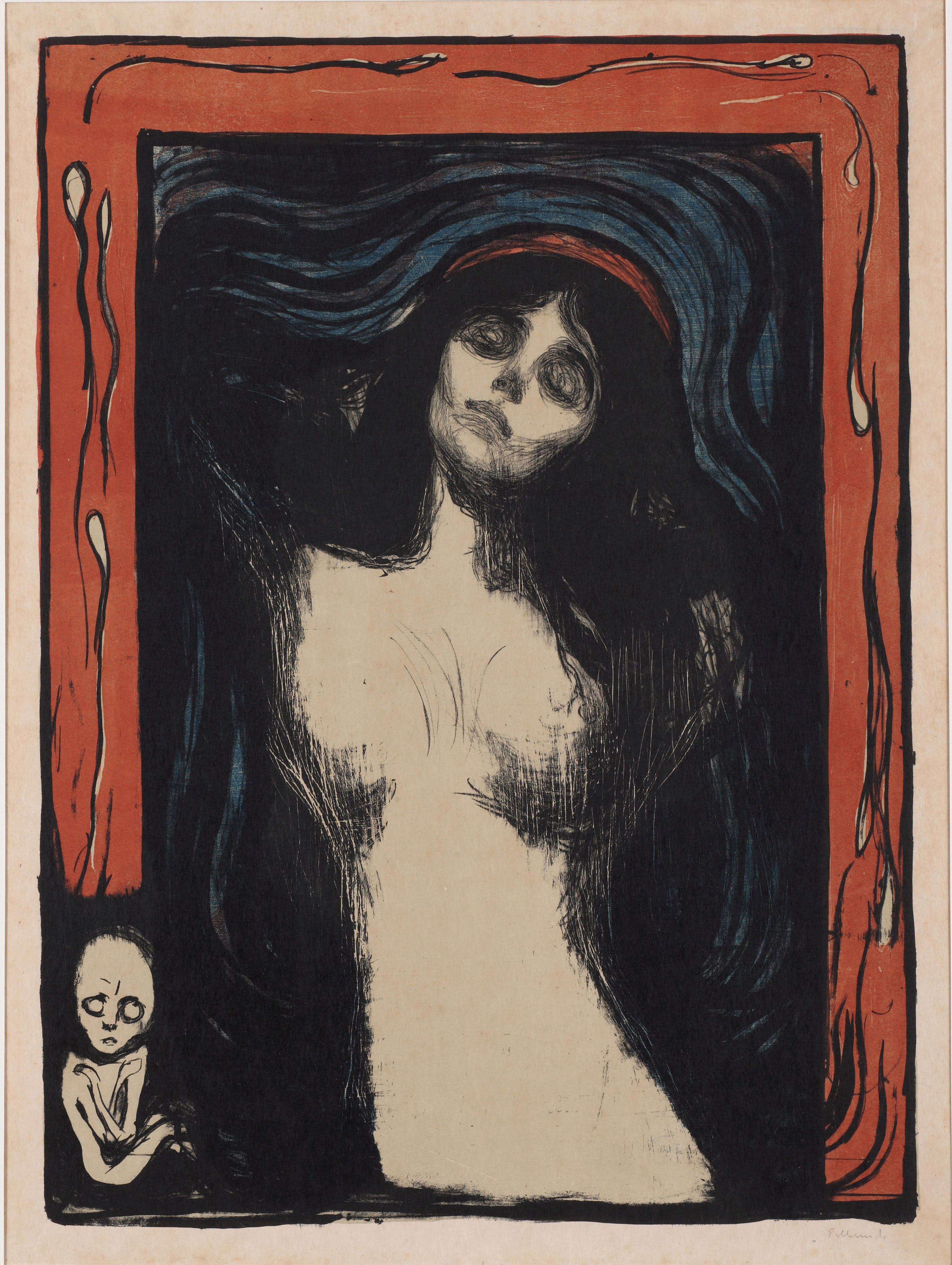
Madonna (Lithografie, 1895)
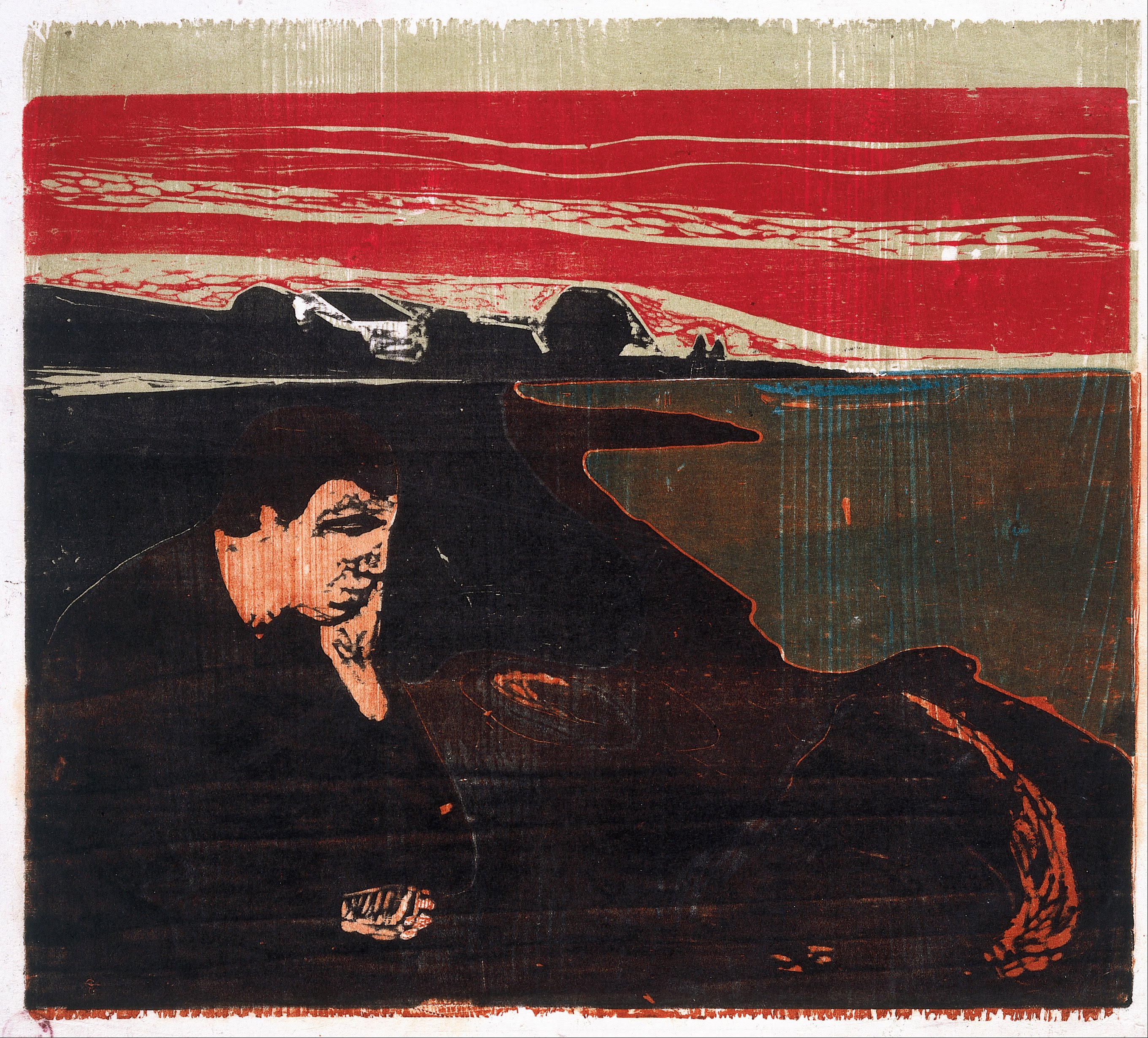
Abend. Melancholie I. (Holzschnitt, 1896)

Nicht nur in seiner Malerei und seinen grafischen Arbeiten war das Experiment mit unsicherem Ausgang ein künstlerisches Konzept Munchs. Er übertrat laut Dieter Buchhart auch regelmäßig die konventionellen Grenzen zwischen den künstlerischen Techniken Malerei, Grafik, Zeichnung, Fotografie oder Film. Im Jahr 1902 erwarb Munch seinen ersten Fotoapparat und erkundete auch in der neuen Technik bildgestalterische Problemstellungen, etwa das Zusammenwirken mehrerer Bildschichten und die Gestaltung von Formen, Schatten und Leerstellen. Gegenstand seiner Fotografien war er häufig selbst, so dass die zu Munchs Lebzeiten nie ausgestellten Arbeiten in neuer Zeit als künstlerische Frühform von Selfies präsentiert werden.

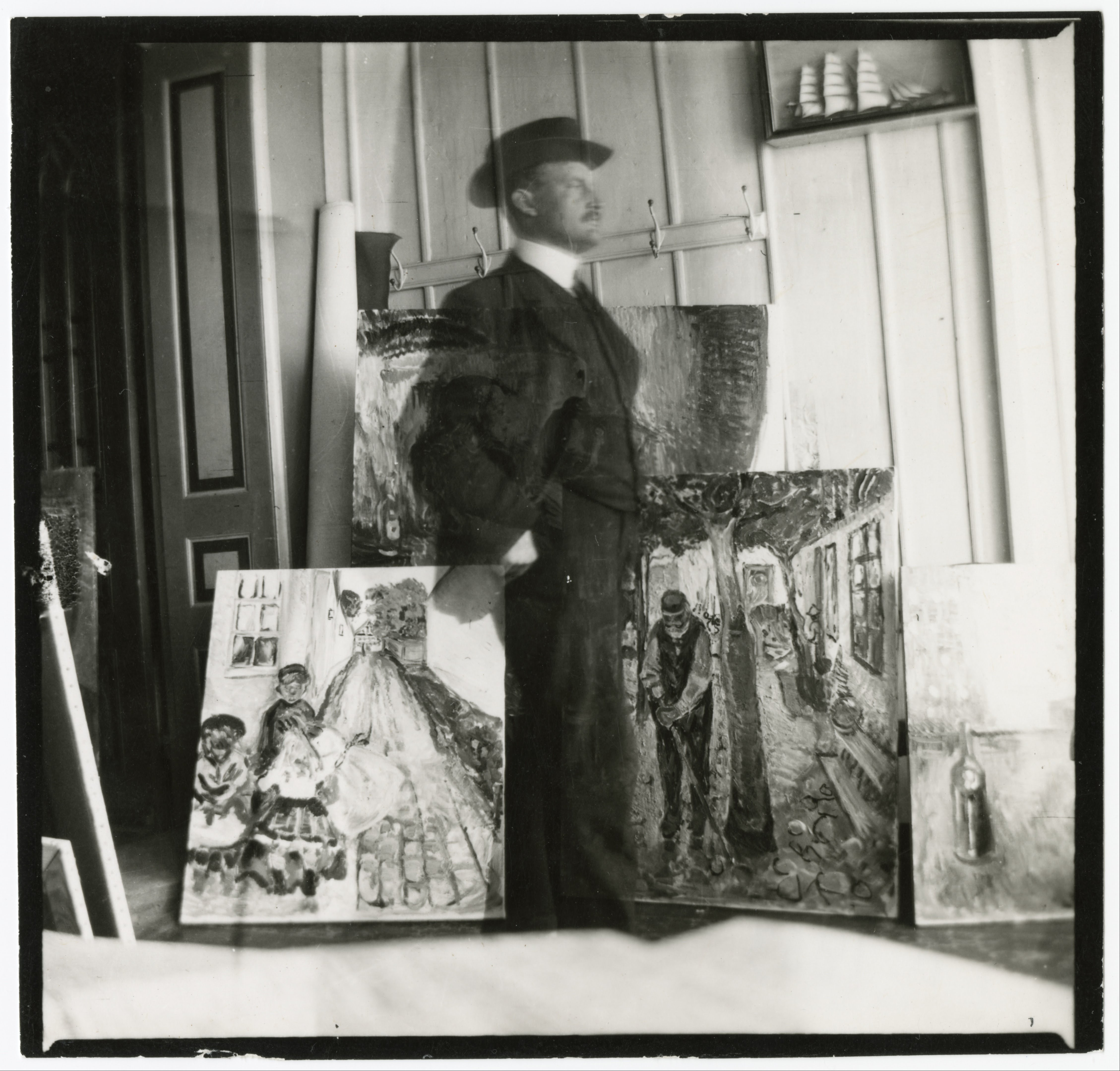
Selbstporträt in Warnemünde (1907)
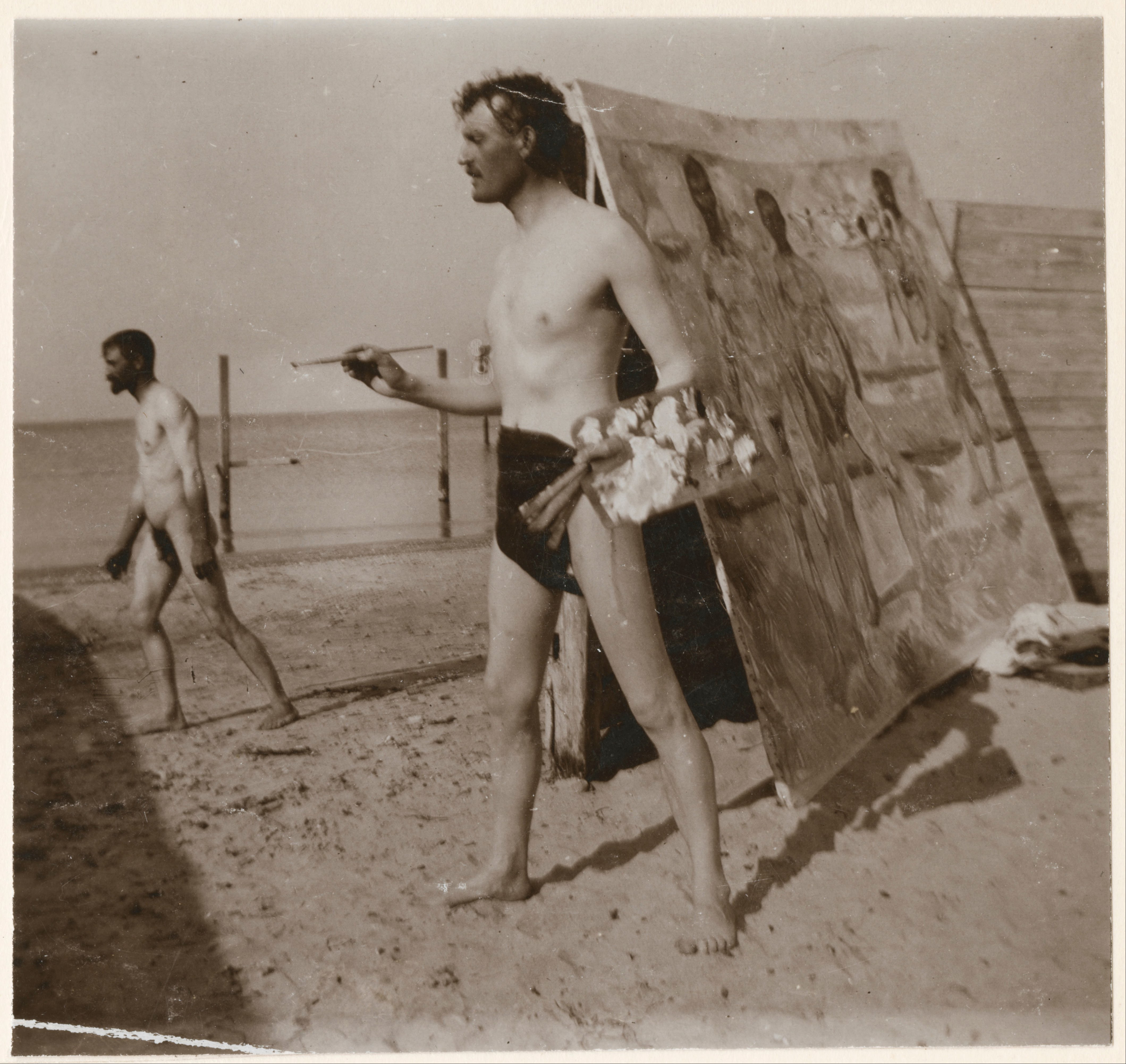
Selbstporträt in Warnemünde (1907), vor dem Bild Badende Männer (1907/08)
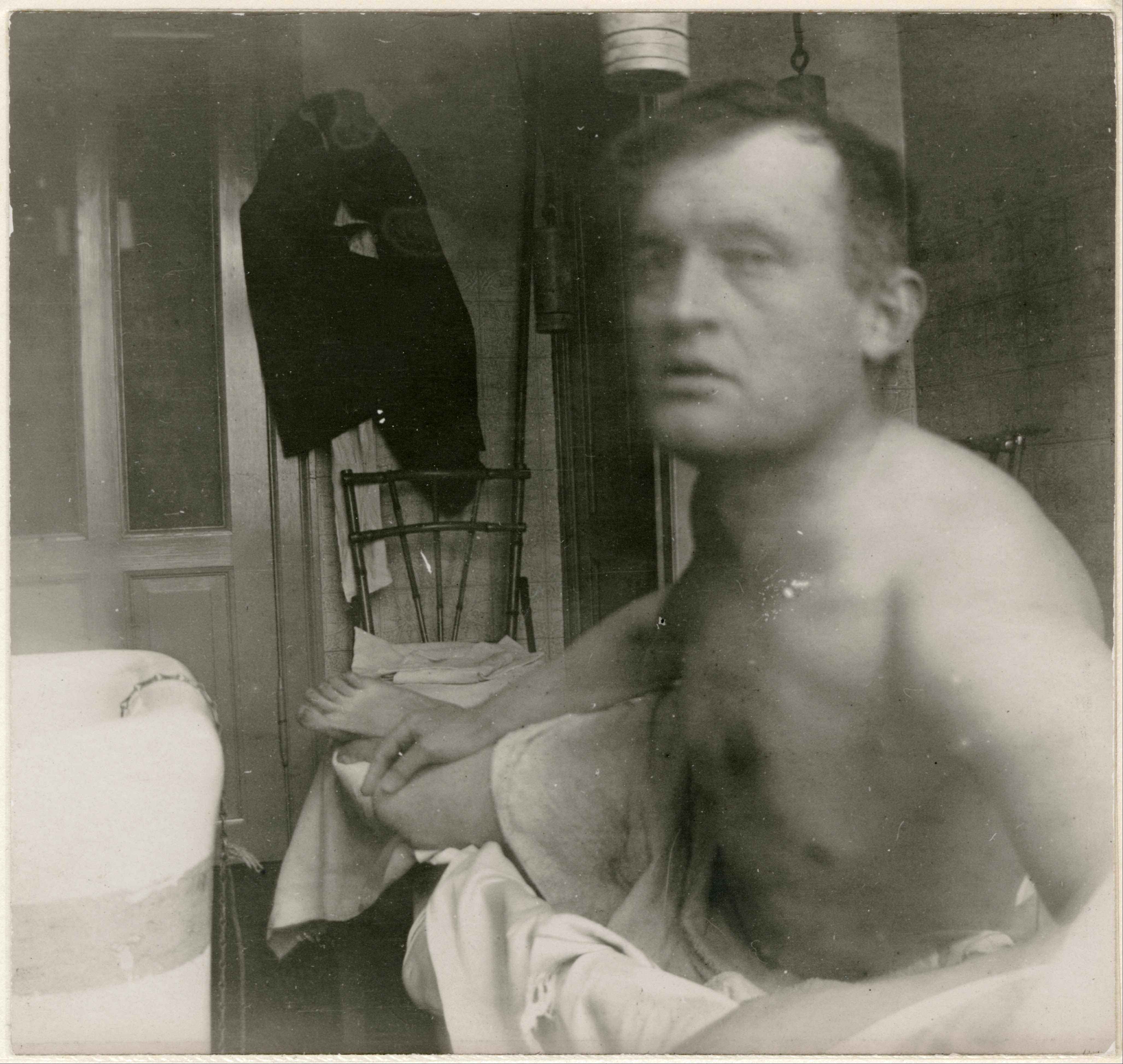
Selbstporträt à la Marat (1908)
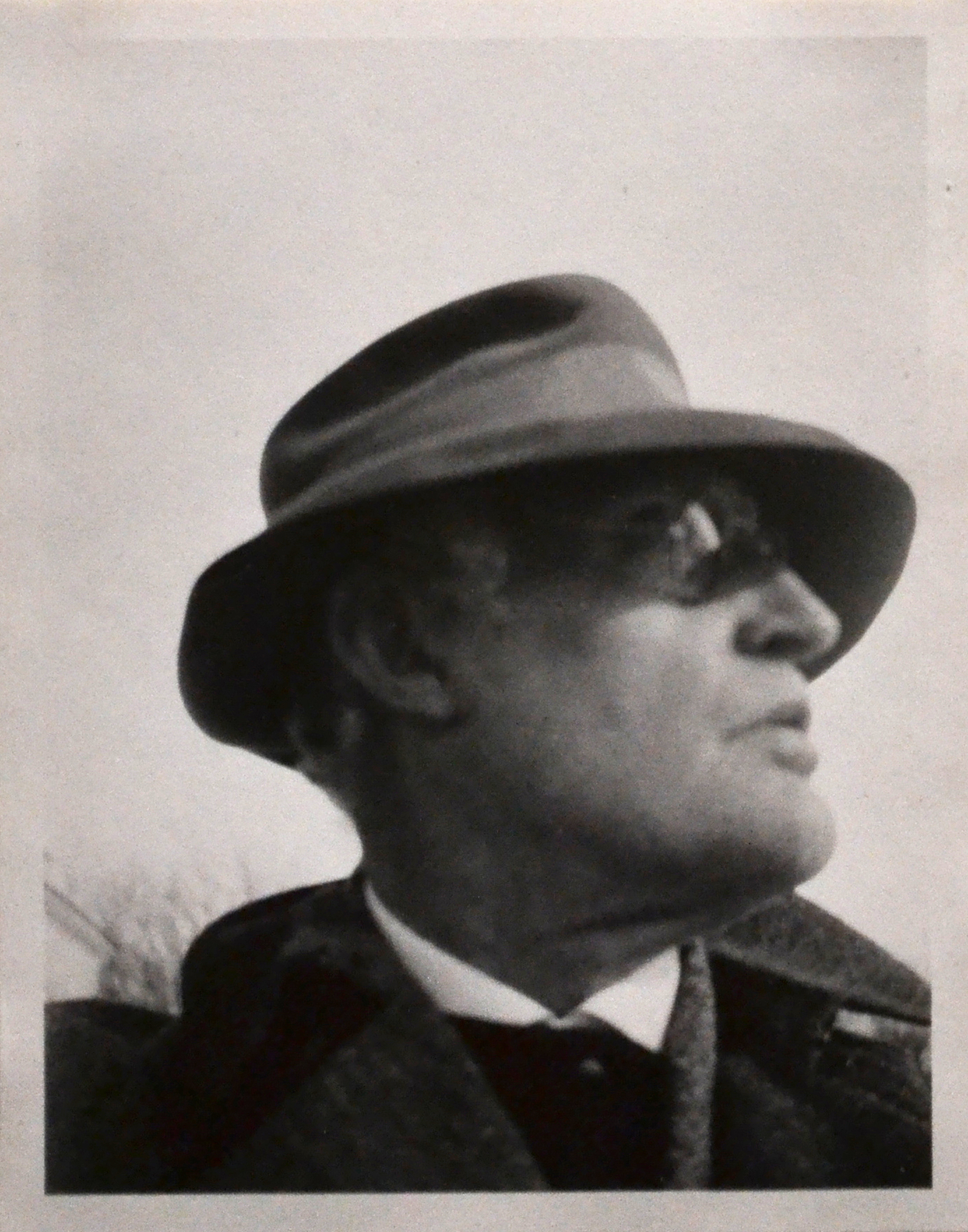
Selbstporträt in Ekely (1930)

## Nachlass

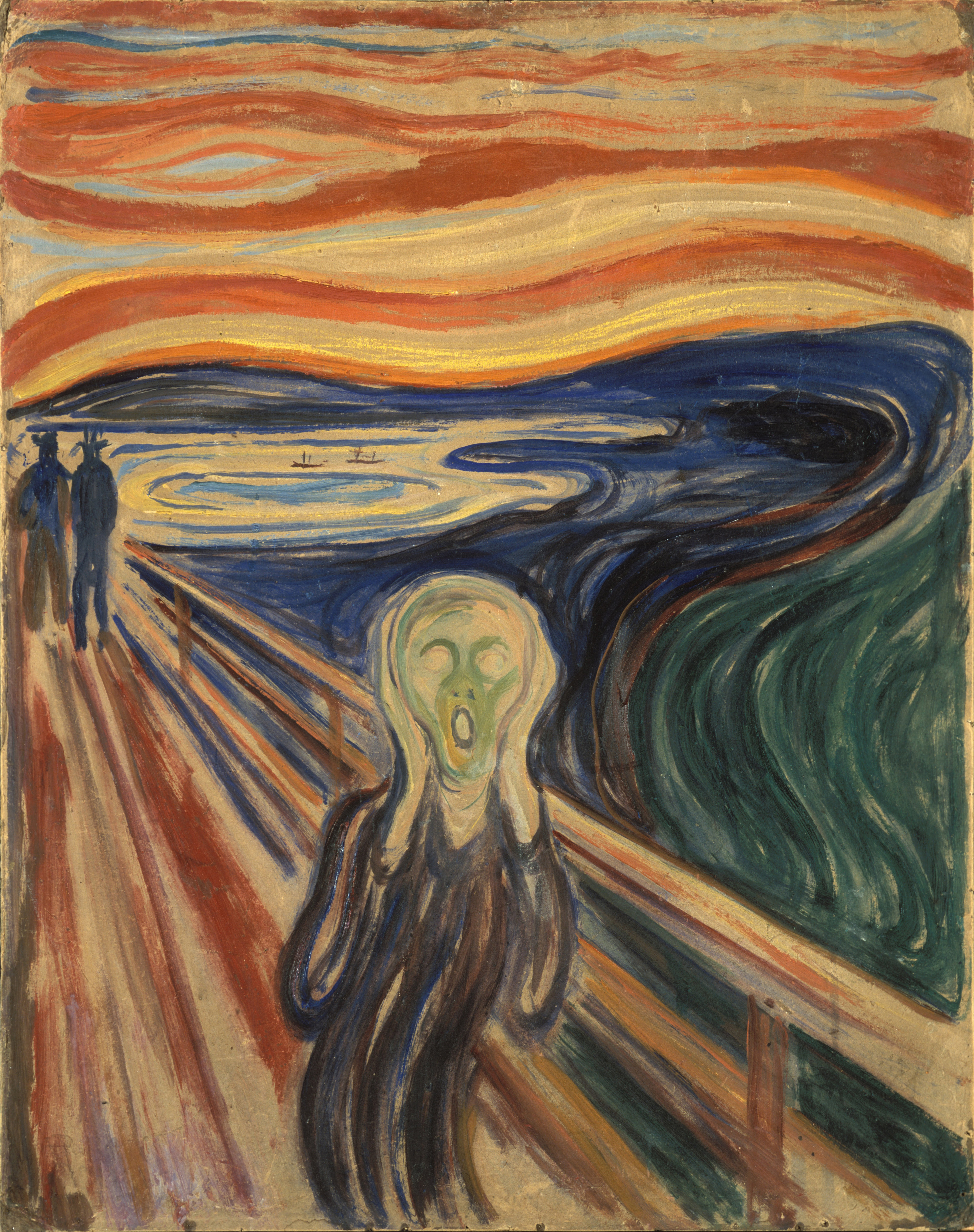
Der Schrei (1910), Munch-Museum Oslo

In seinem Testament vermachte Munch seine umfangreiche Sammlung von Bildern und nicht systematisierten biografisch-literarischen Aufzeichnungen der Stadt Oslo. Das 1963 feierlich eröffnete Munch-Museum (Munchmuseet ) hat folglich heute eine einzigartige Sammlung von Munchs Kunst und sonstigem Material, die sämtliche Phasen des künstlerischen Schaffensprozesses beleuchten.
Die Nationalgalerie (Nasjonalgalleriet) in Oslo hat ebenfalls eine erlesene, besonders an zentralen frühen Gemälden reiche Munch-Sammlung. Hauptwerke befinden sich außerdem in der Bergen Billedgalleri in Bergen.
Im Jahr 1964 wurden Arbeiten von ihm auf der documenta III in Kassel in der berühmten Abteilung Handzeichnungen gezeigt. Munch war seit 1906 Mitglied im Deutschen Künstlerbund.
Im Sommer 2004 wurden die Gemälde Der Schrei und Madonna aus dem Munch-Museum in Oslo gestohlen. Zunächst ging die Polizei davon aus, dass vermutlich zwei bis fünf Personen an dem Diebstahl beteiligt waren. Später erhob die Polizei Anklage gegen mehrere Verdächtige, jedoch blieben die Bilder weiterhin verschwunden. Man vermutete, dass sie im Ausland versteckt wurden. Da die Werke am helllichten Tag gestohlen wurden, entwickelte sich im Anschluss an den Raub eine Diskussion um die richtige Sicherung wertvoller Kunstobjekte, die trotzdem einem breiten Publikum zugänglich bleiben sollten. Am 31. August 2006 wurden die beiden Bilder – aus den Rahmen gerissen – von der norwegischen Polizei sichergestellt. Die restaurierten Bilder wurden der Öffentlichkeit am 23. Mai 2008 im Rahmen einer Sonderausstellung wieder präsentiert, wobei auch ein komplett neues Werkverzeichnis Munchs vorgelegt und die Entstehungszeit des Schreis auf 1910 korrigiert wurde.
Ein weiterer Diebstahl von Werken des Malers fand am 6. März 2005 aus einem Hotel im norwegischen Moss statt. Die Täter nahmen zwei Lithografien, die Munch selbst und den Schriftsteller August Strindberg darstellten, sowie ein Aquarell mit dem Titel Das Blaue Kleid mit. Einen Tag später glückte der Polizei die Festnahme der Täter.
Im Jahr 2012 wurde eine der vier Variationen des Gemäldes Der Schrei in New York für 119,9 Mio. Dollar versteigert. Es löste damit das Gemälde Akt mit grünen Blättern und Büste des spanischen Malers Pablo Picasso als das zu diesem Zeitpunkt teuerste bei einer Auktion versteigerte Gemälde der Welt ab.

## Werke (Auswahl)
- 1885/1886: Das kranke Kind (Nationalgalerie, Oslo)
- 1889: Frühling (Nationalgalerie, Oslo)
- 1889: Inger am Strand (Kunstmuseum, Bergen)
- 1890: Nacht in Saint-Cloud (Nationalgalerie, Oslo)
- 1890: Frühling auf der Karl Johans gate (Kunstmuseum, Bergen)
- 1891: Rue Lafayette (Nationalgalerie, Oslo)
- 1892: Verzweiflung (Thielska galleriet, Stockholm)
- 1892: Der Kuss (Nationalgalerie, Oslo)
- 1892: Zwei Menschen. Die Einsamen (zerstört)
- 1892: Melancholie (Nationalgalerie, Oslo)
- 1892: Abend auf der Karl Johans gate (Kunstmuseum, Bergen)
- 1893: Der Schrei (Nationalgalerie, Oslo)
- 1893: Die Stimme (Museum of Fine Arts, Boston)
- 1893: Sternennacht (The J. Paul Getty Museum, Los Angeles)
- 1893: Der Sturm (Museum of Modern Art, New York)
- 1893: Der Tod im Krankenzimmer (Nationalgalerie, Oslo)
- 1894/95: Pubertät (Nationalgalerie, Oslo)
- 1894: Die Frau in drei Stadien (Kunstmuseum, Bergen)
- 1894: Angst (Munch-Museum Oslo)
- 1894/95: Madonna (Nationalgalerie, Oslo)
- 1895: Eifersucht (Kunstmuseum, Bergen)
- 1895: Am Sterbebett (Kunstmuseum, Bergen)
- 1895: Asche (Nationalgalerie, Oslo)
- 1895: Mondschein (Nationalgalerie, Oslo)
- 1895: Selbstbildnis mit Zigarette (Nationalgalerie, Oslo)
- 1896: Loslösung (Munch-Museum Oslo)
- 1897–99: Das Erbe (Munch-Museum Oslo)
- 1898/99: Stoffwechsel (Munch-Museum, Oslo)
- 1898/99: Mädchen und drei Männerköpfe (entdeckt 2005 auf einer Unterleinwand unter dem Bild Die tote Mutter) Kunsthalle Bremen[32]
- 1898–1900: Roter Wilder Wein (Munch-Museum, Oslo)
- 1899: Das Kind und der Tod (Kunsthalle Bremen)
- 1899/1900: Der Tanz des Lebens (Nationalgalerie, Oslo)
- 1901: Mädchen auf der Brücke (Nationalgalerie, Oslo)
- 1903: Die vier Söhne des Dr. Max Linde (Museum Behnhaus, Lübeck)
- 1904: Linde-Fries (überwiegend Munch-Museum, Oslo)
- 1905: Selbstporträt mit Tulla Larsen (2 Teile, Munch-Museum, Oslo)
- 1906: Selbstbildnis mit Weinflasche (Munch-Museum, Oslo)
- 1906: Porträt Friedrich Nietzsche (Thielska galleriet, Stockholm)
- 1906/07: Reinhardt-Fries (überwiegend Neue Nationalgalerie, Berlin)
- 1907: Marats Tod I und II (Munch-Museum, Oslo)
- 1907: Amor und Psyche (Munch-Museum, Oslo)
- 1911: Die Sonne (Aula, Universität Oslo)
- 1919: Selbstbildnis mit Spanischer Grippe (Nationalgalerie, Oslo)
- 1922: Freia-Fries (Freia-Schokoladenfabrik, Oslo)
- 1942: Selbstbildnis zwischen Uhr und Bett (Munch-Museum, Oslo)

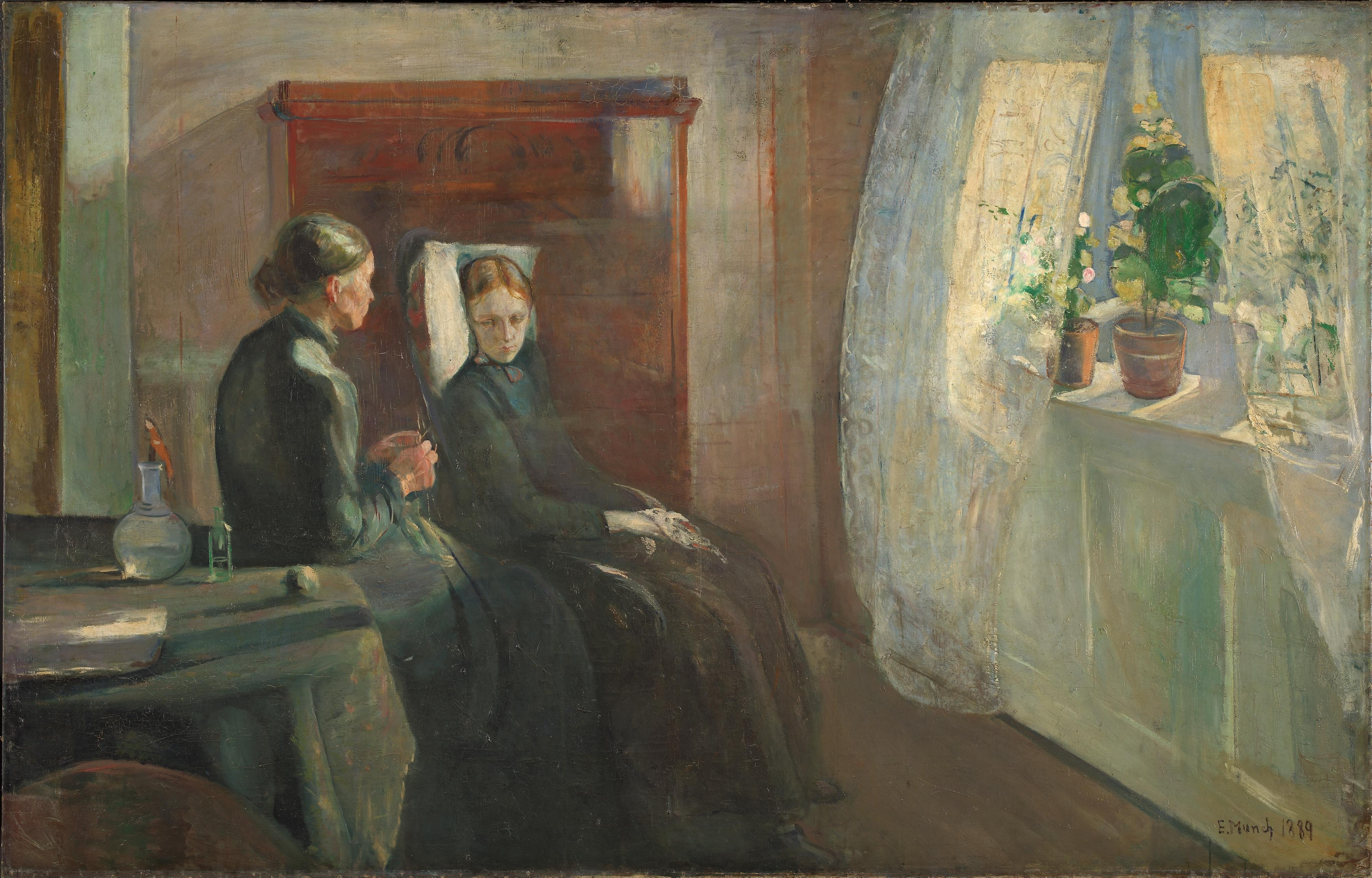
Frühling (1889)
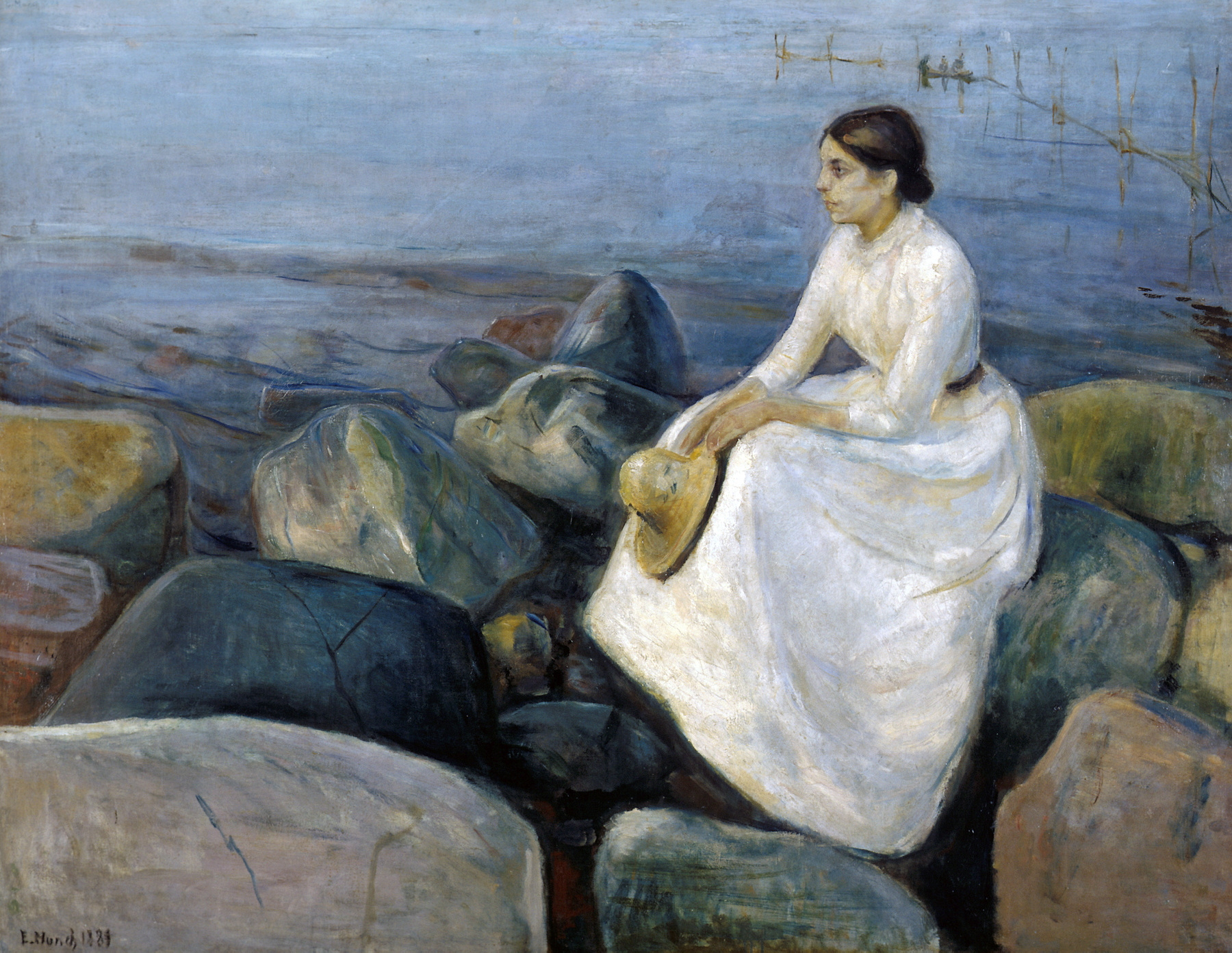
Inger am Strand (1889)
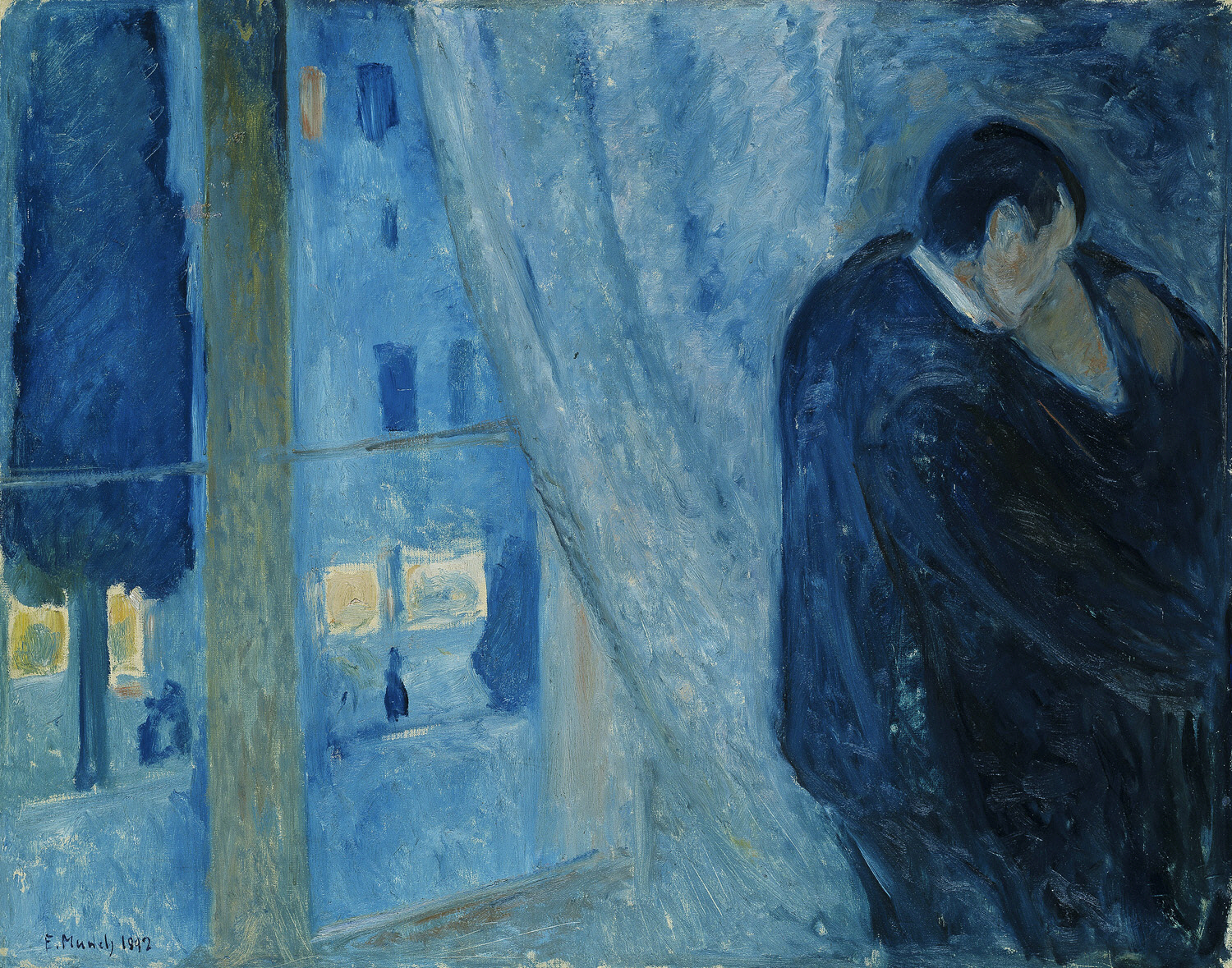
Der Kuss (1892)
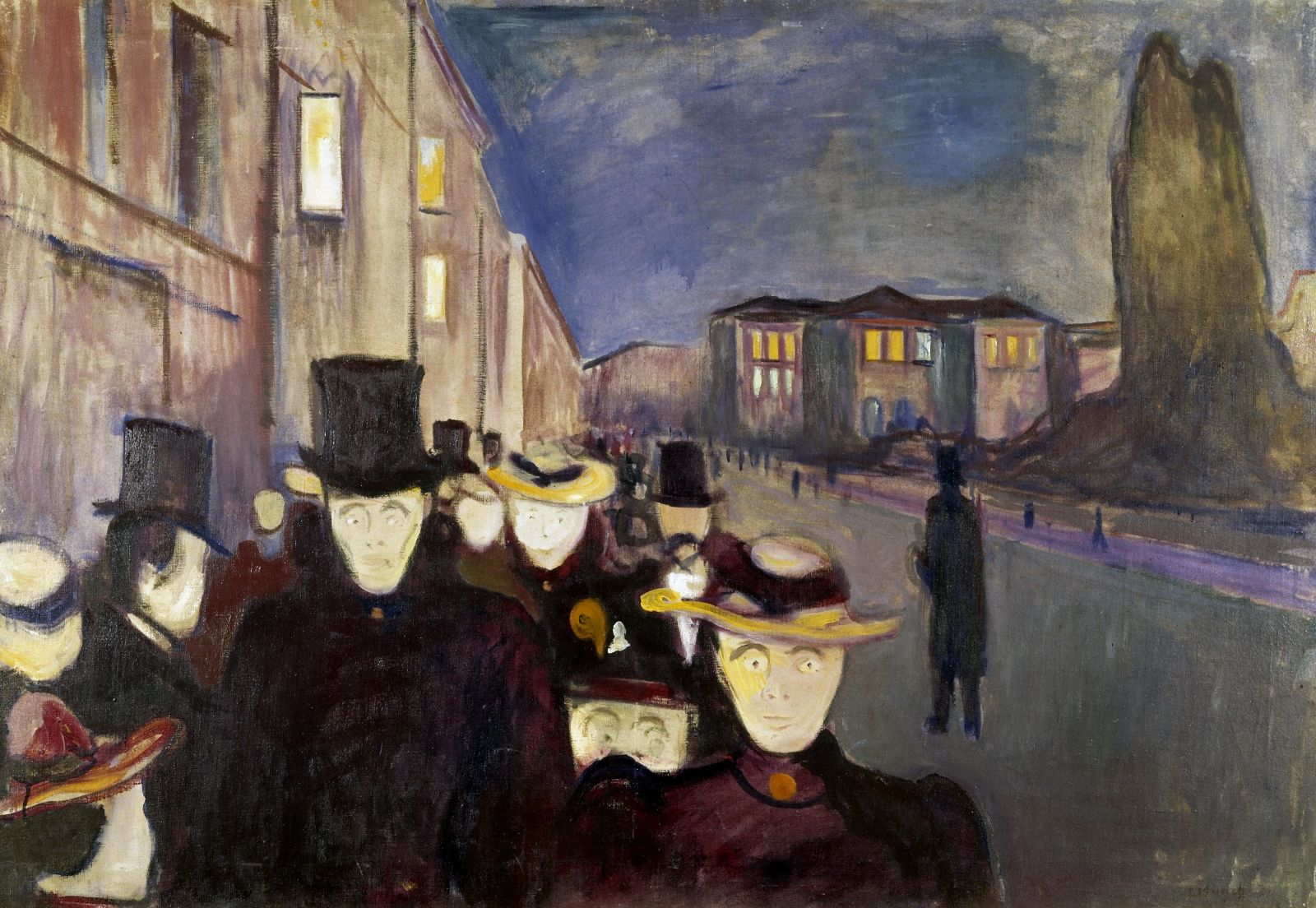
Abend auf der Karl Johans gate (1892)
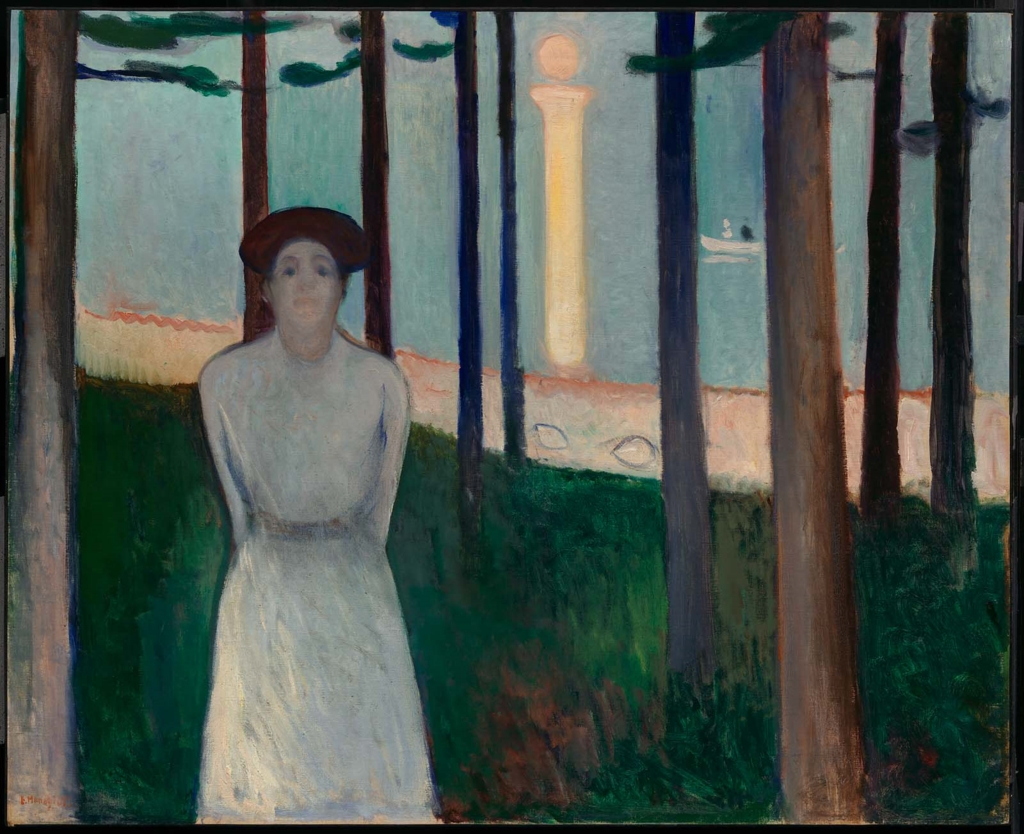
Die Stimme (1893)
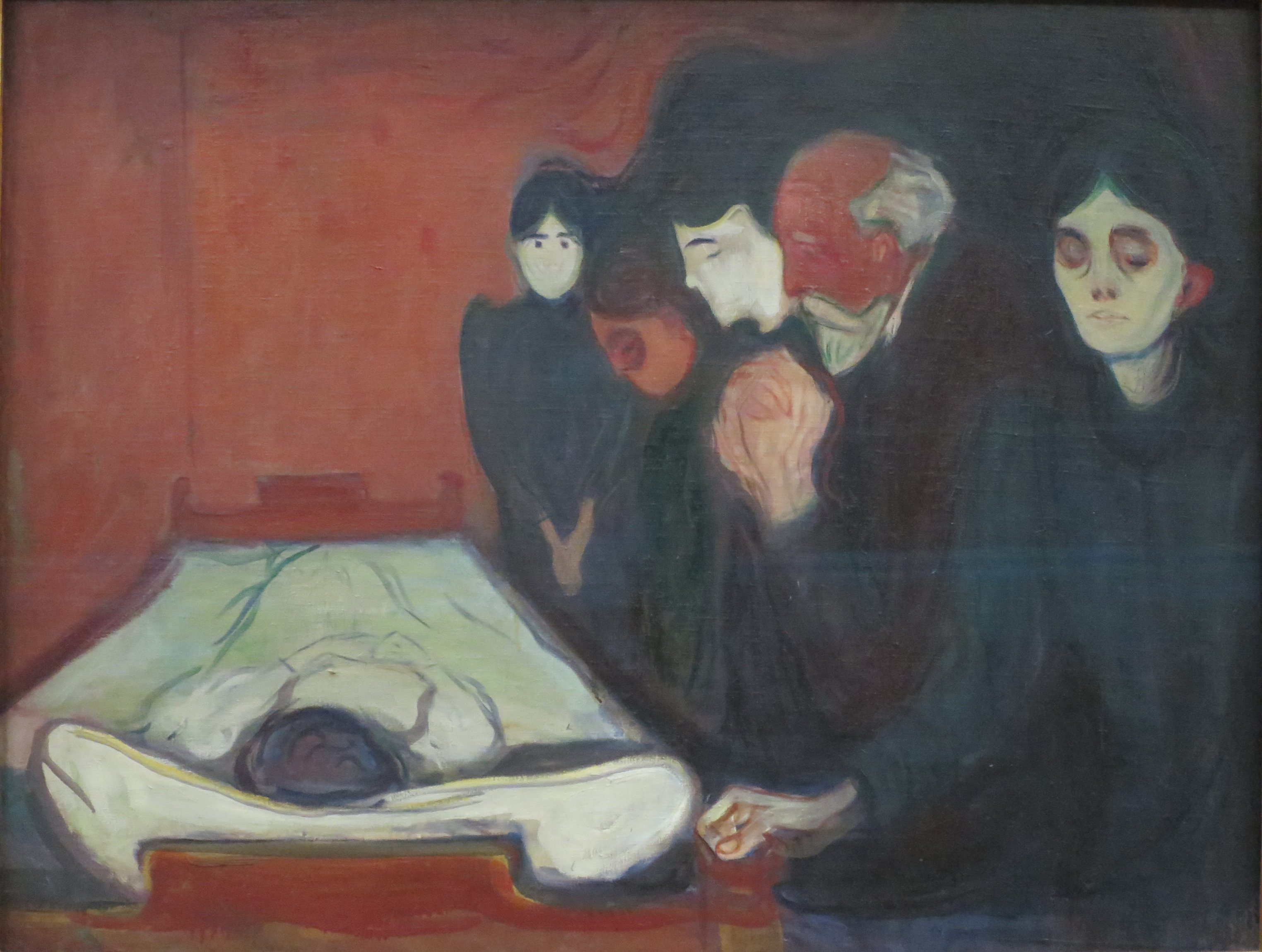
Am Sterbebett (1895)
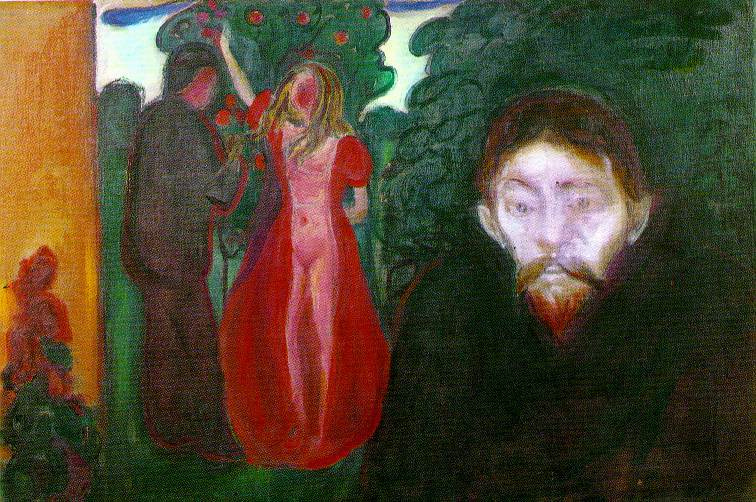
Eifersucht (1895)
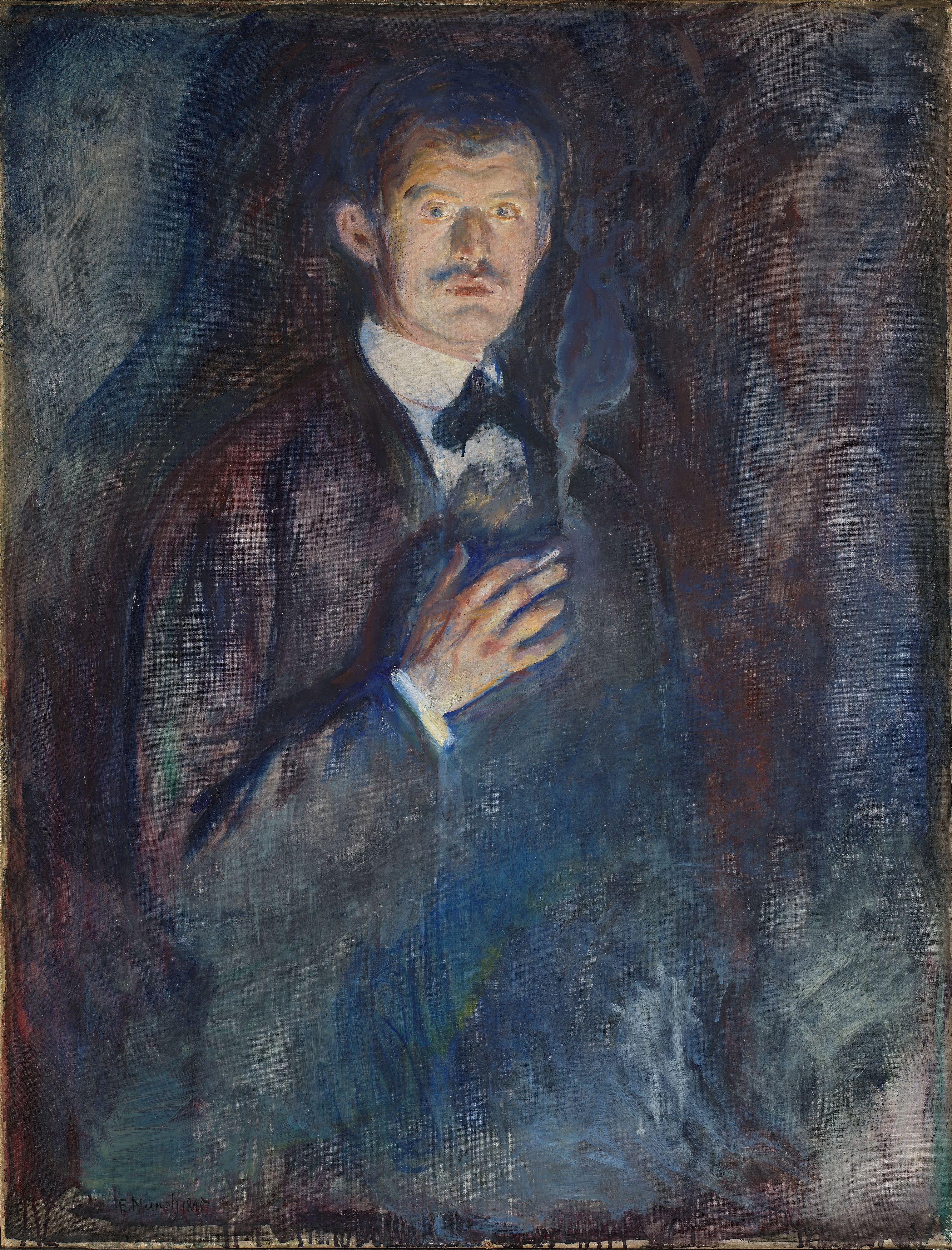
Selbstbildnis mit Zigarette (1895)
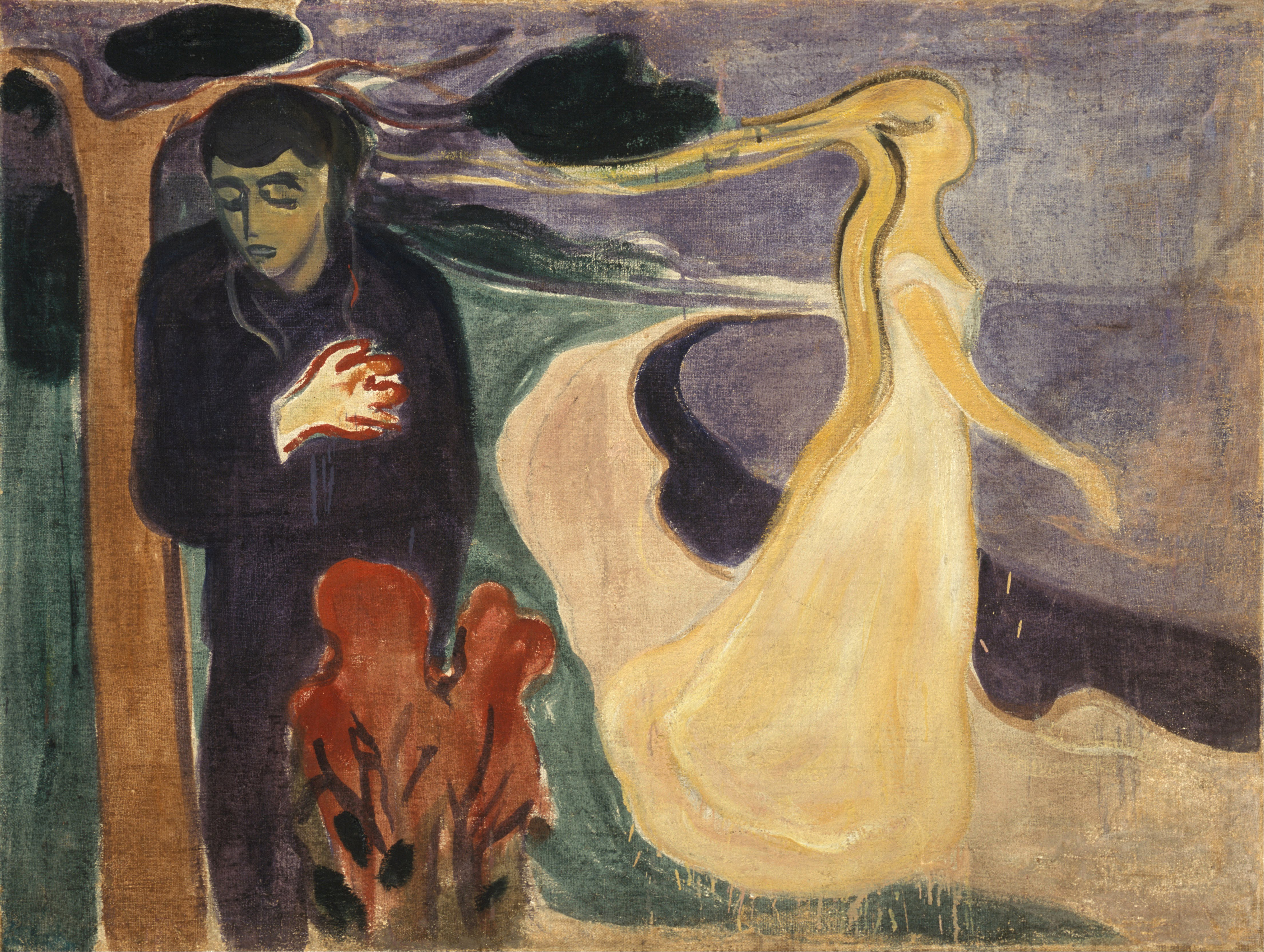
Loslösung (1896)
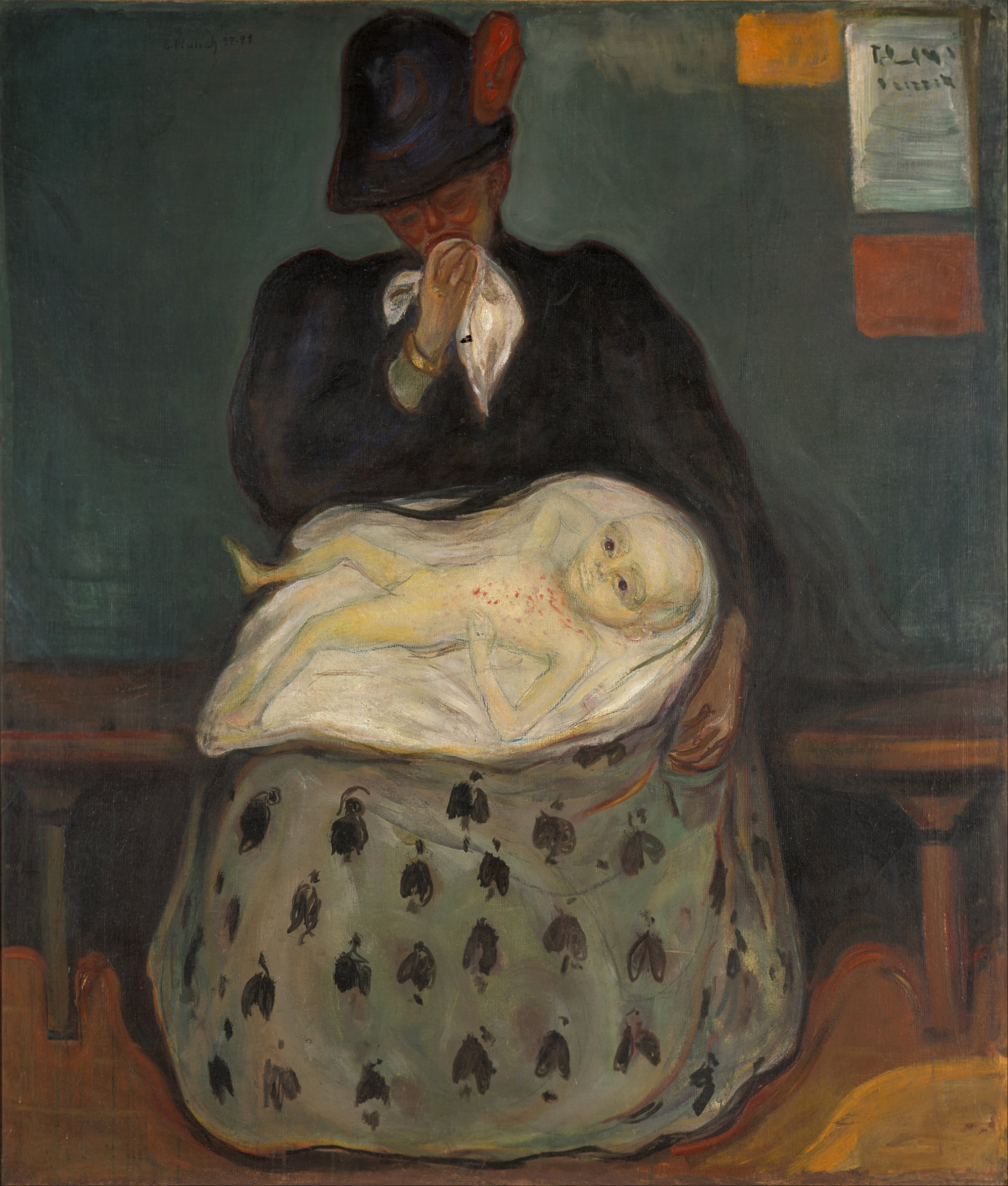
Das Erbe (1897–99)
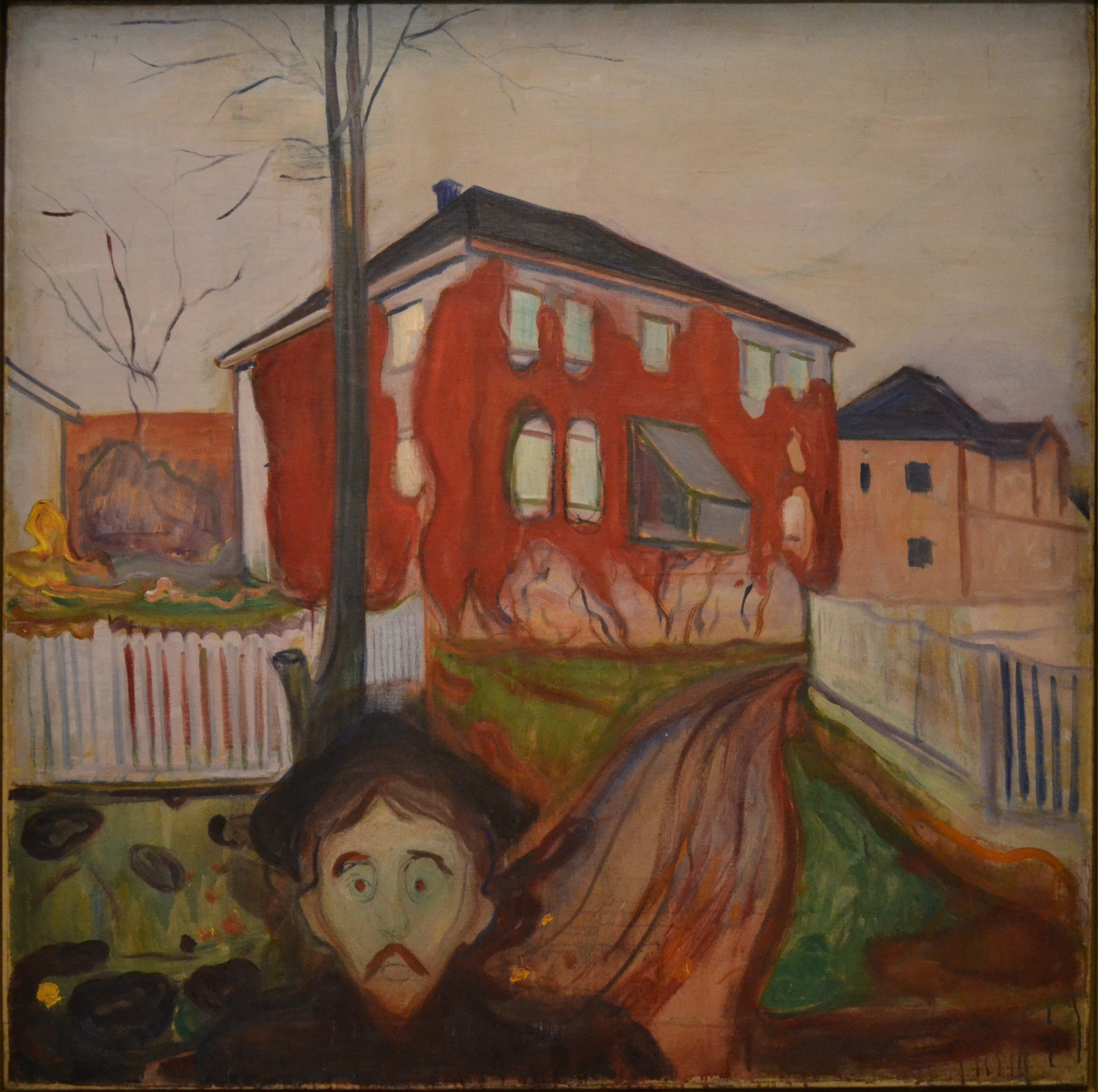
Roter Wilder Wein (1898–1900)
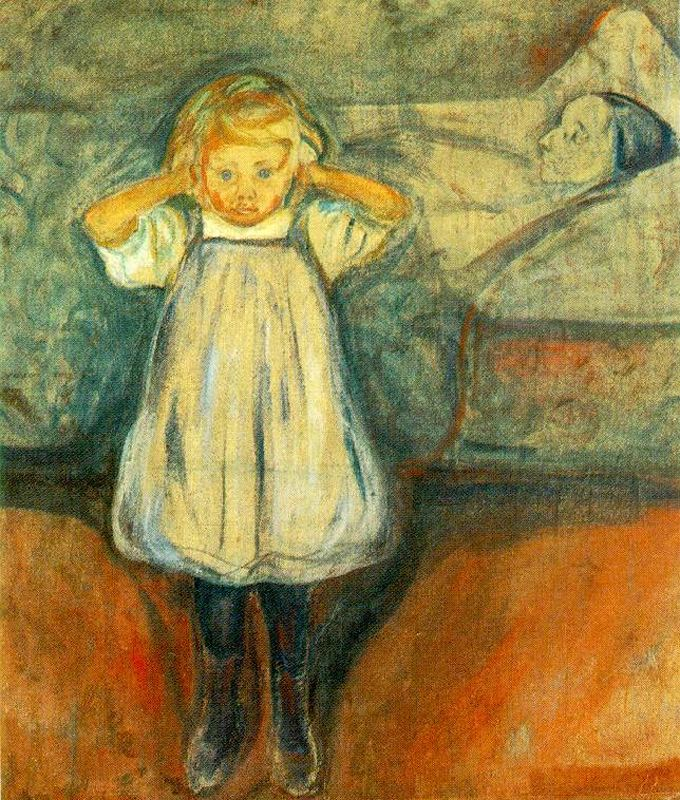
Das Kind und der Tod (1899)
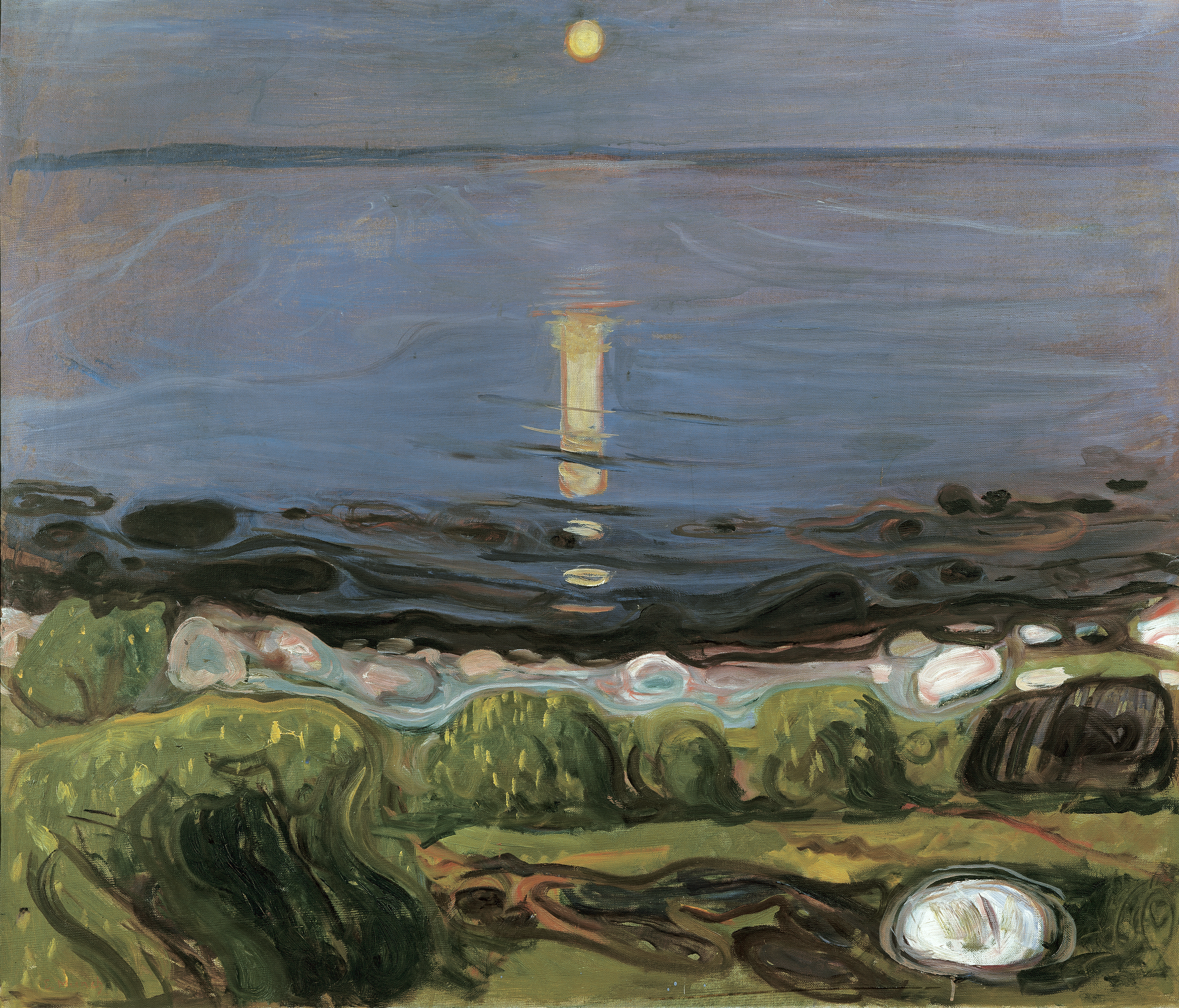
Sommernacht am Strand (1902/03)
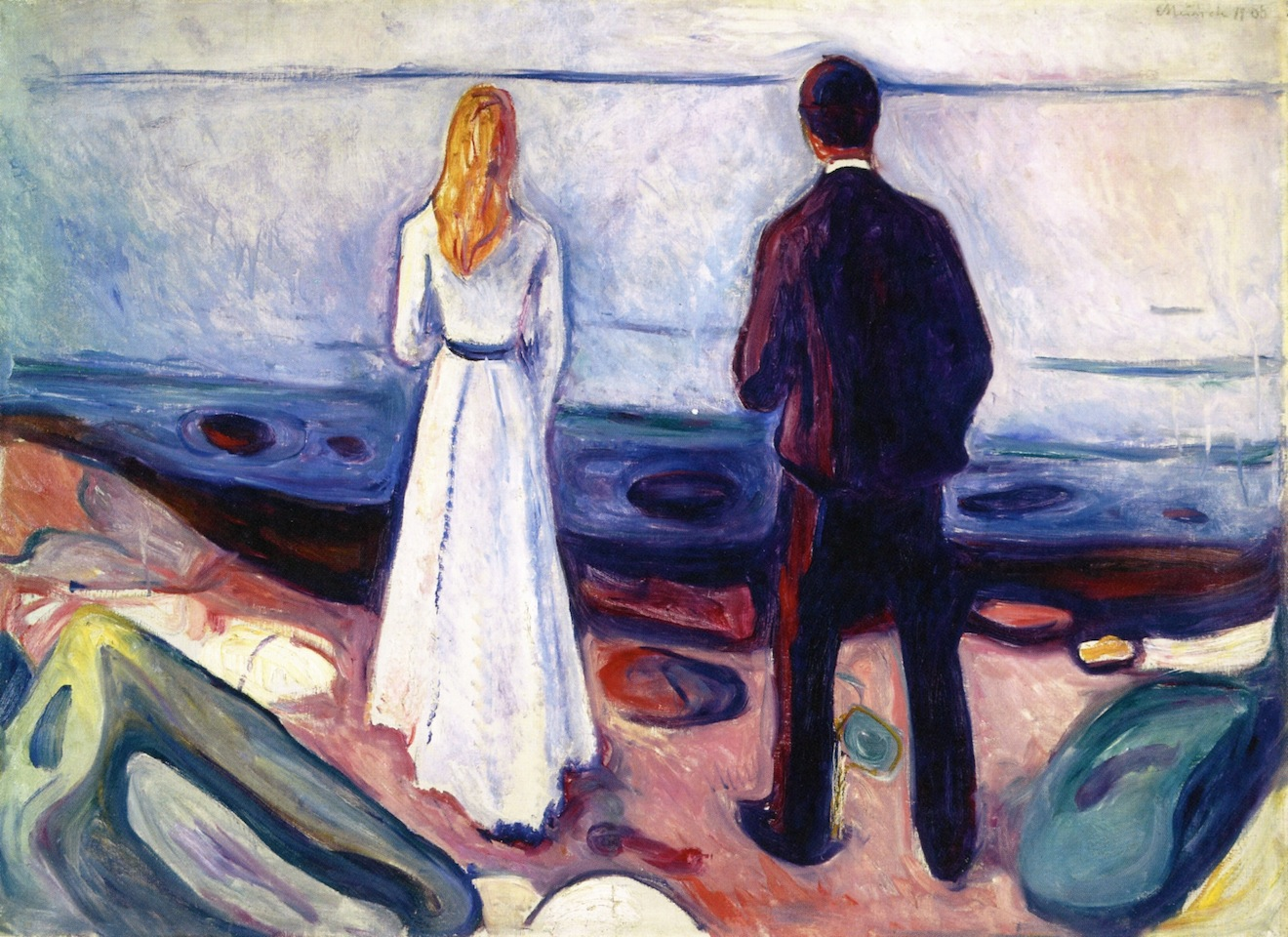
Zwei Menschen. Die Einsamen (1905)
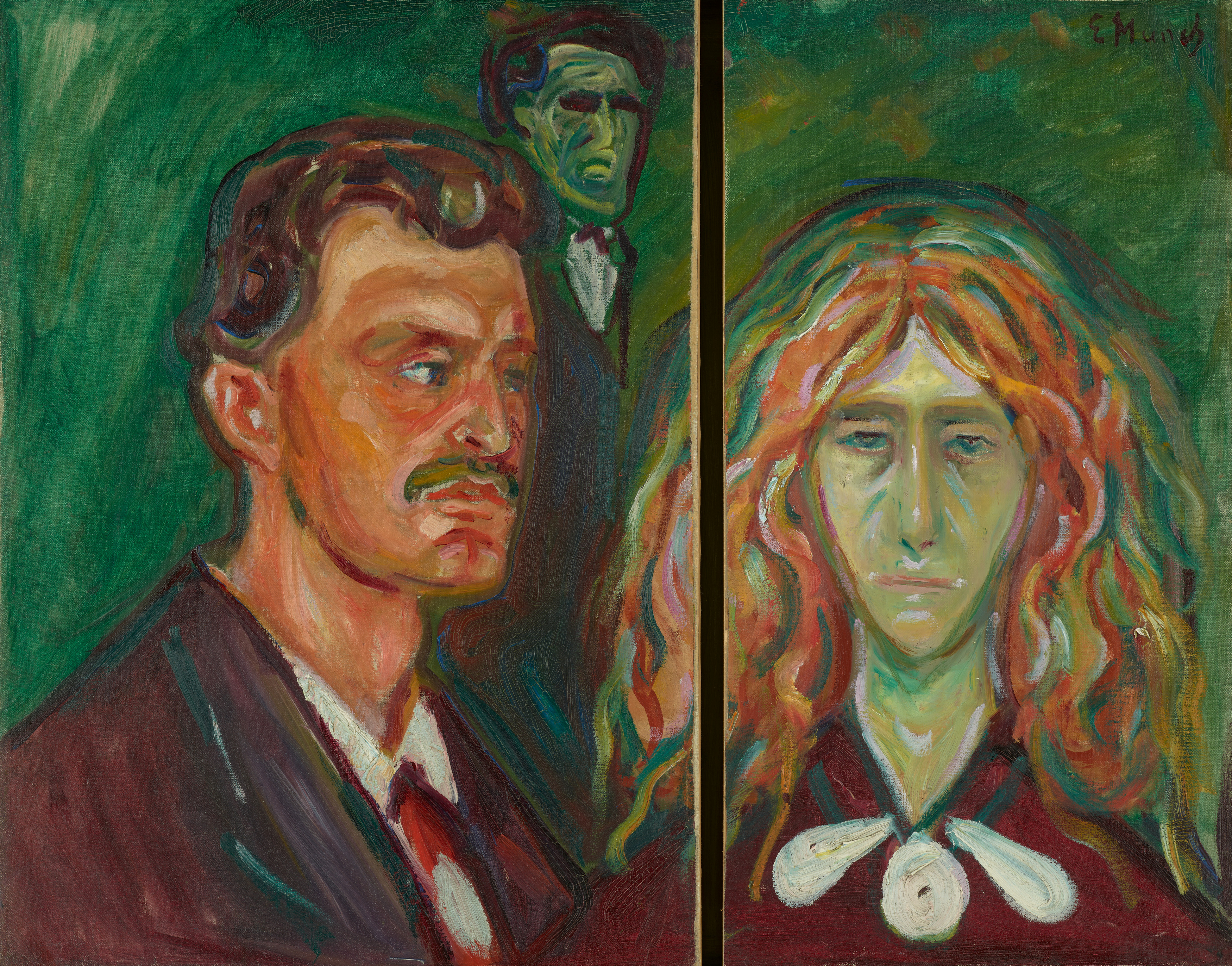
Selbstporträt mit Tulla Larsen (1905)
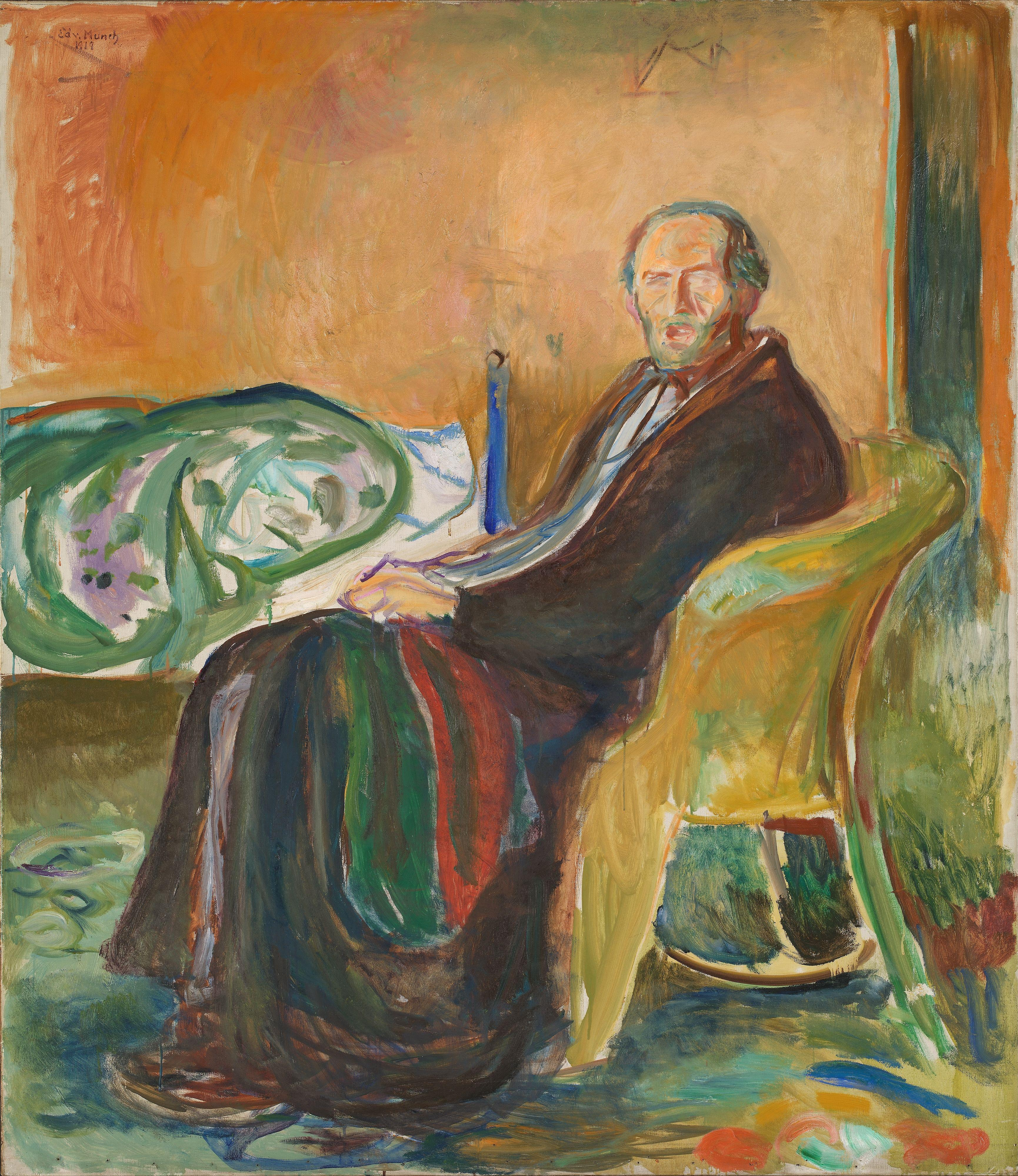
Selbstbildnis mit Spanischer Grippe (1919)

## Literatur

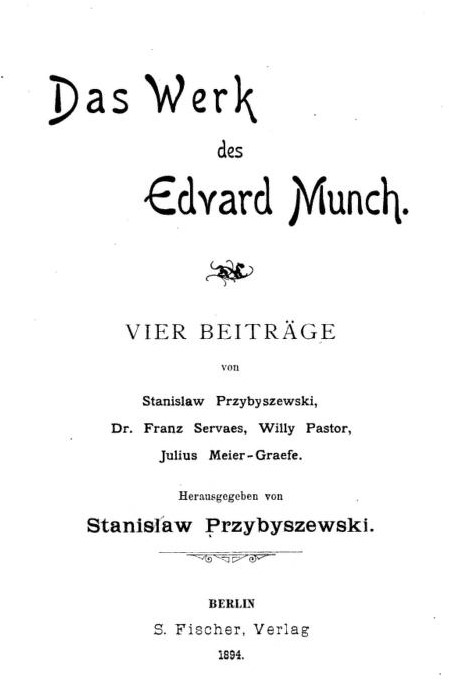
Das Werk des Edvard Munch von Stanisław Przybyszewski (1894)

## Filme
- Munchs Dämonen. Dokumentarfilm mit szenischer Dokumentation, Deutschland, 2013, 52 Min., Buch und Regie: Wilfried Hauke, Produktion: dmfilm, Radio Bremen, arte, Erstsendung: 15. Dezember 2013 bei arte, Inhaltsangabe von ARD, Besprechung: [33].
- Der gespiegelte Blick. Selbstporträts von Edvard Munch. Dokumentarfilm mit szenischer Dokumentation, Deutschland, 2006, 29:22 Min., Buch und Regie: Marita Loosen, Produktion: Bildersturm, WDR, arte, Sendung: 18. Februar 2007 bei arte, Inhaltsangabe von ARD
- Edvard Munch – Liebe, Tod und Leben. Dokumentarfilm, Deutschland, 2003, 43:30 Min., Buch und Regie: Angelika Lizius, Produktion: Bayerisches Fernsehen, Reihe: Faszination Kunst, Inhaltsangabe von ARD.
- Edvard Munch. Doku-Drama, Norwegen, Schweden, 1974, 211 Min., Buch und Regie: Peter Watkins, Erstsendung: 12. November 1974 in Norwegen.
- Munch, Spielfilm des norwegischen Regisseurs Henrik Martin Dahlsbakken.[34]